# Glosar de botanică
Prezentul glosar de botanică conține termeni din domeniul plantelor: părți componente, denumiri de specii și fenomene biologice legate de acestea. Semnul  indică faptul că respectiva plantă este otrăvitoare.
| Cuprins |
| Ab - Ac • Ad - Am • An - Aq • Ar - Az • Ba - Be • Bi - Bz • Ca - Cl • Co - Cz • D • E • F • G • H • I • J • K • L • M • N • O • P • Q • R • S • T • U • V • Y • Z |
| Vezi și • Legături externe |

## A

### Ab - Ac

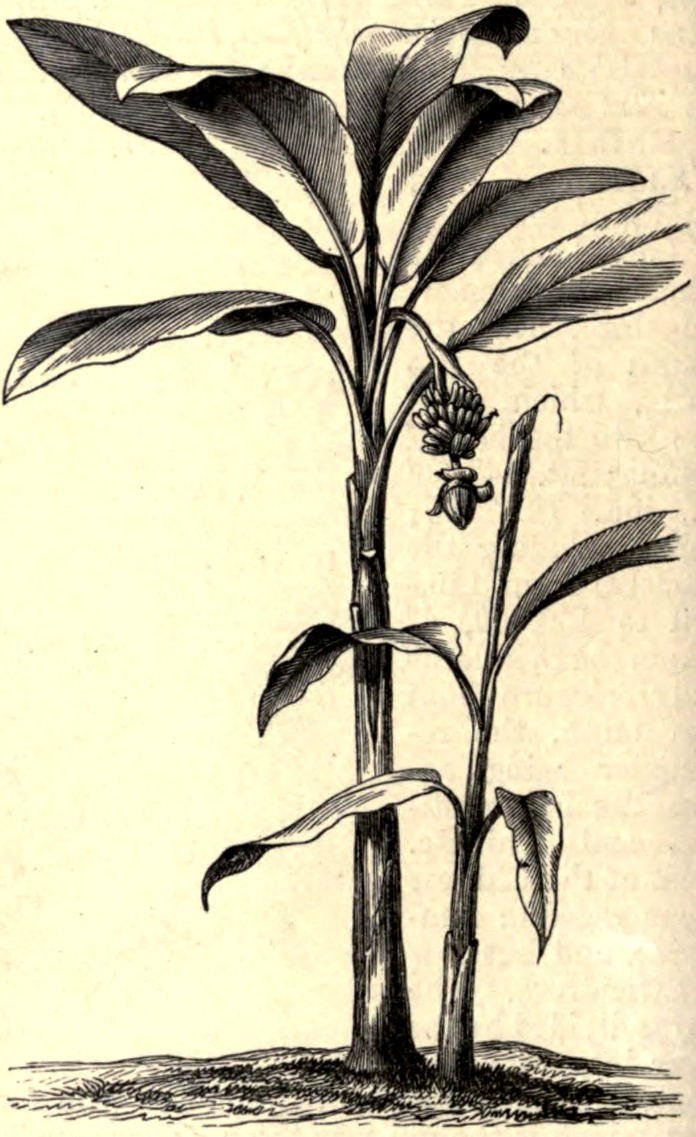
Abáca</br>(Musa textilis)

- abáca - bananier din Filipine (Musa textilis), care are fructele necomestibile și pețiolurile frunzelor lungi, din care se obțin fibre textile.
- abagiubă - arbust din familia oleacee (Ligustrum vulgare), cu frunzele opuse, cu florile albe dispuse în raceme, cu corolele în formă de pâlnie și fructele bace, cultivat în special pentru gardurile vii.
- abanos - arbore exotic (Diospyros abenum) din zonele tropicală și subtropicală (mai ales din India), cu lemnul negru, greu, tare și durabil.
- abapical - îndreptat în direcția opusă apexului, situat la polul inferior.
- abietacee - vezi Pinaceae,
- abrupt - (despre un organ) care se termină brusc.
- abscizie - pierderea diferitelor părți ale unei plante, ca: frunze, fructe, flori sau semințe.
- absint - plantă amară și aromatică, ce conține o esență toxică (Artemisia austriaca)[1]; pelin alb.
- abundență - evaluarea numărului indivizilor fiecărei specii de plante care intră în componența unei fitocenoze.
- abutilon - (Abutilon theophrasti) plantă anuală din familia malvaceaelor, cultivată în Extremul Orient și din ale cărei fibre se confecționează frânghii, covoare, unelte pescărești; sinonim teișor.
- acacia - (Acaci) gen de arbori și arbuști din familia leguminoaselor, răspândiți în zona tropicală și cea subtropicală.

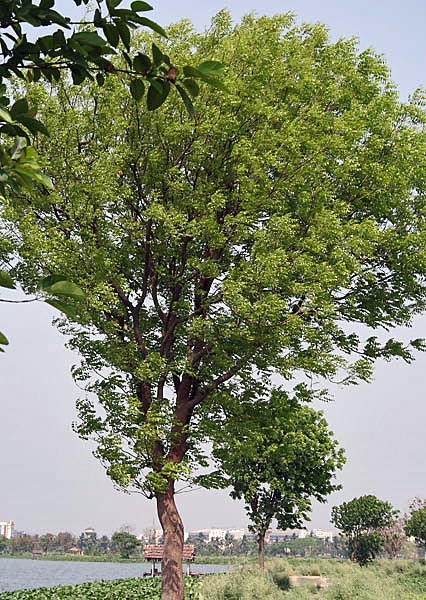
Acaju</br>(Swietinia mahagoni)

- acaju - arbore din regiunea tropicală a Americii (Swietinia mahagoni), cu lemnul de culoare roșiatică, foarte rezistent și aspectuos, care se utilizează la confecționarea mobilei de lux; sinonim: mahon.
- acaliculat - lipsit de calicul.
- acantacee - (Acanthaceae) familie de plante erbacee sau lemnoase, dicotiledonate (decorative), răspândite mai ales în regiunile calde, cu frunzele opuse, fără stipele, cu florile dispuse în raceme și cu fructele capsule.
- acante - (Acanthus) gen de plante erbacee din familia acantaceelor, exemplu Acanthus longifoliu, întâlnită și în România.
- acantifer - (despre plante) care poartă ghimpi; sinonim: acantofor.
- acantocarp - (despre plante) care are fructul acoperit de țepi.
- acantofil - care are frunzele terminate cu țepi; vezi și: acantifer, acmofil.
- acantofor - vezi acantifer.
- acantoid - care are aspect de ghimpe.
- acantosferă - corpuscul sferoidal ciliat din celulele unor alge.
- acarodomacie - smoc de peri în axila nervurilor unor frunze.
- acarp - (despre plante) care nu produce fructe.
- acarpelat - (despre flori) fără carpele.
- acarpotrop(ic) - (despre plante) care nu prezintă mișcări de curbare pentru diseminarea semințelor.
- acaul - (despre plante) fără tulpină aparentă.
- acefalie - (despre flori) lipsă a capitulului.
- aceracee - (Aceraceae) familie de plante lemnoase care cresc în păduri; de exemplu: arțarul, jugastrul, paltinul.

- achenă - tip de fruct uscat care nu se deschide la coacere; de exemplu: aluna, ghinda, fructul de cânepă, de floarea-soarelui, păpădie etc.
- achenodiu - fruct compus din două sau mai multe achene.
- achinetospor - celulă asexuată imobilă și de rezistență, formată prin fragmentare, la cloroficee și cianoficee.
- achinetosporange - sporange având funcția de organ de rezistență și de înmulțire.
- achirofite - plante cu florile glumacee.
- achiromorf - cu aspect de pleavă.
- aciclic - (despre flori) cu organele așezate în spirală.
- acicul - formație în formă de ac, care reprezintă rezultatul metamorfozei unor organe (ramuri, frunze).
- acicular (sau aciculat) - (despre frunze) în formă de ac; sinonim: aciculiform.
- aciculifer - care este prevăzut cu spini mici.
- aciculiform - vezi acicular.
- acidofil - (despre plante) care se poate dezvolta pe soluri cu aciditate mare.
- acidofite - plante adaptate la solurile acide.
- acidoză - boală a plantelor provocată de creșterea acidității din sol.
- acladiu - axă principală neramificată a unei inflorescențe, împreună cu terminația inflorescenței.
- aclamideu - (despre flori) care este lipsit de înveliș floral.
- acmofil - cu frunze ascuțite; vezi și acantofil.
- acolat - (despre plante, ramuri) care este încolăcit pe ceva.
- aconit - plantă erbacee (Aconitum napellus) din familia Ranunculaceae, cu florile albastre sau galbene și cu frunzele de culoare verde-închis, care conțin o substanță foarte toxică și care crește în zonele montane; denumire populară: omag.
- acotiledonat:

- (despre plante) cu embrionul lipsit de cotiledoane; acotiledon;
- (la plural) clasă de plante cu embrionul neformat înainte de germinație, a căror înmulțire se face prin spori.
- acrandrie - dispoziție apicală a anteridiilor unor briofite.
- acraspedot - (despre ciuperci) fără velum.
- acrescent - (despre organe) cu tendință de creștere; care devine din ce în ce mai mare.
- acridologie - parte a entomologiei care se ocupă cu studiul lăcustelor.
- acroblasteză - ieșire a tubului germinativ prin vârful sporului, caracteristică lichenilor.
- acroblastic - (despre muguri, flori) dezvoltat în vârful organului.
- acrocarpie - fructificare la vârful ramurilor.
- acrocist - chist sferic, gelatinos, format pe conidiofori la maturația celulelor generative.
- acroconidie - conidie formată la vârful hifelor.
- acrofil - (plantă) care crește în regiuni înalte.
- acrofite - plante care cresc la altitudini (sub)alpine.
- acrogeneză - formație apicală; creștere în lungime la vârful organelor vegetale.
- acrogin - cu organele de reproducere femele situate în vârful axelor.
- acropetal - (despre frunze, flori) care se dezvoltă de la bază spre vârf.
- acrosarc - bacă sferică și cărnoasă, formată prin concreșterea ovarului și a caliciului.
- acrosincarpie - concreștere a fructului prin vârfurile lui.
- acrospiră - tulpiniță răsucită de la vârful seminței, în germinație.
- acrospor - spor dezvoltat la extremitatea unei celule de reproducere, caracteristic ciupercilor.
- acroton:

- (despre foliola frunzelor compuse) cu porțiunea terminală mai dezvoltată;
- (despre anterele orhideelor) concrescut la vârf.
- actinocarp - (despre plante) cu fructele dispuse radial.
- actinomorf - (despre flori) cu simetrie radială.
- actinotropism - tendință de orientare a plantelor către radiațiile de lumină.
- actofil - plantă care crește pe litoral.
- actofite - plante de litoral stâncos.
- aculeol - ac, aculeu mic al unor plante; țepușă.
- aculeu - ghimpe, spin, ac.

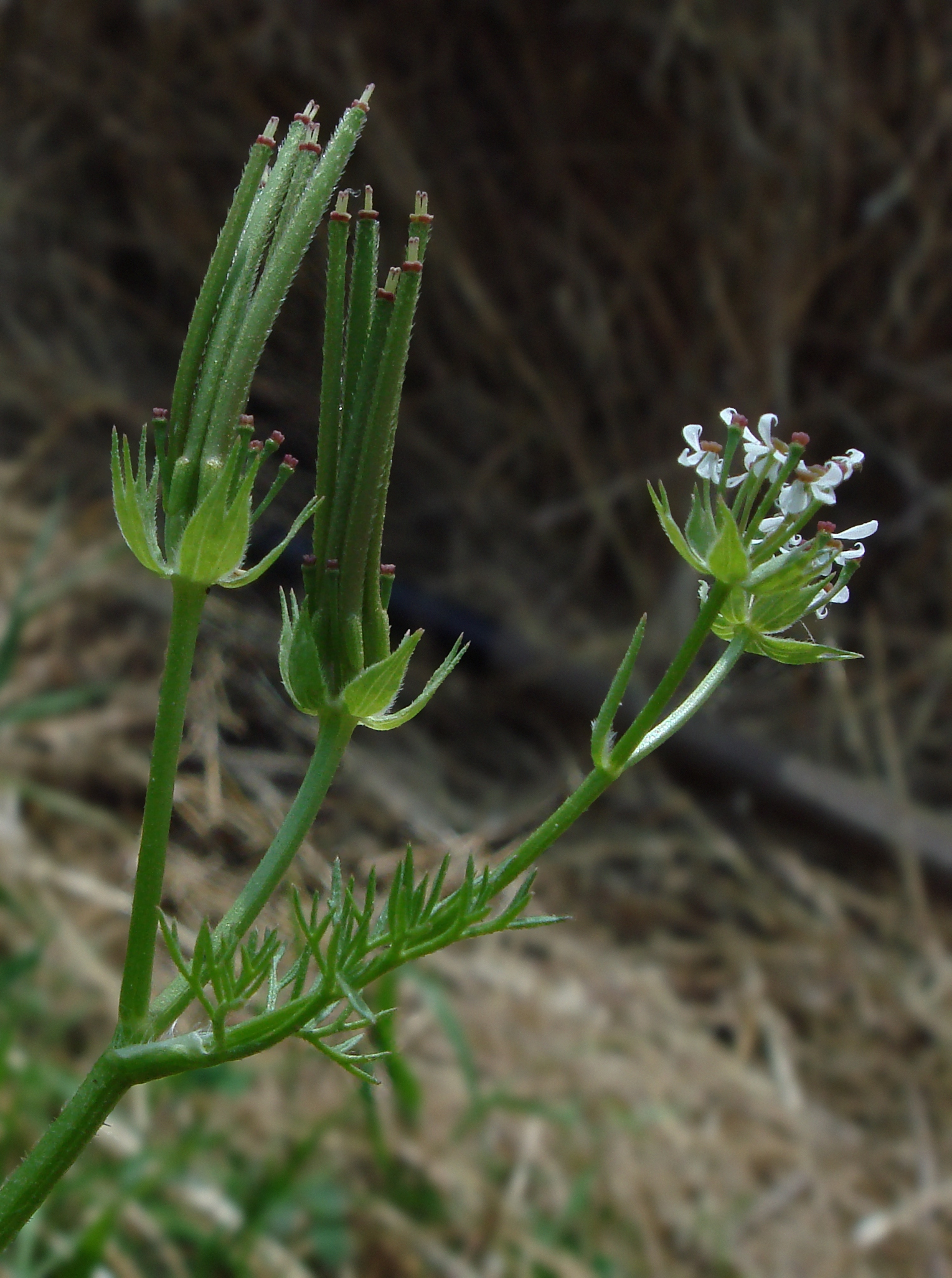
Acul-doamnei</br>(Scandix pecten veneris)

- acul-doamnei - plantă erbacee (Scandix pecten veneris) din familia umbeliferelor, cu florile albe și cu fructele terminate cu un vârf lung.
- acumbent - (despre organe) situat de-a lungul unui alt organ; culcat.
- acuminat - (despre frunze, fructe etc.) care se termină cu un vârf lung și ascuțit; sinonim: argut.
- acvaherboză - comunitate vegetală din mediul acvatic.
- acvatic:

- mediu ~ - apa ca mediu de viață;
- organism ~ - organism care populează mediul acvatic.

### Ad - Am

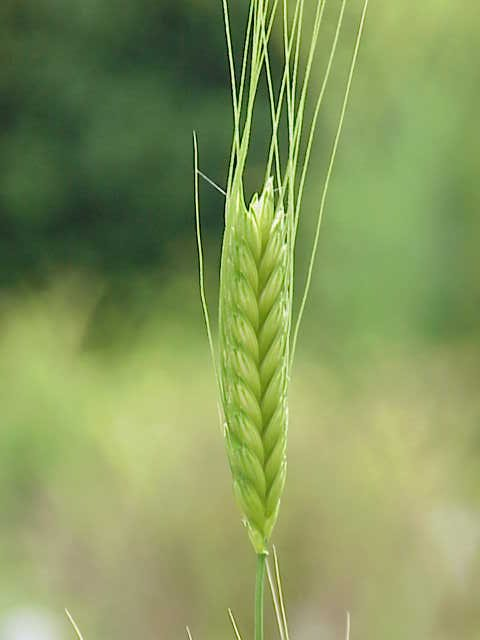
Alac (Triticum monococcum)

- adelfie - reunire, concreștere a două sau a mai multe organe (stamine, ramuri).
- adelfocarpie - formare a fructului în urma adelfogamiei.
- adelfofagie - unire a doi gameți de același sex.
- adenopetalie - transformare a nectariilor în petale neproducătoare de nectar.
- aderent - (despre unele organe, părți ale plantei) care este crescut pe un alt organ, care se adaugă la ceva; sinonim: adnat.
- adinamoginie - incapacitate funcțională a pistilului din floare.
- adnat - vezi aderent.
- adpres - (despre perișori) strâns alipit de tulpină.

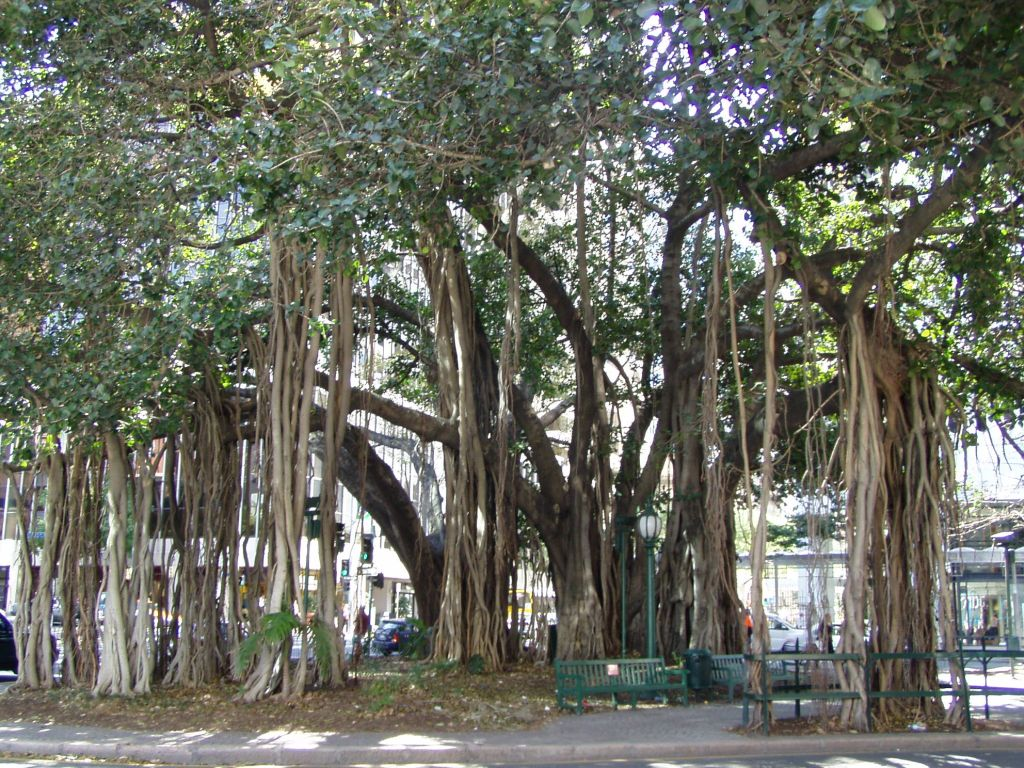
Rădăcini adventive

- adventiv:

- (despre plante) de proveniență străină, care a ajuns și s-a răspândit într-un anumit loc;
- (despre rădăcini) care cresc de la nodurile de jos ale tulpinii.
- aerenchim - țesut parenchimatic cu mari spații intercelulare pline cu aer, care se găsește la plantele acvatice submerse.
- aerocarpie - maturizare a fructelor în aer liber, deasupra solului.
- aerocist - veziculă aeriană de pe organele vegetale ale unor plante acvatice, care facilitează plutirea.
- aerodrom - (despre nervația frunzelor) convergent la vârf.
- aerofitobionte - organisme vegetale aerobe.
- aerofit(ă) - organism vegetal, care se dezvoltă pe o plantă (un copac) care servește numai ca suport.
- aerotropism - tropism sub influența concentrației de oxigen din aer; sinonim: anemotropism.
- afil - (despre plante) cu tija lipsită de frunze.
- afilie - lipsa totală a frunzelor la unele plante.
- afilopod - lipsit de frunze bazale.
- afin - arbust din familia ericaceelor (Vaccinium myrtillus), cu fruct comestibil, cu gust acrișor și care crește în zona muntoasă.
- afion - denumire pentru macul de grădină (Papaver somniferum); sucul cu proprietăți narcotice extras din acesta.
- afotometrie - indiferență a frunzelor (aciculare) față de direcția luminii.
- afototropism - curbare a plantelor în direcția opusă luminii; fototropism negativ.
- agamospermie - formare a semințelor fără fecundație.

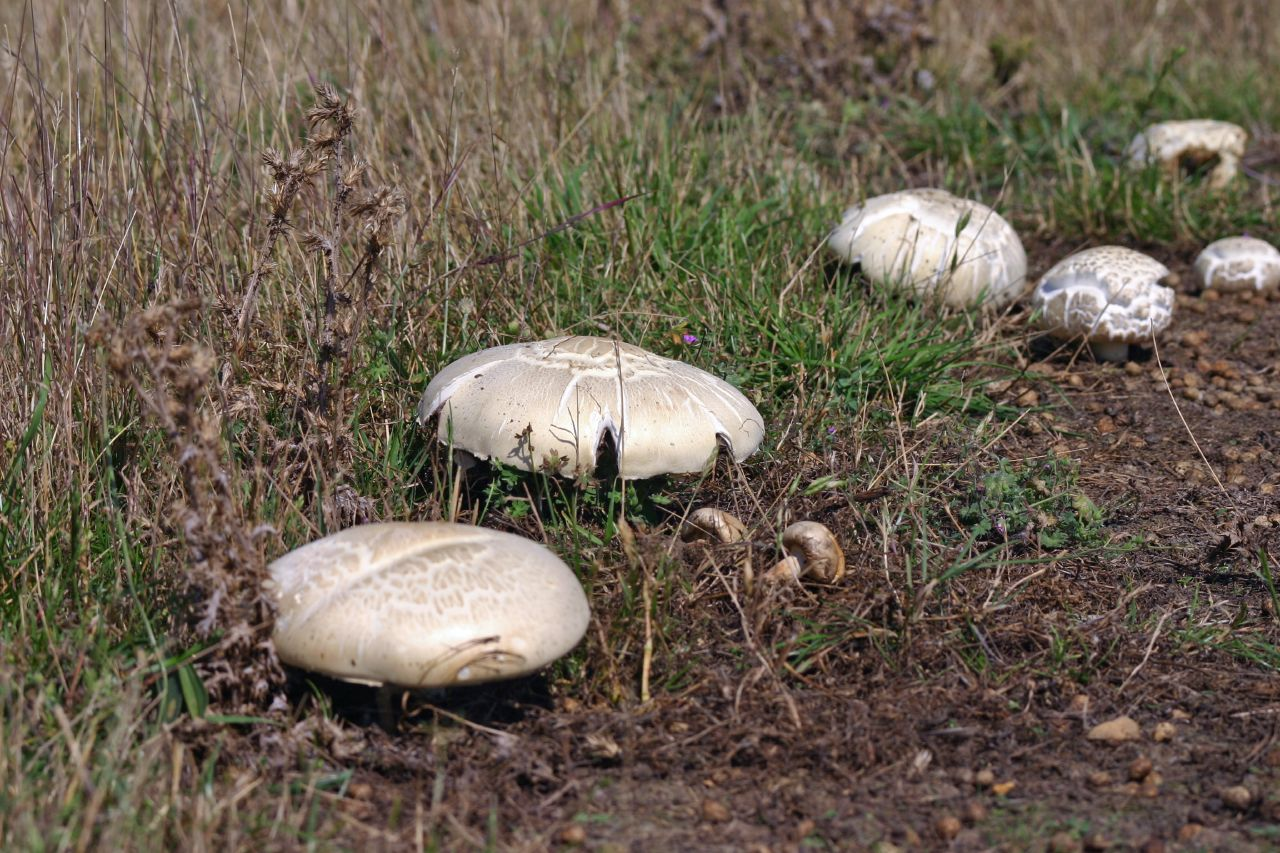
Agaricus arvensis</br>(ciupercă de câmp)

- Agaricaceae - familie de ciuperci din clasa bazidiomicetelor, cu picior, având pălăria prevăzută la partea inferioară cu numeroase lamele dispuse radial (Agaricum).
- agarici - ciupercă de copac.
- agavacee - familie de plante monocotiledonate având ca tip reprezentativ agava.
- agavă - (Agave americana) plantă din familia amarilidaceelor, care înflorește o singură dată la 15-20 de ani, apoi moare și din ale căror frunze, lungi până la 2 m, late, groase și cu spini pe margini, se extrag fibre textile.
- Agen - soi de prun originar din Franța.
- aglică - plantă erbacee (Filipendula vulgaris) din familia rozaceelor, cu frunze penate, cu flori albe sau roz-albe, parfumate, dispuse în inflorescențe.
- agregat - (despre organe, plante) care se naște din același punct, unindu-se, dar păstrându-și individualitatea; îngrămădire de organe pe o suprafață mică la plante.

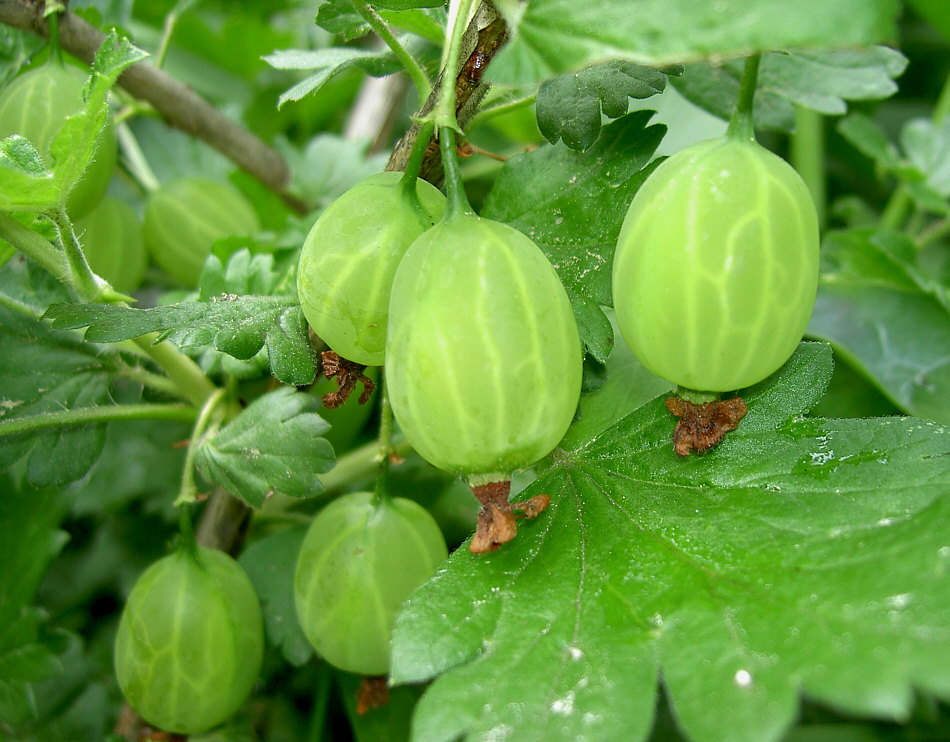
Agriș

- agriș - (Ribes grossularia) arbust fructifer din familia saxifragelor, care crește mai ales în regiuni muntoase și al cărei fruct se poate consuma în stare proaspătă sau utiliza în industria alimentară; denumire populară: borbonar.
- agrofil - (despre plante) care crește pe terenuri cultivate.
- agrostologie - ramură a botanicii care studiază pășunile; graminologie.
- agrume - termen generic care denumește fructele citrice.
- agurijoară - plantă erbacee decorativă, cu florile mari albe, galbene, portocalii, roz sau roșii, care se deschid numai la soare (Portulaca grandiflora).
- aifilofite - plante cu frunze verzi persistente.
- aiolostatic - (despre plante) care are poziție oblică din cauza vânturilor constante.
- aior - plantă erbacee (Euphorbia esula) cu frunzele lanceolate și cu florile galbene dispuse în umbele.
- aișor:

- plantă erbacee bulboasă din familia liliaceelor, cu frunzele roșietice și cu florile galbene-aurii (Allium ammoophilum);
- usturoiță (Alliaria officinalis);
- (regionalism) ghiocel (Galanthus nivalis).
- alac:

- (Triticum monococcum) specie de grâu cultivat pe suprafețe restrânse;
- denumire atribuită și plantei Triticum spelta.
- alantogamie - polenizare în două moduri diferite.
- albaspină - arbust sau arbore spinos din familia rozaceelor (Crataegus monogyna), cu frunze crestate, cu flori albe dispuse în buchețele, cu fructe comestibile, care se cultivă și ca plantă ornamentală (Crataegus monogyna), sinonim: păducel.
- alat - (despre organe ale plantelor) cu aspect de aripă.
- Albatrellus - gen de ciuperci comestibile din încrengătura Basidiomycota în ordinul Russulales și familia Albatrellaceae.
- albăstrea - (Centaurea cyanus) specie de plante erbacee din familia compozitelor, cu flori de culoare albastră.
- albei:

-  pir (Agropyrum repens);
- pir-gros (Cynodon dactylon).
- albină - plantă erbacee din familia orhideelor, cu florile violacee, dispuse într-un spic, asemănătoare cu o albină (Ophrys cornuta).
- albinism - insuficiență de materii colorante la plante, care determină decolorarea parțială sau totală a frunzelor.
- albiță - vezi: ciucușoară (Alyssum calycium); bărbișoară (Alyssum desertorum).
- albuleț - vezi alburn.
- albumeală - denumire populară pentru mai multe plante: floare-de-colț (Leontopo-dium alpinum), firicică (Filogo germanica); steluță (Stellaria nemorum), flocoșele (Filago arvensis).
- albumen - țesut vegetal aflat în sămânța plantei și care conține rezerva de substanțe organice.
- albumiță - vezi: floarea-de-colț.
- alburn -  totalitatea straturilor tinere din masa lemnoasă a arborilor, situate între duramen (inima lemnului) și scoarță; sinonim: albuleț.
- alcaliu - plantă marină din a cărei cenușă se produce sodă.
- aldan - (regionalism) cânepă de toamnă care produce semințe, cultivată separat de cânepa textilă (Cannabis sativa).
- alelogamie - tip de polenizare în două moduri nespecifice.
- alelogeneză - succesiune a două generații (sporofitică și gametofitică) în ciclul de dezvoltare a anumitor plante.
- alelopatie - influență reciprocă asupra dezvoltării plantelor superioare care cresc alături, prin intermediul substanțelor chimice numite coline.
- alelotrih - (despre frunze) cu fețele opuse acoperite cu perișori.
- aletofite - plante mezofite care cresc în locuri umblate de oameni sau de animale.
- aleuronă - substanță proteică întâlnită sub formă de mici granule la anumite tipuri de semințe, servind ca substanță de rezervă.
- aleuronic, strat ~ - strat de celule proteice care conține granulele de aleuronă.
- alfa (sau iarbă ~) - plantă din ordinul gramineelor, cu spice solitare și frunze lineare, originară din Algeria, din care se fac frânghii, rogojini etc. sau se fabrică hârtie (Stipa tenacissima).

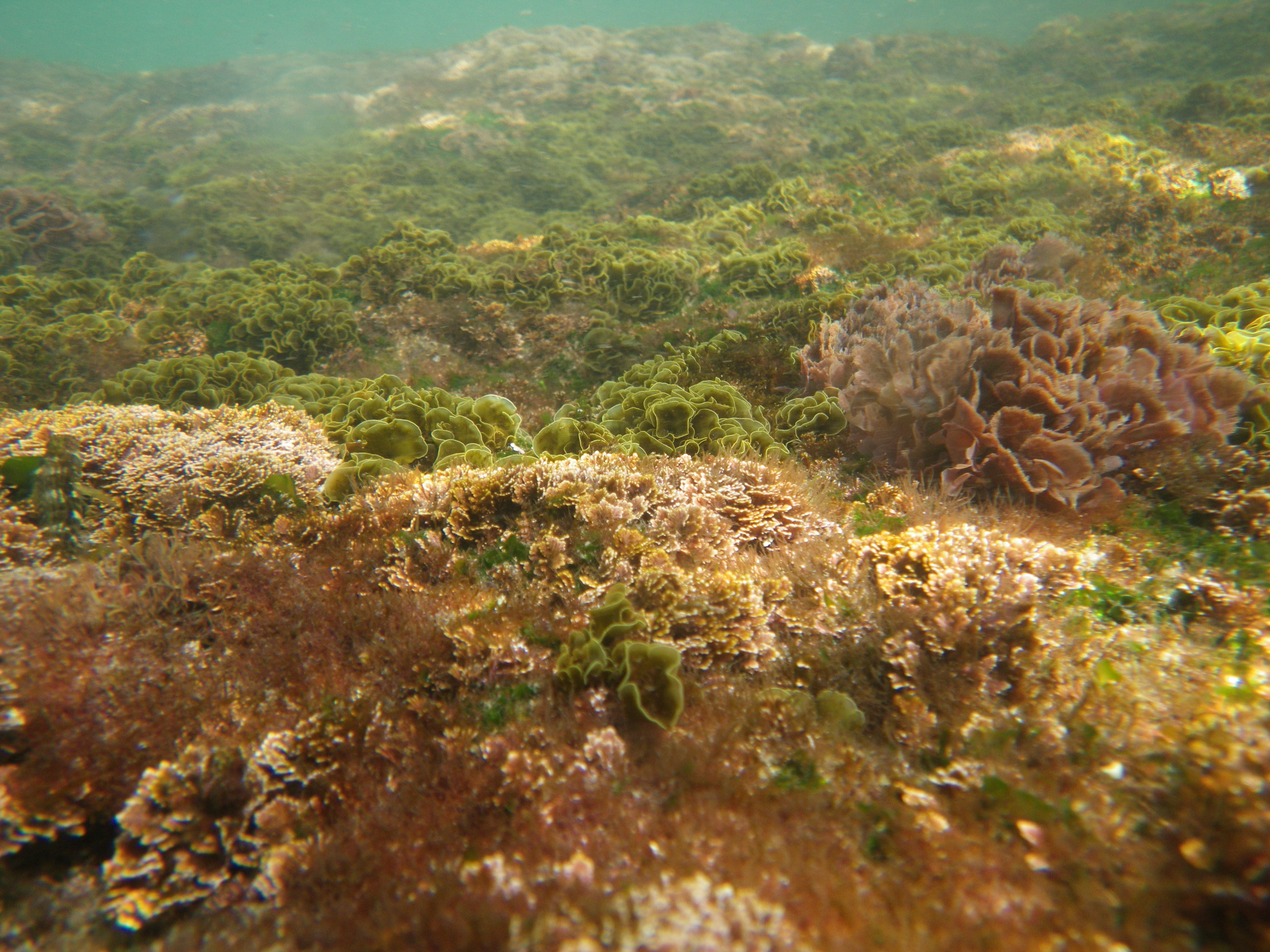
Alge pe fundul mării

- alge - (Algae) denumire colectivă pentru talofitele autotrofe, capabile de fotosinteză, unicelulare sau pluricelulare, de culoare verde, brună sau roșie, care au corpul vegetativ nediferențiat în rădăcină, tulpină și frunze și care sunt răspândite mai ales în ape.
- algicid - substanță care distruge algele.
- algologie - parte a botanicii care se ocupă cu studiul algelor.
- alior - denumirea mai multor specii de plante din genul Euphorbia (Euphorbia cyparissias, Euphorbia helioscopia, Euphorbia amygda-loides) și a căror tulpină conține un suc otrăvitor, cu aspect asemănător laptelui (exemple de denumiri populare: laptele câinelui, laptele-cucului).
- alismatacee - familie de plante acvatice monocotiledonate, cu frunzele bazale dispuse în rozete, care au canale aerifere în tulpini și în frunze.
- alistă - organ filiform tare, țepos, din vârful spiculețelor la unele graminee.
- alocarpie - structură a unui fruct rezultat prin polenizare încrucișată.
- alocor - care polarizează două sau mai multe formații vegetale înrudite din aceeași regiune.
- alocorie - răspândire a fructelor, semințelor sau sporilor prin intermediul diferiților factori externi.

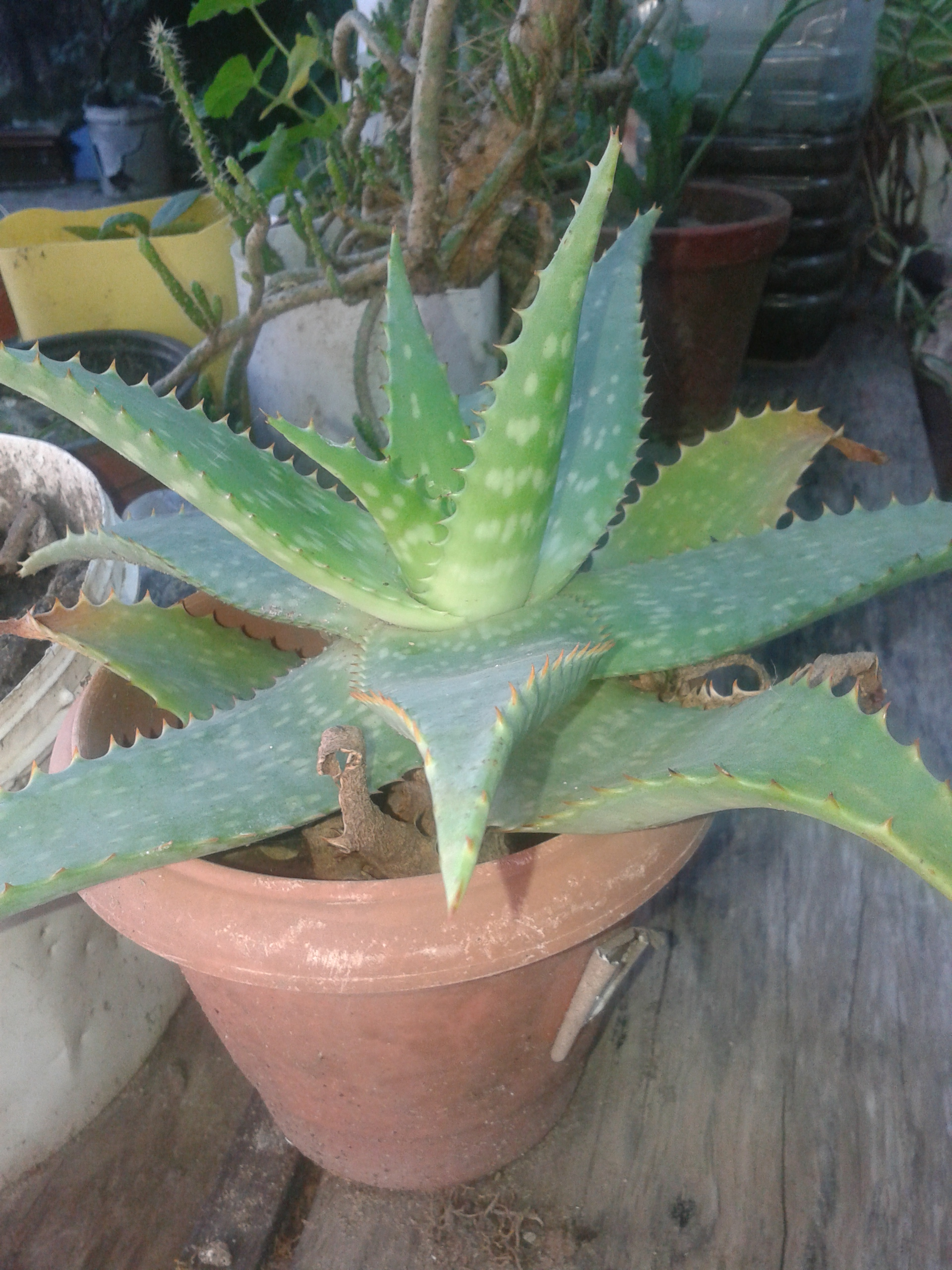
Aloe vera

- aloe - (Alöe) gen de plante din familia liliaceelor, cu frunze cărnoase și spinoase.
- alogam - plantă a cărei fecundare se face cu polen provenit de la altă plantă din aceeași specie.
- alogamie - fecundare naturală a unei plante cu polen provenit de la alte plante din aceeași specie.
- alpigen - (despre plante) de origine alpină.
- alpinariu - grădină botanică sau stâncărie rezervată culturii florei alpine.
- altern - (despre frunze, flori) dispus de o parte și de alta a unei ramuri sau a unei tulpini, la niveluri diferite.
- alun - arbust din familia betulaceelor, cu frunzele rotunde, cu florile monoice, cele mascule fiind sub formă de amenți, și cu fructele comestibile (Corylus avellana).
  - alun de pământ - plantă anuală din familia leguminoaselor, originară din America de Sud, cu flori galbene, cultivată pentru semințele sale comestibile și uleiul extras din acestea (Arachis hypogaea); altă denumire: cacauet.
  - alun turcesc (sau sălbatic, de pădure) - arbust din familia betulaceelor, cu scoarța crăpată, cu frunzele mai lungi și mai mari decît ale celui descris mai sus, cu fructele comestibile, care crește în regiunile montane (Corylus colurna).
- alunea - plantă al cărei fruct are un gust asemănător cu al castanei și din frunzele căreia se face salată (Bunium bulbocastanum).
- alveolă - fiecare dintre cavitățile în care sînt înfipți sâmburii unor fructe.

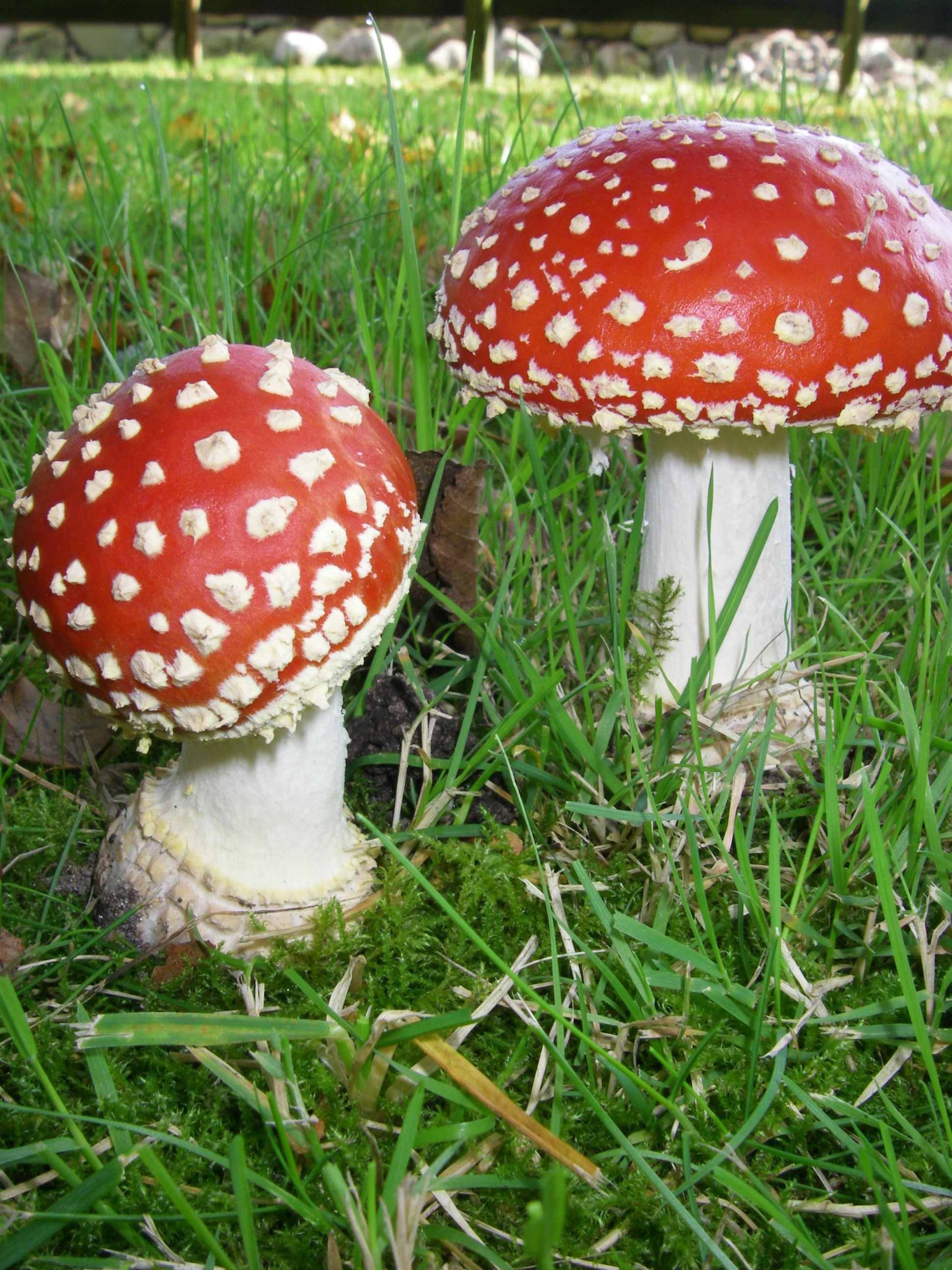
Amanita muscaria </br>(Buretele muștelor)

- Amanita - gen de ciuperci dintre cele mai otrăvitoare, care provoacă intoxicații grave manifestate prin semne și simptome brutale: greață, vomă, dureri abdominale, diaree, ducând în cazul lipsei tratamentului de specialitate la apariția unor tulburări severe hepatice, renale, nervoase și, în final, la moarte.
- amarant(h):

- plantă ornamentală, din familia amarantaceelor (Amaranthus), cu florile mici, roșii sau albe, grupate în formă de spic;
- arbore din familia leguminoaselor, originar din America de Sud, cu lemnul fin, de culoare violacee, din care se fac obiecte ornamentale și din care se extrage esența de terebentină.
- Amaranthaceae - familie de plante erbacee, cu frunzele lungi, alterne sau opuse, cu florile unisexuate sau hermafrodite, grupate în inflorescențe în formă de spic sau în glomerule, care are ca tip amaranthul; exemple: știrul, sfecla, loboda; altă denumire: chenopodiacee (Chenopodiaceae).
- amarilidacee - familie de plante erbacee, monocotiledonate, de obicei cu bulb și cu ovar inferior (Amaryllidaceae); exemple: ghiocelul, narcisa, agave.
- amarilis - (Amaryllis) plantă erbacee din familia amarilidacee și care aparține genului Hippeastrum, cu bulb, cu florile mari, roșii, portocalii sau roz; alte denumiri: crinul de cameră, steaua cavalerului.
- amatofite - plante care cresc pe terenuri nisipoase.
- amărătăciune - plantă erbacee din familia compozitelor, cu tulpina roșiatică, cu frunzele ascuțite, cu florile galbene, mirositoare, îngrămădite în vârful tulpinii, care crește în pădurile subalpine și pe lângă pâraie (Seneciofuchsii).
- amăreală - vezi poligală.
- ambipar - (despre muguri) care generează atât flori, cât și frunze.
- ambrozie - plantă parfumată (Ambrosia) al cărei polen provoacă alergii severe.
- ament - inflorescență a unor arbori sau arbuști, cu flori foarte mici, unisexuate, dispuse de-a lungul unui ax care atârnă ca un ciucure; sinonime: mâțișor, mâț.
- amentacee - familie de plante lemnoase, cu inflorescența în formă de amenți; exemple: fagul, nucul, alunul, stejarul.
- amentifer (sau amentifloră) - (despre plante) a cărui floare este un ament.
- amfibrie - încetare a dezvoltării în lungime a organelor unei plante și continuarea creșterii numai în grosime.
- amficarpie:

- caracteristica unor plante de a forma două tipuri de flori și de fructe;
- maturizare a fructelor în aer sau în sol.
- amficarpogen - (despre plante) care produce fructele pe sol, dar cu maturație subterană.
- amficotiledon - care are cotiledoanele concrescute.
- amfifotic - (despre vegetale) care este heliofil primăvara și sciofil toamna.
- amfigen - care are origine dublă; (despre organe vegetale) cu creștere la ambele extremități.
- amfisarc - fructul baobabului format dintr-o bacă indehiscentă multispermă, cu pericarpul consistent și cu mezocarpul cărnos.
- amfisperm - învelișul extern al seminței.
- amfitactism - atracție reciprocă a unor hife de sex diferit, pentru conjugare.
- amfiteciu - strat celular extern al capsulei mușchilor sau al apoteciului la licheni.
- amfitrofie - perioadă în care lăstarul anizofil are dezvoltarea maximă a frunzelor și mugurilor pe părțile laterale ale tulpinii.
- amfitrop - curbat în formă de potcoavă; (despre plante) cu ovulul răsturnat așa încât hilul are o poziție mediană.
- amfoheterogonie - producere de urmași constanți pe o parte a ramurii, și cu segregare tipică a caracterelor, pe cealaltă parte a ramurii.
- amnicol - care crește pe lângă râuri.
- ampelidacee - familie de plante dicotiledonate dialipetale care are ca tip vița-de-vie; sinonim: Vitaceae.
- ampelopsis - viță sălbatică, grimpantă, al cărei fruct este un ciorchine cu boabe mici, negre.
- amplectiv - (despre organe ale plantelor) care îmbrățișează complet alte organe.
- amplexicaul - (despre frunze) care îmbrățișează tulpina.
- amplexiflor - care îmbrățișează floarea.
- amplexifoliat - (despre plante) cu frunze amplexicaule.
- ampulă - veziculă aeriană pe frunzele sau pe tulpina unor plante plutitoare.

### An - Aq

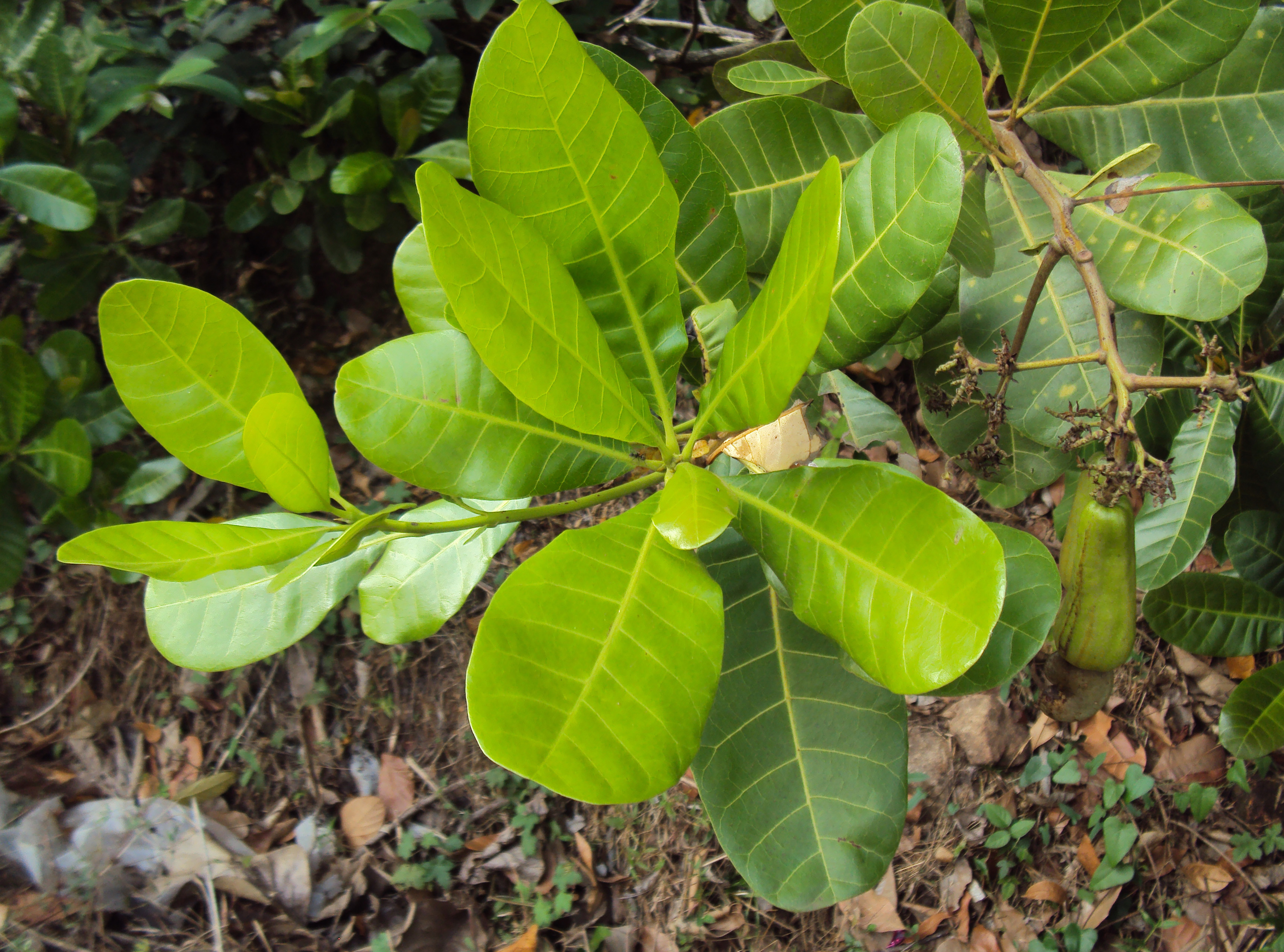
Anacardier (frunze)

- anacardiacee - familie de arbori sau arbuști lactescenți ori rășinoși din regiunile tropicale, având ca tip anacardierul.
- anacardier - arbust tropical din al cărui fruct comestibil se extrage o substanță folosită la lustruirea mobilelor.
- anadrom - orientat în sus, spre vârful plantei (antonim: catadrom).
- anaerofit - (plantă) anaerobă.
- analiză botanică - stabilirea naturii, numărului sau procentului diferitelor specii de plante de pe un teren.
- ananas - plantă erbacee perenă originară din țările calde, cu frunzele lungi așezate în spirală pe o tulpină scurtă, care poartă în vârf o inflorescență simplă în formă de spic, purpurie-violacee, cultivată pentru fructele sale mari și cărnoase (Ananas sativus).
- anandru - (despre plante) care are flori fără caractere bărbătești; (despre flori) fără stamine.

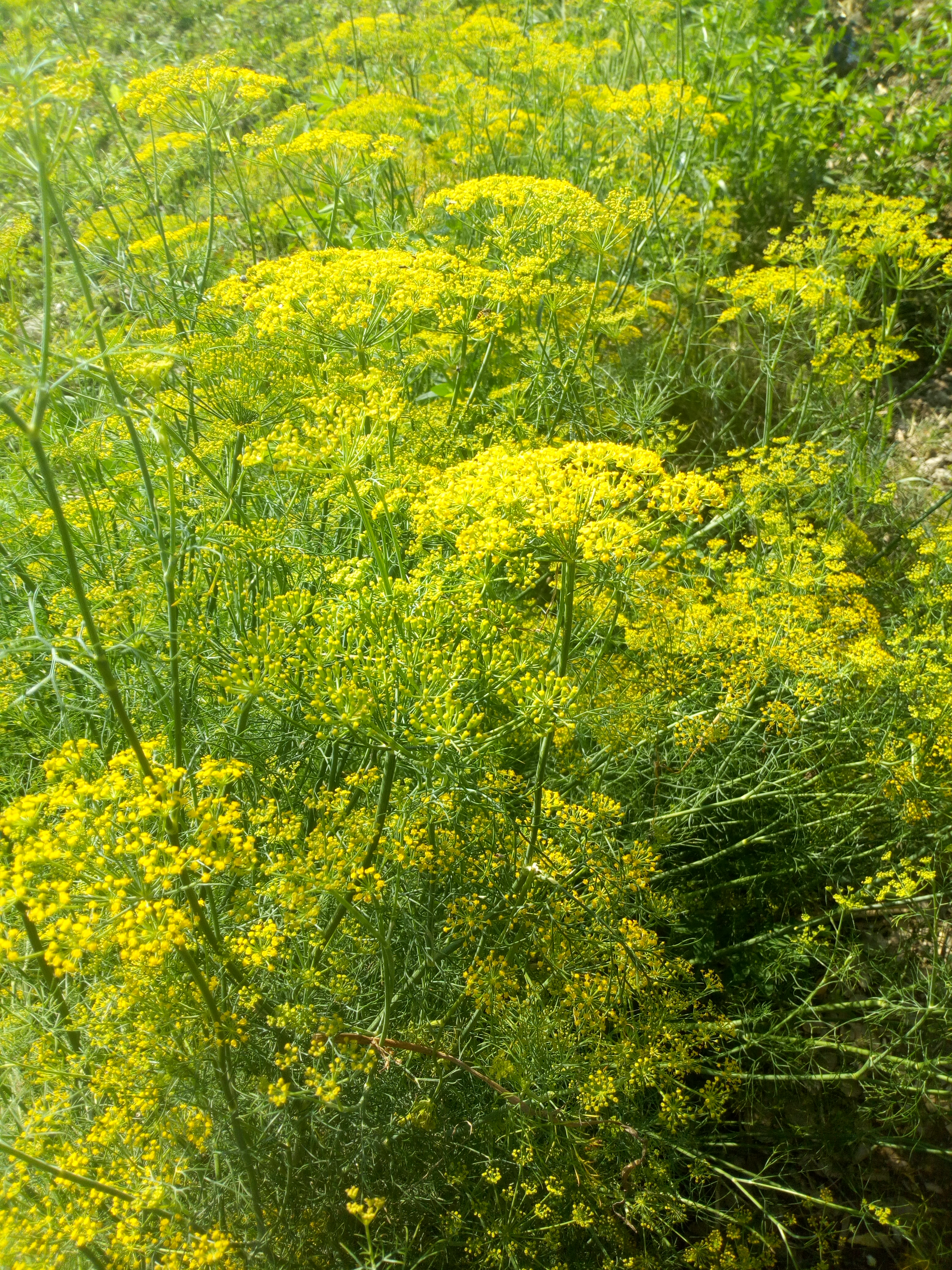
Anason

- anason - plantă erbacee aromatică din familia umbeliferelor (Pimpinella anisum), originară din Orient, cu florile mici și albe, cultivată pentru uleiul eteric și substanțele grase care se extrag din fructe, având diverse întrebuințări în industria alimentară și în cea farmaceutică.
- anason stelat (sau franțuzesc) - arbust originar din China și Japonia, din familia Magnoliaceae (Illicium anisatum), cu frunzele persistente, aromatice, cu florile de culoare galben-verzuie, hermafrodite, și cu fructele în formă de stea.
- anastomozat - (despre nervúri) ramificat și iarăși unit.
- anastomoză - îmbinare, legare a diferite organe vegetale.
- anatropism - curbare a plantelor în direcția factorului de excitație.
- andivă - (Cichorium endivia) specie de cicoare cultivată la întuneric, în pivnițe,  din ale cărei frunze albe, cărnoase, comestibile se pregătesc salate.
- androceu - totalitatea staminelor unei flori.
- androcit - celulă vegetativă formată în androconidie, care dă naștere unui anterozigot.
- androconidie - conidie care, în lipsa anteridiei, preia rolul organului sexual masculin, la unele ascomicete.
- androcor - (despre plante) care este răspândit prin intermediul omului.
- androdinamie - însușire a florilor hermafrodite cu stamine bine dezvoltate, dar cu stigmat redus.
- androdioic - (despre plante) care are flori masculine sau hermafrodite pe indivizi diferiți.
- androecie - prezența numai de flori masculine pe aceeași plantă.
- androfită - plantă-mascul din generația sexuată.
- androfor:

- peduncul rezultat din alungirea ultimului internod al pedunculului floral, pe care sunt prinse staminele;
- peduncul care poartă anteridia.
- androgametofor - plantă care poartă organele de reproducere masculine.
- androgamie - proces de fecundare a gametului mascul cu cel femel.
- androgin - (floare) care are organe de reproducere atât masculine (androceu), cât și feminine (gineceu).
- androginie - caracterul plantelor monoice care prezintă atât flori mascule, cât și femele distincte; sinonime: bisexualitate, hermafroditism.
- androspor - (la criptogamele vasculare) spor mascul; grăuntele de polen.
- anemocor - (plantă) care are fructe sau semințe adaptate pentru a fi răspândite de vânt.
- anemoentomofilie - polenizare prin intermediul vântului și al insectelor.
- anemofil (sau anemofit) - (plantă) a cărei polenizare se face prin intermediul vântului; sinonim: anemogam.
- anemofilie - polenizare făcută prin intermediul vântului; anemogamie.
- anemogam - vezi anemofil.
- anemogamie - vezi anemofilie.
- anemohidrocor - (plantă) ale cărei semințe sunt răspândite prin intermediul vântului și al apei.
- anemomorfie - conformație specială a plantelor pentru a se apăra împotriva acțiunii vântului.
- Anemone - gen de plante erbacee spontane sau cultivate, din familia Ranunculaceae, cu frunzele păroase, cu florile mari, de diferite culori, care înfloresc de obicei primăvara; vezi și dedițel.
- anemospor - spor împrăștiat de obicei prin vânt.
- anemotropism - vezi aerotropism.
- anemozoocor - (despre semințe, fructe, spori) care este răspândit prin intermediul vântului și al animalelor.
- ang(h)elică - plantă erbacee aromatică din familia umbeliferelor, cu tulpina cilindrică înaltă, cu frunzele mari, cu florile păroase albe-verzui, cu fructele ovale, a cărei rădăcină se întrebuințează în farmacie (Angelica archangelica); alte denumiri: anghelină, buciniș.
- anghelină:

- anghelică (Angelica archangelica);
- plantă erbacee aromatică din familia umbeliferelor, cu frunzele mari, cu florile albe-roșietice dispuse în umbele compuse, care crește în locuri umede din păduri, prin finețe, în lunile iulie-septembrie (Angelica silvestris).
- anghinara-oilor - plantă erbacee din familia compozitelor, cu rizomul gros, cu florile galben-aurii, reunite într-un capitul, care crește prin pășunile regiunii alpine, în lunile iulie-august (Hypochaeris uniflora).
- anghinare - (Cynara scolymus) plantă legumicolă erbacee din familia compozitelor, de la care se consumă receptaculul cărnos al inflorescenței.
- anghinară-sălbatică - (Onopordon Acanthium) plantă din flora spontană a Europei și a Asiei cu diverse efecte terapeutice; altă denumire: scai măgăresc.
- angiocarp - cu fructe acoperite.
- angiosperme - (Angiospermae) încrengătură de plante caracterizate prin faptul că au semințele închise în ovar.
- angiospor - care are sporii închiși în capsule.
- anil - (Indigofera suffruticosa) plantă exotică din care se extrage indigoul; altă denumire: indigotier.
- anizocotilie - dezvoltare inegală și neuniformă a cotiledoanelor.
- anizofilie - inegalitate sau neuniformitate a frunzelor aceleiași plante aflate la niveluri diferite.
- anizogametangiu - gametangiu femel și mascul de pe același tal, prezent la fungi.
- anizogamie - vezi heterogamie.
- anizogin - (despre flori) care are mai multe carpele decât sepale.
- anizopetal - cu petale inegale.
- anizosporie -  existența în aceeași fructificație a două sau mai multe tipuri de spori.
- anizostilie - prezența de stile lungi și scurte la florile din aceeași specie.
- anomofil - care are frunze neregulate, asimetrice.
- annona - arbore din America tropicală, cu fructele dulci, comestibile (exemple: Annona squamosa, Annona muricata).
- Annonaceae - familie de plante dicotiledonate având ca tip annona.
- anteclimax - climax nou către care evoluează vegetația, când i s-a oprit, dintr-o cauză oarecare, climaxul vechi.
- anteră - mică umflătură, în formă de săculeț, în vârful staminelor, în care se află polenul.
- anterídie - organ de înmulțire a unor plante (alge, mușchi etc.) în care iau naștere celulele sexuale masculine.
- anterozoid - celulă sexuală masculină a unor plante, formată în anteridie.
- anteză - perioada de înflorire la plante.
- antigerminativ - substanță care împiedică germinarea plantelor.
- antipozi - cele trei celule situate la baza sacului embrionar al angiospermelor, care participă la fecundarea și la dezvoltarea embrionului.
- antobiologie - biologie florală.
- antocarp - fruct înconjurat de un caliciu cu tendință de creștere.
- antocian(ină) (sau antocianidină) - pigment din sucul plantelor care dă florilor, fructelor și frunzelor culoarea roșie, albastră, violetă sau verde.
- antoclor - pigment din sucul unor flori care dă acestora culoarea galbenă.
- antodiu - vezi calatidiu.
- antofil - floricol.
- antofite - vezi spermatofite.
- antofitoză - boală a plantelor provocată de alte plante cu flori, parazite sau semiparazite.
- antofor - axă florală, între caliciu și corolă, care poartă petalele, staminele și pistilul.
- antogeneză - formarea florilor din elementele vegetale ale plantei.
- antoliză - metamorfoză regresivă a organelor florale; separare sau multiplicare a elementelor florale.
- antonică - numele unor specii de plante erbacee din familia umbeliferelor:

- plantă erbacee cu tulpina umflată sub articulații, cu florile albe și cu fructele aromatice, care crește prin tufișuri și prin poieni umede în pădurile de munte (Chaerophyllum aromaticum); altă denumire: borșer.
- anghelică (Archangelica officinalis);
- angelina sălbatică (Angelica sylvestris).
- antotaxie - mod de dispunere a florilor pe tulpini sau pe ramuri.
- antotropism - ansamblul mișcărilor de curbare a florilor sub influența factorilor externi.
- antoxantină - pigment din sucul plantelor care dă petalelor florilor culoarea galbenă.
- antropocor - (plantă) ale cărei fructe sunt răspândite prin intermediul omului.
- antropocorie - diseminare a plantelor spontane sau cultivate prin intermediul omului.
- antropofile - plante polenizate artificial.
- antropofită - plantă cultivată.
- apărătoare:

- plantă erbacee din familia labiatelor, cu tulpina dreaptă, păroasă, cu frunzele ovale și florile purpurii, care crește în lunile iulie-august prin tufișuri, la margini de pădure, prin locuri necultivate (Clinopodium vulgare); somnișor;
- izmă-proastă, busuioc-de-câmp (Menthapulegium).
- apert - (despre flori, muguri, preflorație sau despre zone, terenuri etc.) care este deschis, desfăcut; neacoperit.
- apetal:

- (la plural) grup de plante dicotiledonate, cu florile reduse, lipsite de petale;
- (despre flori, plante) care nu are petale.
- apex - vârf, extremitatea superioară a unui organ.
- apiculat - (despre unele frunze sau despre unele fructe) care se termină cu un vârf ascuțit și scurt.
- apiren - (despre fructe) care nu are sâmbure, care este fără sâmbure.
- aplanogamet - gamet neciliat, fără mobilitate.
- aplanogametange - organ al plantelor în care se formează aplanogameții.
- aplicativ - care este alipit pe alt organ, fără aderență.
- apocarp - care prezintă apocarpie.
- apocarpie - formație a florii unei plante în care carpelele nu sunt unite în pistil.
- apocinacee - (Apocynaceae) familie de plante dicotiledonate, erbacee sau lemnoase, cu frunzele opuse, florile hermafrodite cu petale unite, care secretă latex și care sunt originare din regiunile tropicale și mediteraneene.
- apofiză - partea superioară, îngroșată, a solzilor conurilor de la speciile de pin.
- apogamie - formarea embrionului la plante dintr-o altă celulă decât oosfera; se întâlnește la unele fanerogame și la ferigi.
- apogenie - pierderea capacității de reproducere a unui organism vegetal.
- apoteciu - organ reproducător în formă de cupă la ascomicete și licheni, în care se formează ascele.
- apotrop - (despre ovule) care este prins lateral pe peretele placentar.
- apotropism - curbare a plantelor în sens contrar direcției factorului de excitație.
- apresor - organ de fixare sau de absorbție al unor plante.
- aquifoliacee - familie de plante decorative, de mici dimensiuni (arbuști), de obicei cu flori unisexuate.

### Ar - Az
- aracee - familie de plante erbacee (sau, rar, lemnoase), monocotiledonate perene, care cresc mai ales în zonele tropicale; exemplu: filodendronul.
- arahidă - plantă leguminoasă tropicală, cultivată pentru fructele sale comestibile, bogate în grăsimi (Arachis hypogaea).
- araliacee - (Araliaceae) familie de plante dicotiledonate, arbori și arbuști, rar plante erbacee, cu frunzele adânc lobate, cu florile actinomorfe grupate în umbele simple sau compuse, cu fructul bacă sau drupă; exemplu iedera.

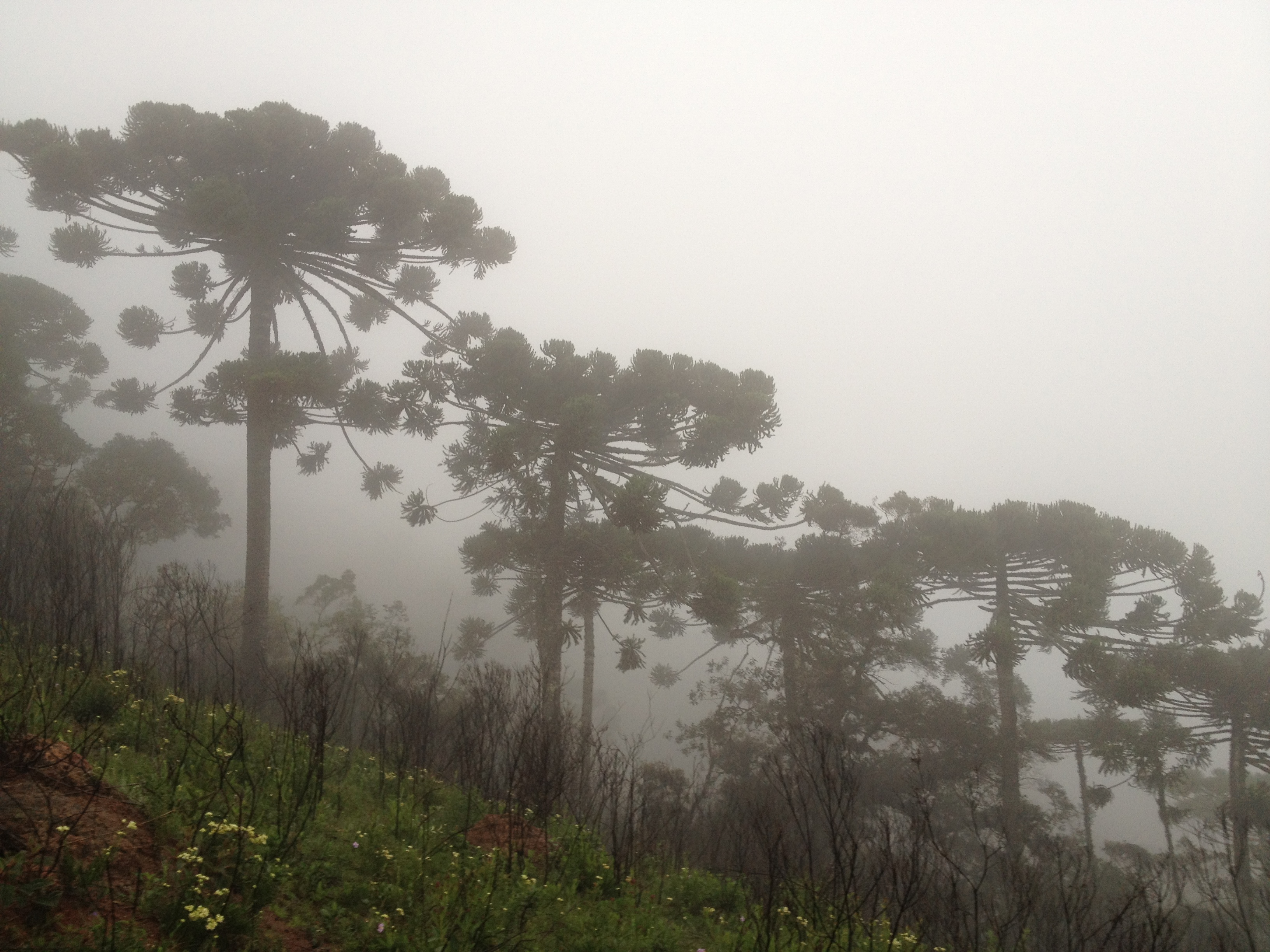
Arbori de araucaria

- araucaria - (Araucaria angustifolia) specie de conifer originar din America de Sud și Australia, cultivat pentru calitățile sale ornamentale, ca plantă decorativă de apartament; altă denumire: pin-de-Chile.
- araucariacee - familie de conifere, cu frunzele totdeauna verzi, răspândite în America de Sud și Australia și cultivate, ca plante decorative, având ca tip reprezentativ araucaria.
- arbore - nume generic dat plantelor cu trunchi înalt (peste 4 m) și puternic, lemnos și cu mai multe ramuri cu frunze care formează o coroană; altă denumire: copac.
- arborele de cacao - plantă lemnoasă din familia Sterculiaceae, specifică zonei tropicale (Africa și America de Sud), înaltă de 8-10 m, cu florile și fructele fixate direct pe trunchi, ale cărei semințe sunt folosite în industria alimentară (Theobroma cacao); sinonim: cacaotier.
- arborele de cafea - plantă lemnoasă din familia Rubiaceae, înaltă de 4-5 m, cu florile albe sau roz, cultivată în țările Americii Latine, în Africa și în Asia, ale cărei semințe, bogate în cofeină, sunt folosite în industria alimentară și în cea farmaceutică (Coffea arabica).
- arborele de camfor - plantă lemnoasă din familia Lauraceae, înaltă de 10-15 m, cultivată în China și în Japonia, din tulpina și din frunzele căreia se extrage camforul (Cinnamomum camphora).
- arborele de cauciuc - plantă lemnoasă din familia Euphorbiaceae, înaltă de 15-20 m, originară din America de Sud (din bazinul Amazonului), din scoarța căreia se extrage cauciucul natural (Hevea brasiliensis).
- arborele de chinină - (Cinchona) plantă lemnoasă din familia Rubiaceae, care se cultivă în America de Sud, din a cărei scoarță se extrage chinina.
- arborele de cuișoare - plantă lemnoasă din familia Myrtaceae, originară din insulele Moluce, dar cultivată mai ales în Madagascar, ai cărei muguri florali sunt folosiți drept condiment (Eugenia caryophyllata).
- arborele de pâine - (Artocarpus incisa) plantă lemnoasă din familia Moraceae, cultivată în zonele tropicale din Asia și America, cu tulpina înaltă (10-15 m) și foarte groasă, al cărei fruct mare, sferic, cu gust de pâine, se consumă fiert sau copt.
- arborele lui Iuda - plantă lemnoasă din familia leguminoaselor, ale cărei flori roz apar în buchete pe trunchi și pe ramuri, cultivată ca plantă de ornament (Cercis siliquastrum).
- arborele vieții - plantă lemnoasă din familia Cupresacee, originară din Extremul Orient, înaltă de pînă la 40 m, cu coroana deasă și cu frunzele mici, solzoase, cultivată în parcuri (Thuja orientalis); altă denumire: tuia orientală.
- arbore-mazăre siberian - vezi caragană.
- arbore trompetă - vezi catalpa.
- arboricol - (despre insecte, animale sau plante) care trăiește în sau printre arbori, care crește, se dezvoltă pe arbori; care se referă la arboricultură.
- arbuscul - tufă mică, având aspect de copăcel; arbore mic.
- arbust - plantă lemnoasă de talie mică, ce se ramifică de la bază în formă de tufă, neformând o coroană distinctă; alte denumiri: copăcel, tufar.
- archit - denumire regională pentru: curpen (Clematis vitalba) sau ienupăr (Juniperus communis).
- arctofil - (despre plante) care crește în regiunile nordice.
- ardeiaș - altă denumire populară pentru plante ca: barba-împăratului (Mirabilis jalapa); iarbă-roșie (Polygonumpersicaria).
- ardeiași - specie de ciuperci necomestibile care trăiesc în România, Basarabia și Bucovina de Nord (Gymnopus peronatus).
- arenaria - plantă cariofilacee cu florile albastre și roz, care crește pe stânci și nisipuri; exemple: Arenaria serpyllifolia, Arenaria grandiflora, Arenaria leptoclados.
- arenicol - care trăiește, se dezvoltă, crește în nisip.
- areologie - disciplină care se ocupă cu studiul ariei de răspândire a unor specii vegetale.
- argut - vezi acuminat.
- arhegon - organ de reproducere în formă de butelie, în care se formează gameții feminini, caracteristic mușchilor, ferigilor și gimnospermelor.
- arhegoniate - grup de plante care au ca organ vegetativ caracteristic arhegonul; exemplu: mușchiul.
- arhespor - celulă care dă naștere, prin diviziune, celulelor-mamă sporifere.
- arhicarp - organ reproducător femel al ascomicetelor.
- arhimicete - clasă de ciuperci primitive unicelulare microscopice, parazite sau saprofite, cu înmulțire asexuată (prin zoospori) sau sexuată (prin izogamie) (Archimycetes).
- arici:

- nume dat mai multor plante: ciumăfaie (Datura stamonium); rostogol (Echinops sphaerocephalus); tăciune (Ustilago tritici);
- mușchi formând tufe, cu frunzele ascuțite, cu dințișori ascuțiți pe margini și pe dos, care crește pe marginea drumurilor, în locuri nisipoase și argiloase, în păduri până la 2 500 m altitudine (Pogonatum urnigerum);
- varietate de grâu cu spicul des (Triticum compactam).
- aril(od) - (la fructe) parte cărnoasă, viu colorată, care acoperă parțial (sau total) sămînța.
- arilat - (despre semințele fructelor) care este prevăzut cu aril.
- arilodiu - aril fals, format prin lărgirea marginii micropilului seminței.
- arin - (Alnus) nume dat mai multor specii de arbori sau de arbuști din familia Betulaceae, cu frunzele ovale, dințate, lipicioase pe partea superioară și păroase pe partea inferioară, cu florile verzui-roșietice, în formă de spic, care cresc pe malurile râurilor de munte și prin păduri umede de șes și sunt întrebuințați pentru împădurirea terenurilor umede.
- arin alb - arbore înalt până la 20 m, cu frunzele ovale, dințate, cenușii și păroase pe partea posterioară (Alnus incana).
- arină - inflorescența arinului, din care se extrage un colorant negru.
- arin-de-munte (sau verde) - arbust înalt până la 4 m, cu frunzele mici, ovale sau eliptice, dințate (Alnus viridis).
- arin negru - arbore înalt până la 28 m, cu frunzele aproape rotunde, lipicioase (Alnus glutinosa).
- aripă - membrană a unor fructe și semințe care servește la răspândirea lor cu ajutorul vântului.
- aristat - (despre frunze) cu un vârf lung și subțire ca o țepușă.
- aristoform - în formă de aristă.
- aristoloh - (Aristolochia) plantă apetală cățărătoare, cu florile galbene în formă de tub, cultivată pentru umbrare; denumire populară: mărul-lupului.
- Aristolochiaceae - familie de plante erbacee și arbuști având ca tip aristolohul.
- aristă - formație alungită, țepoasă, cu care se termină frunzele sau unele piese florale la graminee.
- armat - (despre tulpini, frunze, flori) care este prevăzut cu organe de apărare; spinos.
- armurar - plantă medicinală erbacee din familia compozitelor, cu frunzele superioare lucioase și cele inferioare colțuroase și spinoase, cu florile purpurii, folosită pentru vindecarea unei boli a vitelor (Sylibum marianum).
- arnică:

- plantă medicinală erbacee din familia compozitelor, cu florile galben-portocalii și fructele achene negricioase, a cărei tinctură este întrebuințată pentru vindecarea rănilor (Arnica montana); alte denumiri: podbal-de-munte, carul-pădurilor, iarba-soarelui;
- denumire a unor plante ca: solovârviță (Inula britanica), cununiță (Spirarea ulmifolia); tîlhărea (Mycelis muralis).
- arpagic:

- plantă erbacee din familia liliaceelor, cu florile purpurii, care face bulbi mici, întrebuințate la condimentarea mâncărurilor (Allium schoenoprasum);
- ceapă de dimensiuni mici, obținută din semințe și care, răsădită, produce ceapa pentru consum;
- denumire pentru plante ca: hașmă (Allium ascalonicum); pur (Allium rotundum).
- arșinic:

- plantă erbacee ornamentală din familia cariofilaceelor, cu florile roșii, albe sau pestrițe, originară din Orient, care se cultivă ca plantă ornamentală (Lychnis chalcedonica);
- plantă erbacee ornamentale cu flori diferit și viu colorate și cu miros plăcut (Phlox paniculata); alte denumiri: brumărea, botcuță.
- arșinic-de-cățun - plantă erbacee cu frunze cărnoase și flori galbene-purpurii, grupate într-un buchet, care crește pe stâncile din regiunea alpină (Sedum rosea); altă denumire: rujă.
- articulat - (despre tulpini) care este format din noduri și internoduri.
- artrospor - spor format prin segmentarea bazipetală a hifelor miceliene.
- ască - celulă-mamă în formă de măciucă sau de sac alungit, producătoare și purtătoare de spori interni la unele ciuperci.
- ascidie - organ în formă de cupă, constituit din unele frunze, la plantele carnivore.
- ascifer - care poartă asce (vezi ască).
- asclepiad - plantă erbacee perenă cu florile albastre parfumate și cu fructul îngroșat și cărnos (Gentiana asclepiadea), utilizată în medicină și în industria parfumurilor.
- asclepiadacee - familie de plante dicotiledonate, erbacee sau lemnoase, cu latex, cu frunzele opuse, cu florile hermafrodite gamopetale și cu semințele prevăzute cu un smoc de peri lungi.
- ascocarp -(la unele ciuperci) formație rezultată din împletirea tufelor, în care se formează ascele.
- ascogen - (despre flori) care produce asce.
- ascolicheni - clasă de licheni formați dintr-o ciupercă și o algă verde sau albastră.
- ascomicete - clasă de ciuperci saprofite (parazite sau care trăiesc în simbioză), care au corpul vegetativ format, de obicei, din filamente și care se înmulțesc prin spori produși de o ască (Ascomycetes).
- ascospor - spor format în interiorul unei asce.
- asfodel(ă) - plantă de grădină (mediteraneeană), bulboasă, din familia liliaceelor, cu florile albe, regulate și hermafrodite din care se poate extrage alcool (Asphodelus microcarpus).
- asimilație clorofiliană - vezi fotosinteză.
- asmățui - (Anthriscus cerefolium) plantă erbacee anuală din familia umbeliferelor, cultivată pentru frunzele aromatice (sinonim: hasamțuchi).
- asomatofite - plante inferioare care nu provin din celulele somatice, fiind lipsite de țesuturi permanente.
- asparagus - plantă ornamentală din familia liliaceelor, cultivată pentru frunzulițele ei fine, foarte decorative (Asparagus silvestris).
- aspergilale - ordin de ciuperci ascomicete cuprinzând mucegaiurile (Aspergillus).
- aspergiliform - care se prezintă, este în formă de pămătuf.
- aspidistra - plantă de apartament din familia liliaceelor, cu frunzele late, lucioase, de culoare verde-închis, cea mai cunoscută fiind Aspidistra elatior.
- asporogen - care nu produce sau nu se înmulțește prin spori.
- aster - plantă erbacee decorativă de grădină, cu flori colorate în diferite tonuri de roz și violet (Aster amellus); altă denumire: steliță.
- Asteraceae - vezi compozite.
- asterizi - cladă ce conține plante ca: Myosotis, solanacee, floarea-soarelui etc.
- astragalus - plantă din familia Fabaceae, care produce o gumă lipicioasă (Astragalus boeticus).
- astrobotanică - știință care se ocupă cu studiul vieții plantelor de pe alte planete.
- atm(id)ometru - instrument pentru măsurarea cantității de lichid evaporat de o plantă în atmosferă într-un timp dat.
- ața-apei - mușchi din familia batramiaceelor, de culoare verde-gălbuie, care crește, în tufe dese, pe malul apelor (Philonitis fontana).
- ață-de-mare - plantă acvatică cu tulpina scurtă și foarte ramificată, cu frunzele filiforme și cu florile verzui, care crește în apele limpezi sărate (Ruppia rostellata).
- ațos - (despre plante sau despre cojile unor fructe) care are în structură fibre sau filamente; fibros, cum ar fi păstăile unor plante ca fasolea)
- aurat - plantă erbacee din familia compozitelor, cu florile marginale albe, iar cele centrale formând un disc galben (Chrysanthemum leucanthemum); altă denumire: mărgărită.
- aurel - arbust din familia Verbenaceae, originar din America, cu florile galben-portocalii, cu fructul negru la maturitate, cultivat ca plantă decorativă (Lantana camara).
- autocor - (plantă) care își împrăștie semințele prin deschiderea bruscă a fructelor; exemplu: fasolea.
- autogamie - fecundație a florilor unei plante prin polenul produs în aceeași floare; plantele la care fecundația se produce în acest mod se numesc autogame (exemple: grâul, orzul, inul, neghina).
- autogenie - capacitate a unui organism vegetal de a se reproduce.
- autopolenizare - mod de polenizare în care florile se polenizează cu propriul lor polen, fără să se mai deschidă; sinonim: cleistogamie.
- autosterilitate - incapacitate a unor specii de plante de a lega rod prin fecundarea florilor cu polen propriu.
- auxine - substanțe chimice cu înaltă activitate fiziologică, având o mare importanță în activitatea vitală a plantelor, motiv pentru care se mai numesc și hormonii de creștere ai plantelor (sinonim: fitohormoni).
- auxocrom - hormon vegetal care stimulează sinteza pigmenților.
- avocado - arborele tropical Persea americana, din familia lauraceelor, având un fruct (cu același nume) în formă de pară, uleios, de culoare verde-gălbuie, o greutate de cea 300 de grame.
- avrămeasă - plantă erbacee medicinală, veninoasă, din familia scrofulariaceelor, cu florile albe sau roz, care crește prin livezi (Gratiola officinalis); altă denumire: veninariță.
- axilar - care pornește de la ramificația unei ramuri cu trunchiul sau a frunzei cu ramura.
- axilă - locul unde se unește ramura cu trunchiul unei plante sau frunza cu ramura.
- axiliflor - (despre plante) care are flori axilare.
- axis - tulpina principală sau cilindrul central la plante.
- azalee - nume dat mai multor arbuști ornamentali exotici din familia ericaceelor, cu florile mari, roșii, roz sau albe (Azalea).

## B

### Ba - Be
- babiță - tip de ciupercă având pălăria foarte tare, care cresc pe anumiți arbori, din care se obține iasca, fitile pentru candele și care poate fi Polyporus fomentarius sau Polyporus igniarius.
- bacă - fruct cărnos, cu pielița subțire, care nu se deschide la maturitate (indehiscent) și în al cărui miez (mezocarp) sunt mi multe semințe; exemple: bobul de strugure, pătlăgeaua roșie, afina, coacăza etc.
- bacifer - (despre plante) care are ca fruct o bacă.
- baciform - în formă de bacă.
- badian:

- arbust din Extremul Orient, cu frunzele, florile, tulpina și fructele plăcut mirositoare, cultivat pentru substanțele aromatice conținute, întrebuințate în industria farmaceutică, la fabricarea lichiorurilor, în medicină etc. (Illicium anisatum);
- anason franțuzesc (Illicium verum).
- baiera-ungurului - plantă erbacee, cu tulpina ramificată, cu florile în mici capitule violaceu-deschis (Centaurea micranthos).
- balanifer - (despre arbori sau arbuști) care poartă ghinde.
- balanografie - studiul științific al ghindelor și al stejarului.
- balistic - (despre semințe, fructe) care este diseminat prin expulzare.
- balospor - ascospor expulzat din ască.

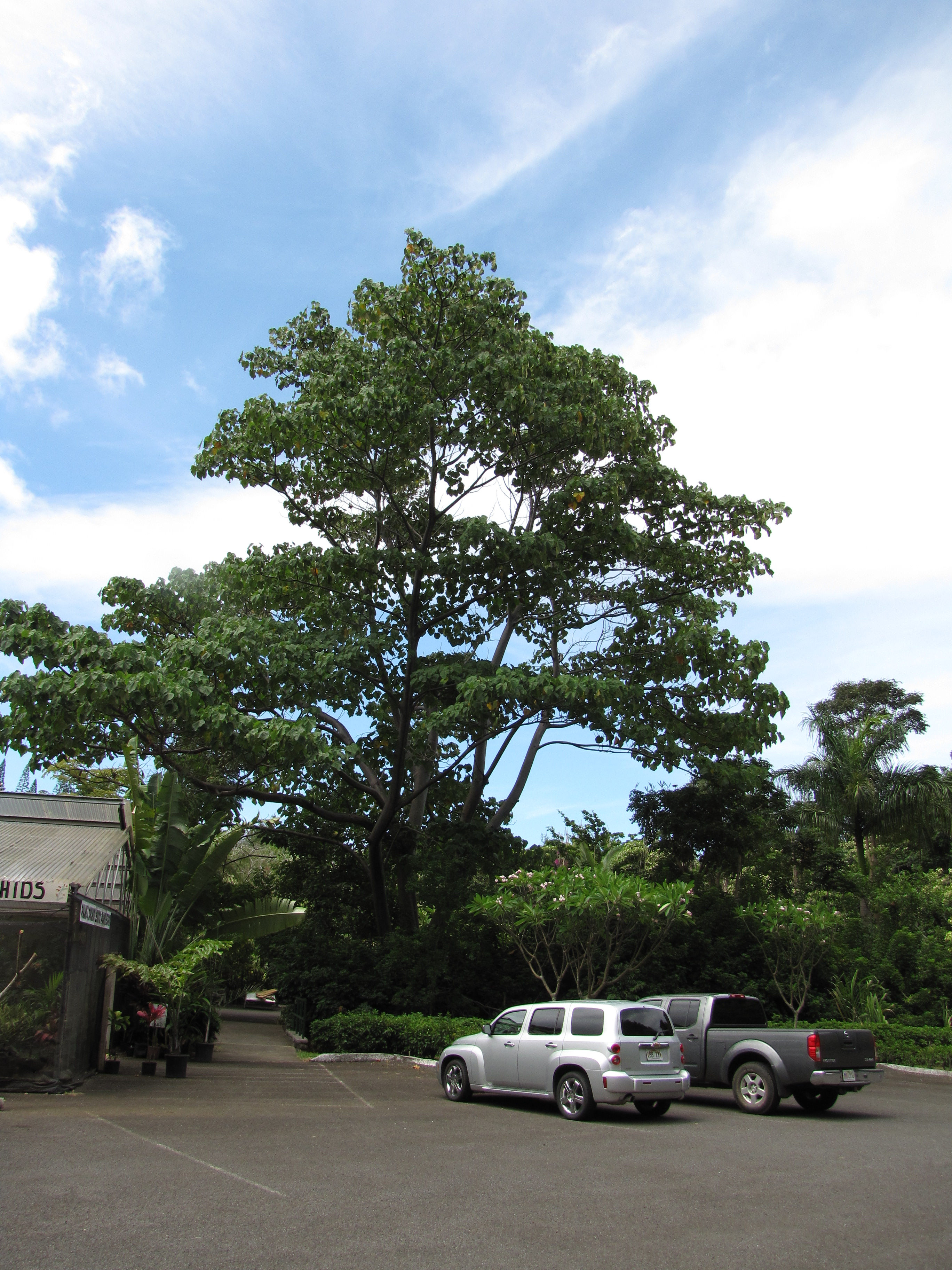
Arborele balsa

- balsa - arbore tropical din America, cu lemnul ușor și tare, folosit la confecționarea machetelor de avion sau de ambarcații, a plutelor etc. (Ochroma pyramidale, syn. Ochroma lagopus).
- balsam - nume generic dat esențelor de rășină plăcut mirositoare.
- balsam de Canada - lichid gălbui obținut din arborele Abies balsamea, de consistența mierei, cu miros caracteristic terebentinelor; este folosit la montarea preparatelor microscopice.
- balsam de copal - substanță extrasă din trunchiul unor arbori tropicali, folosită în pictură la prepararea verniurilor.
- balsam de Peru - lichid vâscos, brun-roșcat, cu miros aromat, insolubil în apă, obținut prin crestarea arborilor din specia Myroxylon pereirae, este folosit extern în dermatologie.
- balsam de Tolu - balsam obținut din planta leguminoasă Myroxylon toluifera, care se prezintă sub formă de particule neregulate, brun-roșcate, cu miros aromat, solubile în apă caldă; este folosit în bolile bronhopulmonare.
- balsaminacee - familie de plante erbacee, cu florile zigomorfe, hermafrodite, care are ca tip balsamina.
- balsamină - (Impatiens balsamina) plantă anuală ornamentală, originară din India din familia balsaminaceelor, cu flori albe-roșietice sau pestrițe, așezate la subsuoara frunzelor și cu fructele în formă de capsulă, care se deschid brusc la atingere.
- bamă - (Hibiscus esculentus) plantă anuală din familia malvaceelor, al cărei fruct, (o capsulă alungită cu 5 muchii și acoperită cu perișori) este comestibil.
- bambus - (Bambusa) denumire dată mai multor specii de plante arborescente din familia gramineelor, cu tulpini drepte, înalte până la 25 m și foarte tari, utilizate ca material de construcții.
- banan - vezi bananier.
- bananier - (Musa paradisiaca) plantă arborescentă din familia musaceelor, al cărei fruct, banană, este o bacă lungă, puțin arcuită și cu miezul dulce, aromat, comestibil.
- banian - smochin cu numeroase rădăcini adventive aeriene, verticale, răspândit în India (Ficus benghalensis); altă denumire: smochinul pagodelor.
- baobab - arbore tropical din Africa și Asia, înalt de 12-22 m, cu circumferința trunchiului până la 48 m, cu ramurile foarte mari, cu tulpina ajungând până la un diametru de 20 m, cu fructele mari, lunguiețe, numite pâinea maimuțelor (Adansonia digitata).
- baraboi - plantă erbacee din familia umbeliferelor, cu tulpina înaltă, cu frunzele penate, cu florile albe și cu rădăcina comestibilă, în formă de bulb (Chaerophyllum bulbosum).
- barbadensis - specie de bumbac care produce fire de calitate superioară.
- barba-boierului (sau -leului) - plantă cu flori albastre din familia ranunculaceelor; chica-voinicului (Nigella damascena).
- barba caprei

- specie saprofită de ciuperci necomestibile care cresc pe lemn putred de conifere (Calocera viscosa);
- una din plantele: bărboasă (Andropogon ischaemum), merișor (Buxus sempervirens), crețișoară (Dryodron coralloides), crețușcă (Filipendula ulmaria), gheață (Cryophytum cristallinum).
- barba-ciutei - plantă cu flori albe, dispuse în racem (Cynancum vincetoxicum); altă denumire: iarba-fiarelor.
- barba-cucului - vezi poroinic (Dactylorhiza maculata).
- barba-dracului - vezi torțel.
- barba-împăratului - plantă erbacee din familia nictaginaceelor (Mirabilis jalapa), cu florile roșii, galbene, albe sau pestrițe, plăcut mirositoare, originară din America de Sud, cultivată ca plantă decorativă, a cărei rădăcină are proprietăți purgative; vezi și ardeiaș.
- barba-lupului - plantă erbacee din familia compozitelor, cu florile galbene și cu fructele achene (Crispis biennis).
- barba-ungurului - plantă erbacee din familia cariofilaceelor, cu numeroase tulpini, cu florile albe sau roz, plăcut mirositoare, care crește numai în Carpații României, pe roci calcaroase (Dianthus spiculifolius).
- barba-ursului - vezi coada-calului.
- barbelat - (despre organe ale plantelor) care este prevăzut cu țepi filiformi, curbați.
- barimorfoză - influență a forței de gravitație asupra organelor plantelor.
- barocoră - (plantă) la care însămânțarea se face prin simpla cădere a semințelor.
- barocorie - însămânțare pe arealul propriu, datorită greutății fructelor și a semințelor.
- barofil - (despre organisme vegetale) care este capabil să trăiască la presiuni mari (în mări și oceane).
- basidie - organ special la basidiomicete pe care se formează sporii.
- basidiofor - care poartă basidii; suport al basidiilor.
- basidiomicete - clasă de ciuperci saprofite sau parazite la care sporii se formează la exterior, pe basidii.
- basidiospor - spor produs de basidii.
- bast - strat fibros care se găsește între partea lemnoasă a tulpinii de in și scoarța exterioară.
- batat - plantă perenă din familia Convolvulaceae (Ipomoea batatas), cu tulpina lungă, târâtoare, cu frunzele mari și cu florile albe sau roz, cultivată în țările cu climă caldă pentru rădăcinile sale groase, comestibile, bogate în amidon, vitamine și zahăr; altă denumire: cartof dulce.
- batologie (sau batografie) - studiu și descriere sistematică a speciilor de mure.
- bazifil - (despre plante) care preferă solurile alcaline.
- bazifix - (despre anterele staminelor) care este fixat la bază.
- bazifug - (despre organe vegetale) care se dezvoltă de la bază spre vârf.
- baziginiu - suport al pistilului ridicat deasupra nivelului de inserție al unor verticile florale.
- bazinerv - (despre frunze) care are nervuri divergente de la baza limbului.
- bazionim - nume de bază în sistematica plantelor.
- bazipetal - (despre frunze, inflorescențe) care se dezvoltă dinspre vârf spre bază.
- baziton - (despre plante) care are o dezvoltare mai pronunțată în partea bazală.
- bălușcă - plantă erbacee, din familia liliaceelor, cu florile albe (Ornithogalum umbellatum).
- bănică - plantă erbacee din familia campanulaceelor, cu florile de culoare albastră, rar, albă, dispuse în capitule globuloase, care crește în regiunea alpină și subalpină (Phyteuma orbiculare).
- bănuț(el) - vezi părăluță.
- bărbișoară:

- plantă erbacee din familia cruciferelor, cu frunzele albicioase, cu florile galben-deschis, devenite albe mai târziu, care crește în locuri nisipoase (Alyssum minimum); vezi și bărbușoară;
- ciucușoară (Alyssum calycinum);
- albiță (Alyssum desertorum).
- bărboasă - plantă erbacee cu frunze păroase și cu flori dispuse în spice cilindrice, pătate cu roșu, verde sau violet (Andropogon ischaemum).
- bărbușoară:

- plantă erbacee din familia cruciferelor, cu florile galbene, plăcut mirositoare (Erysimum wittmanni); vezi și bărbișoară;
- una din plantele: albiță (Alyssum desertorum), micsandră galbenă (Erysimum repandum).
- bățos - (despre plante, legume) care are tulpina lemnoasă.
- begoniacee - familie de plante erbacee perene sau frutescente monoice, care are ca tip reprezentativ begonia.
- begonie - nume dat mai multor specii de plante decorative, cu florile albe, roz sau roșii (Begonia).
- beișiță - plantă erbacee ornamentală, originară de pe continentul american, din Africa tropicală sau din Extremul Orient, cu frunzele mari, verzi sau purpurii și cu florile roz-roșii, galbene sau pestrițe (Canna indica).
- beladonă - plantă erbacee din care se pot extrage alcaloizi, în special hiosciamină, atropină, scopolamină, beladonină; alte denumiri: mătrăgună, doamna-codrului, doamnă-mare, cireașa-lupului, iarba codrului, țilidonie.
- bentofite - plante fixate pe fundul mărilor sau al apelor dulci.
- berbecel-roșu - vezi șofrănel.
- berbecuț - vezi papură.
- berberidacee - familie de plante dicotiledonate, dialipetale, perene, erbacee și lemnoase, cu frunzele simple sau compuse și cu florile hermafrodite, răspândite în regiunile temperate ale emisferei nordice.
- betel - mic arbust tropical, din familia piperaceelor, cu tulpini grimpante, care se cultivă în India și Indonezia pentru frunzele sale, cu gust înțepător, folosite la mestecat și în vopsitorie, pentru a colora în roșu (Piper bettle).
- betonică - plantă cu flori roși-purpurii, care crește spontan în special în zonele montane și are efecte terapeutice (Betonica officinalis); altă denumire: vindecea.
- betulacee - familie de plante lemnoase, dicotiledonate, cu florile unisexuate monoice, grupate în amenți, care se polenizează prin intermediul vântului și din care fac parte mestecenii, arinii.

### Bi - Bz
- biacuminat - (despre frunze, fructe etc.) care este terminat cu două vârfuri; vezi și biapiculat.
- biapiculat - (despre unele organe) care are două vârfuri; care este despicat la vârf; vezi și biacuminat.
- bicapsular - (despre fructe compuse) cu două carpele asemănătoare unor capsule.
- bicarpelar - (despre gineceu) care este format din două carpele.
- biciclic - care este dispus în două verticile sau cercuri.
- bifer - (despre plante) care înflorește și care fructifică de două ori pe an.
- biflor - (despre plante) care are două flori.
- bifoli(ol)at - (despre plante) care are două foliole; difil.
- bifoliculă - fruct uscat, dehiscent, format din două folicule.
- bigeminat - (despre frunze) al cărei pețiol comun se divide în două pețioluri secundare.
- bigeneric - (despre plante) provenit din două genuri deosebite; hermafrodit.

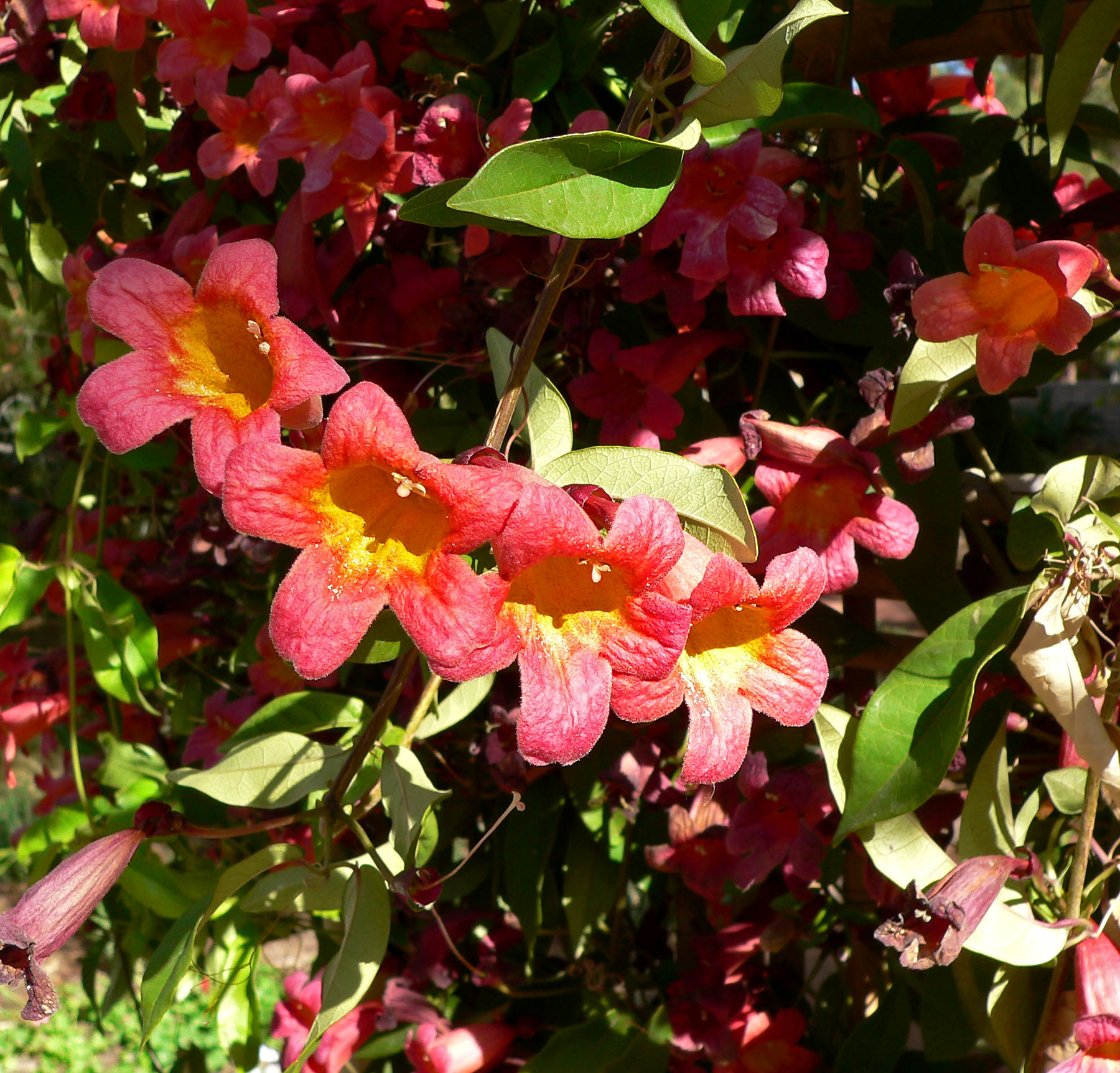
Bignonia capreolata

- bignonia - arbore decorativ din familia Bignoniacee, cu frunzele foarte mari, în formă de inimă, cu florile albe, originar din America și din Asia.
- bignoniacee - familie de plante gamopetale, exotice, cuprinzând plante lemnoase ca bignonia, catalpa etc.
- bilabiat - (despre corola sau caliciul unei flori) care seamănă cu buzele unei guri deschise; exemplu: gura leului.
- bilobat - (despre frunze) care este alcătuit din doi lobi.
- bilocular - (despre organe) care are două cavități separate de un perete.
- binar - (despre plante) cu organele dispuse câte două.
- biogen - care crește ca parazit pe o plantă.
- biotip - grup de plante cu aceeași construcție genetică și cu structură morfologică asemănătoare cu planta-mamă; acestea pot fi obținute doar prin reproducerea vegetativă (de exemplu prin plantarea bulbilor, a tuberculilor, a rizomilor, a lăstarilor, a mlădițelor și rădăcinilor advective).
- bipartiție - diviziune în două părți (a unei celule, a unui nucleu).
- bipediculat - care are două pedicule.
- bipenat - (despre frunze compuse) care are pețiolurile secundare dispuse în perechi pe pețiolul principal și foliolele dispuse în același mod pe pețiolurile secundare.
- bipenatifid - care are limbul împărțit în mai multe segmente dispuse în mod penat.
- bipenatipartit - (despre frunze compuse) penat partit cu lobi din nou penat partiți.
- bipetal - (despre flori) care are două petale.
- biseriat - care este dispus pe două rânduri sau serii.
- bisexualitate - vezi androginie.
- bitriflor - (despre plante) care are de două ori câte trei flori.
- blastemă - mugur din care se va regenera un organ oarecare; talul unui lichen; aglomerare de celule mezoblastice.
- blastocarp - (despre plante) care are fructul germinat în interiorul pericarpului.
- blastofilă - rudiment al cotiledonului.
- blastofor - fir care leagă sămânța de pericarp, nutrind-o în tinerețe.
- blastografie  - descriere sistematică a mugurilor.
- blastoid - care are formă de mugur.
- blastoliză - distrugere a celulei reproducătoare.
- blastomicete - ciuperci levuriforme patogene, care se reproduc prin înmugurire.
- blastospori - spori imperfecți care se formează prin înmugurirea unei celule preexistente.
- blefarofor - (despre frunze) care are peri sau cili paraleli pe margine.
- boabă:

- fiecare dintre fructele (bace) sferice sau ovale, cărnoase, cu sâmburi tari, care se grupează într-un ciorchine;
- sămânță de cereale sau de legume care fac fructe păstăi; bob, grăunte.

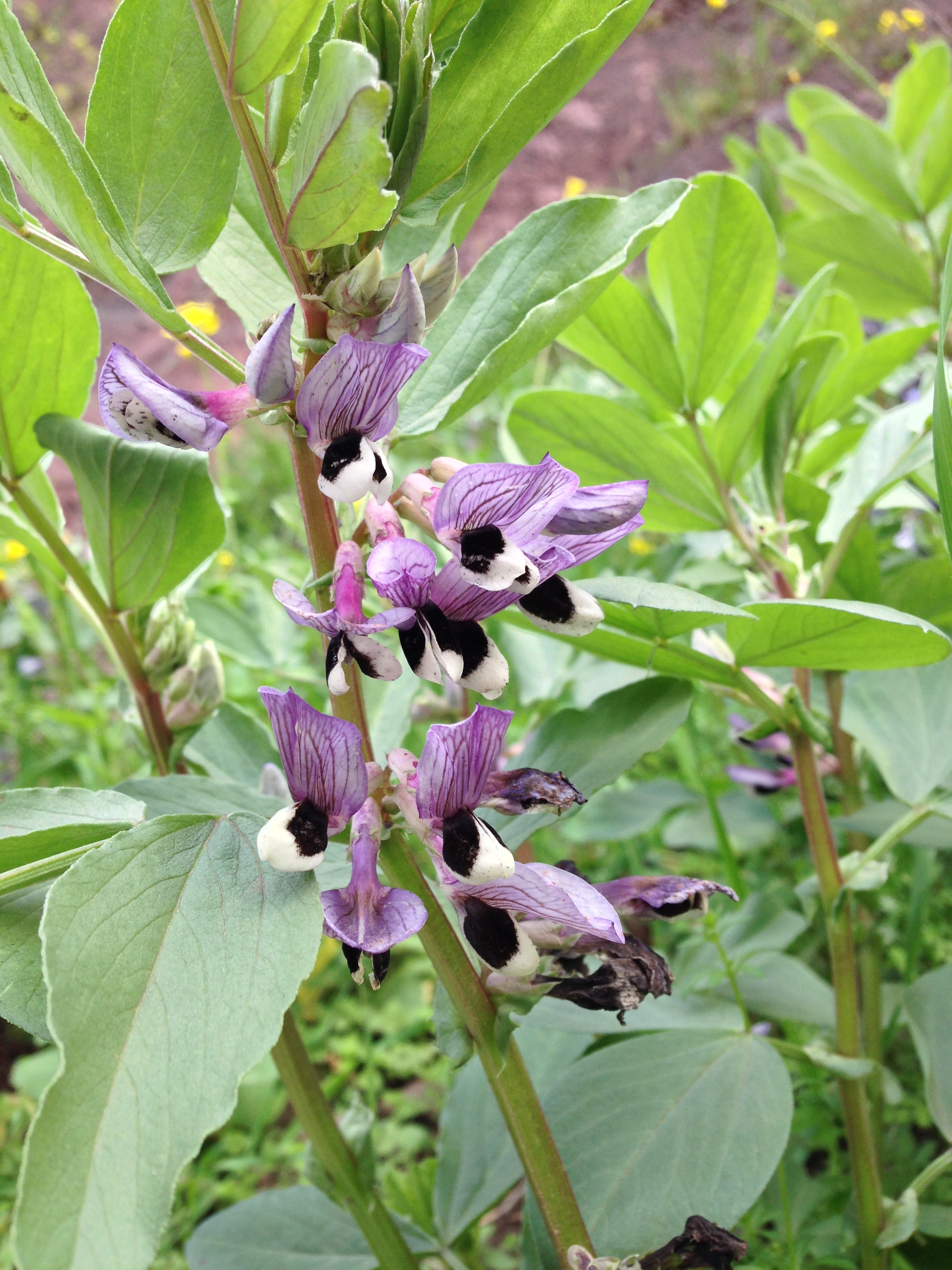
Bob (Vicia faba)

- bob - plantă erbacee anuală, din familia leguminoaselor, cu tulpina înaltă, cu florile albe sau trandafirii, cu păstăile mari și cu semințele ovale, turtite (Vicia faba).
- bobițel - specie de arbust din familia leguminoaselor, cu florile galbene (Cytisus nigricans); altă denumire: lemnul-bobului.
- boboc - caliciul nedeschis al unei flori; floare nedeschisă și nedezvoltată pe deplin; mugur.
- bobornic - plantă erbacee cu tulpina înaltă, groasă, cu frunzele cărnoase, cu florile albastre și cu fructul în formă de capsulă (Veronica beccabunga).
- bobușor:

- măzăriche (Vicia dumetorum);
- plantă erbacee din familia leguminoaselor cu florile violete, cu ale cărei boabe se hrănesc porumbeii (Vicia lathyroides).
- boglar  - plantă erbacee otrăvitoare, cu florile galbene, care crește în locuri mocirloase (Ranunculus sceleratus).
- boleoanemocorie - răspândire a semințelor și sporilor prin aruncare în exterior și prin vânt.
- boleoautocorie - diseminare prin mecanism propriu.
- bolet - ciupercă cu spori, comestibilă, din clasa basidiomicete, cu pălărie groasă, care crește pe arbori (Boletus edulis); alte denumiri: mânătarcă, hrib (cenușiu).
- boletacee - familie din care fac parte anumite specii de ciuperci, cum ar fi boletul (Boletaceae).
- bolonică - plantă cu frunzele în formă de seceră (Sium latifolium).
- bomba(ca)cee - familie de plante dicotiledonate, din care face parte baobabul, cu tulpina arborescentă, groasă, care servește ca rezervor de apă (Bombacaceae).

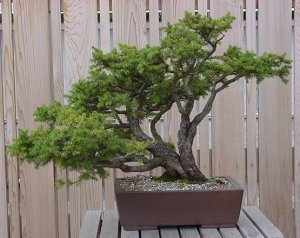
Arbore bonsai

- bonsai:

- arbore decorativ pitic, plantat în ghiveci, care, prin tăierea repetată a rădăcinilor și ramurilor, poate atinge vârste seculare;
- arta cultivării și creșterii arbuștilor pitici, a obținerii unor soiuri miniaturale, în China și Japonia.
- boraginacee - familie de plante erbacee, dicotiledonate, cu tulpinile și frunzele acoperite cu peri rigizi, cu florile constituite în inflorescențe răsucite și cu fructele formate din patru nucule cu câte o sămânță (Boraginaceae) și din care face parte limba mielului (Borago officinalis).
- borbonar - vezi agriș.
- borceag - numele a două plante din familia leguminoaselor:

- măzăriche (Vicia angustifolia);
- plantă erbacee agățătoare, cu florile de culoare albă-gălbuie sau purpurie, având fructele în formă de păstăi păroase (Vicia pannonica).
- borșer - vezi antonică.
- borșișor - (Sempervivum, mai ales Sempervivum schlehani) plantă erbacee cu frunze cărnoase și flori roz, răspândită pe stâncile calcaroase.
- bostan - nume generic dat plantelor din familia Cucurbitaceae, care cresc cu tulpina întinsă pe pământ având fructele mari și ovale, folosite în alimentație.
- bostănel - varietate de dovleac care are fructele comestibile, de formă lunguiață (Cucurbita pepo oblonga); altă denumire: dovlecel comun.
- bostănoase - plante din familia cucurbitaceelor, cu tulpina târâtoare sau agățătoare, cu frunzele mari, cu fructul cărnos, de formă ovală, cu coaja tare.
- botanică - știință care se ocupă cu studiul structurii și dezvoltării plantelor, al originii și evoluției acestora; sinonim (rar) fitologie.
- botanieră - cutie metalică folosită pe teren de botaniști pentru recoltarea și transportarea plantelor.
- botanist - specialist în botanică.
- botanizare - recoltarea plantelor cu scopul de a fi studiate; erborizare.
- botanografie - botanică descriptivă.
- botcuță - vezi arșinic.
- botriocimă - inflorescență compusă, cu ramificațiile principale cimoase, iar cele secundare racemoase.
- botriofor - (despre plante) care poartă ciorchine sau raceme.
- bougainvillea (sau buganvilea) - plantă decorativă, arbustivă, cățărătoare, originară din America de Sud, cu frunzele persistente și cu florile înconjurate de trei bractee colorate în roșu-violaceu, cultivată pentru ornarea fațadelor caselor sau a zidurilor de împrejmuire; altă denumire: floare de hârtie.
- boz(ie) - plantă erbacee perenă, înaltă, cu florile albe și cu fructele negre, având un miros neplăcut (Sambucus ebulus).
- bracteat - (despre flori) prevăzut cu bractee.
- bractee - frunză erbacee sau membranoasă, de dimensiuni mici, care este de obicei verde sau incoloră și se află la baza florilor.
- bracteolă - bractee mică, aflată între bractee și floare, la baza pedicelelor.
- brad - arbore din familia pinaceelor, care poate crește până la 50 m înălțime, cu tulpina dreaptă, cu frunzele în formă de ace, de culoare verde-închis, persistente, cu fructele în formă de conuri, care crește în zona muntoasă (Abies alba).
- bradisporie - diseminare a semințelor într-o perioadă mai lungă de timp, până toamna târziu.
- brahiblast - ramură scurtă care produce și susține frunzele, florile sau fructele.
- brahicaul - care are tulpina scurtă; sinonim: brevicaul.
- branhiomicete - ciuperci inferioare care parazitează vasele sangvine din lamelele branhiale ale peștilor.
- brăbin - plantă erbacee din familia cruciferelor, cu florile galbene (Bunias orientalis).
- brădiș - vezi: cosor, peniță.
- brădișor - nume dat unor specii de plante erbacee perene, cu tulpina culcată, acoperită cu frunze mici, aciculare, la subsuoara cărora se găsesc sporangi cu spori, răspândite în pădurile montane, cum ar fi: pedicuță, barba ursului.
- brânca porcului:

- plantă erbacee cu tulpina și frunzele acoperite cu peri moi (Scrophularia scopolii);
- vezi Salvia glutinosa.
- brânca-ursului - plantă perenă din familia Apiaceae cu florile albe și frunzele mari, adânc crestate (Heracleum sphondylium); altă denumire: crucea pământului.
- brâncă - ciupercă cu pălăria întinsă și răsfrântă, prevăzută cu peri aspri (Stereum hirsutum).
- brâncuță - vezi năsturel.
- brândușă - plantă erbacee perenă, cu florile violete, în formă de pâlnie, care înflorește primăvara devreme (Crocus heuffelianus).
- brândușă de toamnă - plantă toxică, din familia liliaceelor, cu frunzele mari alungite și cu florile roșietice sau liliachii în formă de pâlnie, care înflorește toamna, și care este folosită în medicină (Coichicum autumnale); altă denumire: floarea-brumei.
- brândușă galbenă - plantă erbacee perenă, cu frunzele și cu florile înconjurate de două sau mai multe teci albe, membranoase, cu florile de culoare galbenă-aurie, ocrotită prin lege (Crocus moesiacus).
- breabăn:

- plantă erbacee perenă, din familia cruciferelor, cu flori roșii, purpurii reunite în raceme și cu rizom acoperit cu solzi (Dentaria glandulosa);
- brebenel (Corydalis);
- nume generic dat mai multor specii de anemone.
- brebenel - numele mai multor specii de plante erbacee perene, cu frunzele ovale, cu florile purpurii, trandafirii, albe sau gălbui, care înfloresc primăvara (Corydalis); vezi și breabăn.
- brebenoc - saschiu (Vinca minor); pervincă (Vinca herbacea).
- brei-de-câmp - plantă erbacee cu rădăcina fibroasă, cu tulpina ramificată, cu flori verzui și cu fructul o capsulă; are proprietăți laxative (Mercurialis annua); altă denumire: trepădătoare.
- brei-de-pădure - plantă mică, erbacee, perenă, cu tulpina ramificată, cu frunzele opuse, având florile verzui și fructul în formă de capsulă, răspândită în pădurile umbroase și folosită în medicina populară ca laxativ (Mercurialis perennis).
- brevicaul - vezi brahicaul.
- breviflor - (despre plante) cu flori scurte.
- brevistil - (despre flori) care are stilul scurt.
- brie - plantă erbacee aromatică, cu frunzele ascuțite, cu florile albe și cu fructele aproape cilindrice (Meum athamanticum).
- brioală - plantă erbacee aromatică, din familia umbeliferelor, cu florile roșietice și cu fructele cilindrice, răspândită în regiunile alpine (Ligusticum mutellina); altă denumire: chimen de munte.
- briofil - care trăiește pe mușchii de pământ.
- briofite - încrengătură de plante având corpul redus la un tal sau diferențiat în rizoizi, în tulpini și frunze, răspândită, de obicei, în locuri umede; alte denumiri: muscinee; mușchi.
- briologie - ramură a botanicii care se ocupă cu studiul mușchilor.
- briospor - celulă reproducătoare asexuată specifică briofitelor.
- broasca-apei - plantă erbacee acvatică, cu tulpina cilindrică, ramificată, având frunzele ovale, ascuțite și lucioase, cufundate în apă, și cu inflorescența verzuie, în spic (Potamogeton lucens).
- broccoli - legumă verde, din familia brasicaceelor, care are gust și aspect de conopidă (Brassica oleracea).
- bromeliacee - familie de plante monocotiledonate, din care face parte și ananasul, întâlnită în țările tropicale.
- broscăriță - plantă erbacee acvatică, din familia Juncaginaceae, cu tulpina lungă de 15-60 cm, cu frunzele pețiolate, înguste și liniare, cu florile albe-verzui, hermafrodite, dispuse în spic, cu fructele liniare, îngustate la bază, alipite de tulpină, care se desfac la maturitate în trei valve, care crește prin bălți sau prin ape lin curgătoare (Potamogeton natans); alte denumiri: limba apei, iarba șarpelui.
- brumărea - numele a două plante erbacee, din familia polemoniaceelor, cu florile viu colorate în diverse nuanțe (purpurii, roz, albe sau liliachii), cu frunzele simple oval-lanceolate și cu miros plăcut, răspândite mai ales în America de Nord și cultivate ca plante ornamentale: botcuță (Phlox paniculata, vezi și arșinic) și scânteiuță (Phlox drummondi).
- brustan - (Telekia speciosa) plantă erbacee din familia compozeelor, cu flori galbene dispuse în capitule la vârful tulpinii și cu miros caracteristic plăcut.
- brusture - numele mai multor plante erbacee din familia compozitelor, cu frunzele foarte mari și late, cu florile purpurii sau violete, dispuse în inflorescențe sferice și țepoase, folosite pentru proprietățile lor medicinale (Lappa maior, minor sau tomentosa).
- buberic - plantă erbacee perenă, din familia scrofulariaceelor, cu rizomul noduros, cu frunzele dințate și cu florile brune sau verzi, având gust acru-amărui și miros neplăcut (Scrophularia nodosa); altă denumire: iarba-neagră.
- bucățél - plantă erbacee, din familia gramineelor, cu frunzele inferioare răsucite în formă de sul și cu flori roșietice sau violacee (Agrostis canina).
- buciniș - vezi angelică.
- bucsău - arbust ornamental, din familia leguminoaselor, cu ramurile lungi, verzi-albăstrui, cu frunzele simple și cu florile mari, galbene, cu miros plăcut, care este cultivat în grădini (Spartium junceum).
- buganvilea - vezi bougainvillea.
- bujor - nume dat mai multor specii de plante, din familia ranunculaceelor, cu florile mari, unele cultivate ca plante decorative (Paeonia).
- bujor de munte - arbust ocrotit de lege din familia Ericaceae, înalt până la 50 cm, bogat ramificat cu flori roșii-purpurii, roz, rar albe; formează tufișuri întinse în partea superioară a etajului subalpin, până la 2.100-2.300 m, pe soluri acide, adesea scheletice (Rhodondendron myrtifolium sau kotschyi); altă denumire: smârdar.
- bujorel - mică plantă erbacee, cu frunzele lunguiețe și ovale și cu florile mari și purpurii (Orchis papilionacea); alte denumiri: gemănariță, poroinic.
- bujor românesc - specie de bujor ocrotită de lege, cu tulpina înaltă de 50-80 cm și cu florile mari, sângerii (Paeonia peregrina Mill. var. romanica).
- bulb - tulpină (subterană) a unor plante, alcătuită din frunze în formă de tunici sau solzi suprapuși (în care se depun substanțe de rezervă) și un înveliș membranos uscat.
- bulbifer - (despre plante) care produce bulbi.
- bulbil - lăstar cu ax scurt, cu frunzișoarele ca niște solzi, care se formează pe tulpină sau subteran, lângă rădăcina unor plante.
- bulbotuber - tubercul scurt, îngroșat acoperit cu frunze membranoase, conținând substanțe nutritive.
- bulbuc de baltă - vezi calcea calului.
- bulbuc de munte - plantă erbacee toxică din familia ranunculaceelor, cu flori mari globoase de culoare galbenă, cu vinișoare verzi pe dinafară, răspândită în regiunile de munte și ocrotite de lege; denumiri populare: bâlbor, bulbor, bulbucel-de-munte, gloanță, măr-auriu, fusta-rândunelii (Trollius europaeus).
- bumbac - plantă textilă din familia malvaceelor, cultivată în țările cu climă caldă, cu florile gălbui sau roșietice și cu fructele capsule, care conțin numeroase semințe acoperite cu peri pufoși (Gossypium).
- bumbac de câmp - vezi: bumbăcariță, linariță.
- bumbăcăríță - numele mai multor specii de plante erbacee din familia Cyperaceae, cu rizom, cu florile brune-roșietice sau verzi-negricioase, cu fructul acoperit de peri lungi mătăsoși, asemănători bumbacului (Eriophorum):

- plantă cu tulpina cilindrică, cu frunzele lineare și florile hermafrodite (Eriophorum angustifolium);
- plantă cu tulpina triangulară, cu frunzele plane, late (Eriophorum scheuchzeri);
- vezi coada-veveriței.
- bumbișor - una din plantele: calomfir, granat, bănuți, floare de pernă, rotoțele albe.
- bumburez (sau bumbușor) - plantă erbacee din familia ciperaceelor, cu tulpina rigidă, rotundă, cu frunzele lineare ascuțite, cu inflorescența în spice de culoare brună, care crește în fânețe mlăștinoase (Schoenus nigricans).
- bunceag - (regionalism) îngrămădire de trunchiuri căzute, crengi uscate și ierbărie; covor de mușchi.
- bundița-vântului - plantă erbacee cu florile violete-purpurii, care crește prin fânețe, pe câmpuri, pe dealuri (Phlomis pungens).
- burete - nume generic dat mai multor specii de ciuperci din familia boletaceae; exemple: buretele viperei, buretele cerbilor, burete de mai.
- bureții plopului  - ciupercă necomestibilă de tip saprofit care fructifică mai ales pe suprafețele tăiate ale buștenilor (Pholiota populnea).
- buricul-apei - plantă erbacee, cu florile mici, albe sau roșietice, dispuse în umbele (Hydrocotyle vulgaris).
- buricul-pământului - vezi poligală.
- bursicul (bursiculă) – un organ în formă de traistă (desagă).
- busuioc - plantă erbacee de grădină, din familia labiatelor, cu tulpina păroasă, cu florile mici, albe sau roz, cu miros plăcut, întrebuințată în gastronomie, pentru a parfuma hainele, lenjeria, în medicina populară sau în scopuri religioase (Ocimum basilicum).
- butaș - lăstar, frunză, fragment de rădăcină, tulpină, mugure detașate de planta-mamă, care, sădite în pământ, în condiții favorabile de umezeală, lumină și căldură, produc rădăcini, formând o nouă plantă.
- butomacee - familie de plante acvatice, monocotiledonate, perene, cu rizom și cu florile hermafrodite, roz, dispuse în umbele (Butomaceae).
- buxacee - familie de plante dicotiledonate, lemnoase, sempervirescente, având ca tip reprezentativ cimișirul (Buxaceae).
- buzdugan - plantă erbacee cu florile verzi-alburii și cu fructele în formă de piramidă răsturnată (Sparganium ramosum sau Sparganium erectum); alte denumiri: șovar, capul-ariciului.

## C

### Ca - Cl
- cacao - sămânță a arborelui de cacao, care este folosită (după prăjire) în alimentație.
- cacaotier - vezi arborele de cacao.
- cacauet - vezi alun de pământ.

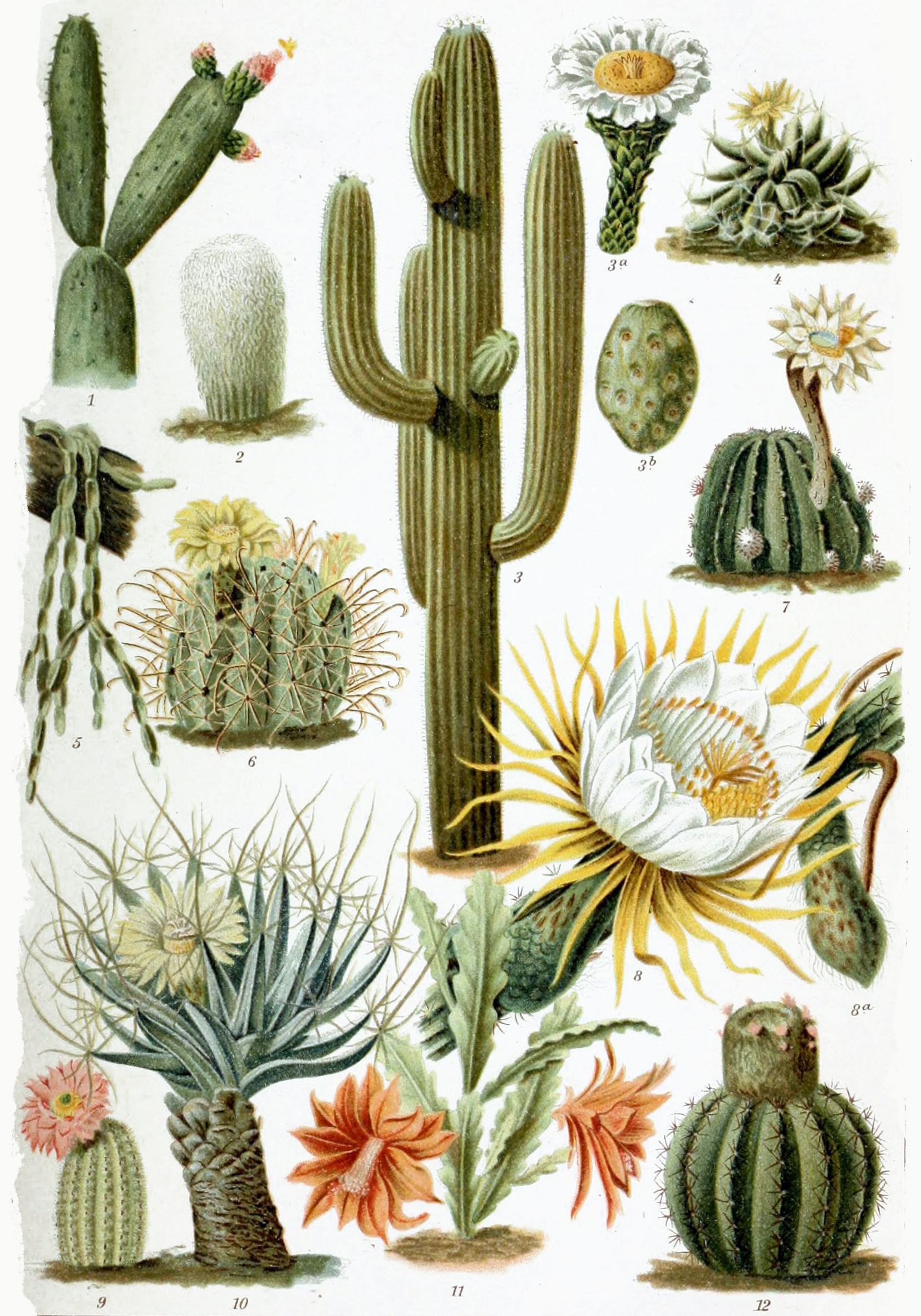
Tipuri de cactus

- cact(ac)ee - familie de angiosperme dicotiledonate exotice, care conține circa 1.500 de specii, aproape toate originare din regiunile calde ale Americii; sunt plante  suculente, rezistente la secetă, cu tulpini cilindrice sau comprimate, prevăzute cu smocuri de spini consistenți (Cactaceae).
- cactus - nume dat mai multor specii de plante tropicale și subtropicale din familia cactaceelor, cu tulpina cărnoasă, ramificată, cu frunzele în formă de țepi; în România, cele mai cunoscute sunt: Phyllocactus ackermanni, Epiphyllum truncatum.
- caduc - (despre frunze, flori) care cade în fiecare an; vezi și deciduu.
- caduciflor - (despre plante) care are flori caduce.
- cafea, arbore de ~ - arbore mic din familia rubiaceelor, genul Coffea, cu florile albe, plăcut mirositoare, crescute în smoc la baza frunzelor lucioase, sempervirescente, cultivat în zonele tropicale; exemple: Coffea arabica, Coffea robusta.
- cafeluță - numele a două plante erbacee din familia leguminoaselor:

- plantă cu tulpina cilindrică ramificată, cu florile albe sau albăstrii, cultivată pentru nutreț (Lupinus albus);
- plantă ornamentală, cu florile mari, albe, cu pete albastre, dispuse în formă de spic (Lupinus varius);
- cais - (Armeniaca vulgaris) pom fructifer din familia rozaceelor, ale cărei flori apar înaintea frunzelor; fructul este o drupă suculentă cu aromă caracteristică.
- calamondin - pom fructifer de talie mică, asemănător cu portocalul, cu frunze persistente, cu flori parfumate, cu fructe sferice, comestibile (Citrofortunella mitis).
- calamus:

- tip de tulpină neramificată, asemănătoare părului.
- vezi și obligeană.
- calapăr - vezi calomfir.
- calatidiu - inflorescență cu axul lățit, pe care sunt fixate florile sesile; sinonim: antodiu.
- cală - (Calla aethiopica sau Zantedeschia aethiopica) plantă decorativă din familia araceelor, originară din sudul Africii, cu frunze mari, cu pețiolul lung, floarea fiind de fapt o frunză răsucită care înconjoară inflorescența.
- calcea-calului - (Caltha palustris) plantă perenă erbacee din familia ranunculaceelor, toxică pentru animale, cu frunze groase și flori mari, galbene-aurii, cu multe stamine; alte denumiri: bulbuc de baltă, capră nemțească.
- calcicole - plante adaptate la solurile bogate în carbonat de calciu, exemple: albumița, susanul, bumbacul, sparceta, vița de vie, măslinul (sinonim: calcifile).
- calcifile - vezi calcicole.
- calcifuge (sau calcifobe) - plante care nu suportă solurile bogate în carbonat de calciu, exemple: mușchiul de turbă, lupinul, unele specii de pin, afinul.
- calcocloroză - îngălbenire a frunzelor unor plante, determinată de lipsa de fier asimilabil din solurile bogate în calciu.
- calembec - vezi santal.
- caliciflor - (despre organe) care este fixat pe caliciu.
- caliciu - învelișul extern al florilor, alcătuit din sepale libere sau unite; formă învechită: calice.
- calícul - caliciu suplimentar care învelește anumite flori (garoafe, fragi).
- caliptră:

- țesut protector care acoperă vârful radicelei; sinonim: piloriză;
- (la licheni și la mușchi) parte a arhegonului în care se formează sporii.
- calomfir - plantă erbacee perenă, aromatică din familia compozitelor, cu tulpina catifelată, frunzele ovale compuse și florile galbene, grupate în inflorescențe (Chrysanthemum balsamita); alte denumiri: calapăr, bumbișor.
- caloză -  substanță care se depune pe membranele vaselor liberiene, formând calusul.
- calus - țesut vegetal care se formează pe rănile diferitelor organe ale plantei, cicatrizându-le.
- cambiu(m) - țesut vegetal din zona generatoare, între țesutul lemnos și cel liberian de sub scoarță, care asigură creșterea secundară în grosime a tulpinii și a rădăcinii.
- camefite - gen de plante perene, scunde, lemnoase, mai rar erbacee, cu mugurii situați aproape de suprafața solului, pe tulpini persistente.
- camelie - (Camellia japonica) plantă decorativă, originară din Asia de Est și Sud-Est, cu frunze totdeauna verzi și flori mari; frunzele conțin cofeină și tanin, fiind utilizate în fitoterapie.
- camelină - plantă erbacee anuală, din familia cruciferelor, cu tulpina dreaptă, cu florile galbene și cu fructele mici, folosită în industrie pentru semințele ei bogate în ulei, mai ales la fabricarea săpunului (Camelina sativa).
- cameră polenică (sau polinică) - cavitate situată spre vârful ovulului unor gimnosperme, în care germinează grăunciorul de polen.
- camfor - arbore exotic din ale cărui frunze se extrage camforul (Cinnamonum camphora).
- camomilă - vezi mușețel.
- campanelă (sau campanula) - unul din cele câteva genuri ale familiei Campanulaceae; exemple: ciucure, clopoțel, clopoțel de munte, clopoțel pitic de stâncă.
- campanulacee - familie de plante erbacee, dicotiledonate, gamopetale, având ca tip campanula, cu frunzele alterne, simple și cu florile hermafrodite, albastre-violacee sau albe, de forma unui clopoțel, care cresc în regiunile temperate și subtropicale (Campanulaceae).
- campanulat - (despre flori) în formă de clopoțel.
- campilotrop - (despre ovule) curbat astfel încît micropilul să ajungă lîngă hil.
- camptocarp - cu fructe curbate.
- canabacee (sau canabinacee) -  familie de plante erbacee, dicotiledonate, apetale, care are ca tip reprezentativ cânepa (Cannabaceae sau Cannabinaceae).
- canabis - vezi cânepă indiană.
- canal secretor - formație tabulară din organele unor plante, căptușită cu celule secretoare vii, în care se adună produsele de secreție.
- canalicul - canal mic și îngust din țesuturile unei plante.
- canaliculat - (despre organe) scobit longitudinal în formă de canal; care este străbătut de canalicule.
- cancer - boală a plantelor provocată de unele ciuperci și bacterii parazite.
- candida - gen de ciuperci microscopice, foarte răspândite în natură, în cea mai mare parte saprofite obișnuite care formează micelii și produc, în anumite condiții, diverse infecții ale pielii și ale mucoaselor, meningită etc. (Candida).
- caniculat - (despre organe) care are șanțuri semicirculare.
- cantalup - varietate de pepene galben (Cucumis melo) cu fructul turtit și cu coaja groasă, brăzdată în felii și cu miezul aromat.
- Cantharellales - ordin de ciuperci, în care se află specii comestibile (ca: Hydnum repandum, Cantharellus cibarius, Clavulina coralloides, Craterellus sinuosus), dar și dăunătoare agriculturii.
- cap-de-cocoș - vezi dulcișor.
- capere - arbust spinos, care crește în regiunile calde ale Europei, cu florile mari, albe sau roșietice și cu fructele comestibile (Capparis spinosa).
- capitat - (despre organe ale plantelor) care se termină cu un fel de măciucă.
- capítul - inflorescență al cărei receptacul este întins ca un taler, purtând numeroase flori apropiate unele de altele.
- capochier - arbore exotic din Java, din fructele căruia se obține o fibră vegetală numită capoc (Ceiba pentandra).
- capră nemțească - vezi calcea-calului.
- capreolat - (despre plante sau organe) prevăzut cu cârcei sau cu aspect de cârcel.
- caprifoi - nume dat mai multor specii de arbuști din genul Lonicera, cu florile mici:

- arbust cu florile roșietice, gălbui sau albe, puternic parfumate, cu fructele boabe eliptice, cultivat ca plantă ornamentală (Lonicera caprifolium);
- arbust cu florile roșii-purpurii sau albe, cu fructele boabe negre, care crește în pădurile muntoase (Lonicera nigra);
- arbust cu florile gălbui, păroase, cu fructele boabe roșii, care crește în pădurile muntoase (Lonicera xylosteum).
- caprifoliacee - familie de plante dicotiledonate, gamopetale, având ca tip reprezentativ caprifoiul (Caprifoliaceae).
- capselă:

- vezi traista-ciobanului;
- fruct siliculă de forma celui al plantei traista-ciobanului.
- capsular - (despre fructe) care are forma unei capsule.
- capsulă - tip de fruct uscat, dehiscent, uneori divizat în mai multe loji și având numeroase semințe.
- capsulifer - (despre plante) care are fructe sub formă de măciulie.
- captalan - plantă medicinală erbacee, din familia compozitelor, cu frunzele mari, late și cu florile purpurii (Petasites officinalis).

Capul-șarpelui

- capul-șarpelui - plantă erbacee acoperită cu peri aspri și cu flori roșii ca sângele, dispuse în spice simple (Echium rubrum).
- carafilă - denumire regională pentru garoafă (Dianthus caryophillus) sau garoafă-de-munte (Dianthus superbus).
- caragană - arbust ornamental din familia leguminoaselor, originar din Asia, cu frunzele compuse și cu florile mari, galbene-aurii (Caragana arborescens); altă denumire: arbore-mazăre siberian.
- carbuncul - rană produsă plantelor de căldură sau de ger.
- carcer - fruct uscat, indehiscent, oligosperm, cu stilul persistent.
- carcinom - cancerul plantelor.
- cardamá (sau cardamină) - altă denumire pentru plante ca: năsturel (Nasturtium officinale); drobușor (Isatis tinctoria), creson (Lepidium sativum).
- cardamon - plantă tropicală, din Asia de Sud-Est, ale cărei semințe au un gust piperat, se folosesc în alimentație și din care se extrage un ulei aromat (Elettaria cardamomum).
- cardon - plantă erbacee legumicolă, din familia compozitelor, perenă, cu florile roșii-violacee, cultivată pentru pețiolul frunzelor și pentru nervura principală, care sunt comestibile (Cynara cardunculus).
- carenă - porțiune din corola leguminoaselor, în formă de luntre, formată prin unirea celor două petale inferioare.
- caria - gen de plante din familia juglandacee, cultivate prin parcuri, grădini botanice etc. (Carya); plantă care face parte din acest gen; altă scriere: carya.
- cariofil(ac)ee - familie de plante angiosperme, dicotiledonate, cu noduri pronunțate pe tulpină, cu frunzele întregi, înguste, cu florile hermafrodite, dispuse în inflorescențe, și cu fructele capsule, rar bace uscate, având ca tip reprezentativ garoafa (Caryophylaceae).
- cariopsă - fruct uscat, monosperm, indehiscent, cu pericarpul lipit de sămânța unică, specific cerealelor.
- carne - (sens figurat) pulpă a unui fruct.
- carnivore, plante ~ - grup restrâns de plante, care, pe lîngă nutriția normală (asimilația clorofiliană), au însușirea de a digera prin flori hrană animală (viermi, insecte etc).
- carofite - (Charophyta) grup de plante acvatice, verzi, cu corpul constituit dintr-o tulpină articulată, cu noduri, internoduri și verticile de frunze, la baza cărora se găsesc fructificațiile pentru reproducere.
- carotă - varietate de morcovi timpurii, cu rădăcina scurtă, globuloasă, de culoare galbenă-roșiatică, bogată în zaharuri (Daucus carota).
- caroten - ansamblu de pigmenți de culoare portocalie, prezenți în numeroase vegetale.
- carpélă - frunzișoară modificată, situată în centrul unei flori, care poartă ovulele; vezi și acarpelat.

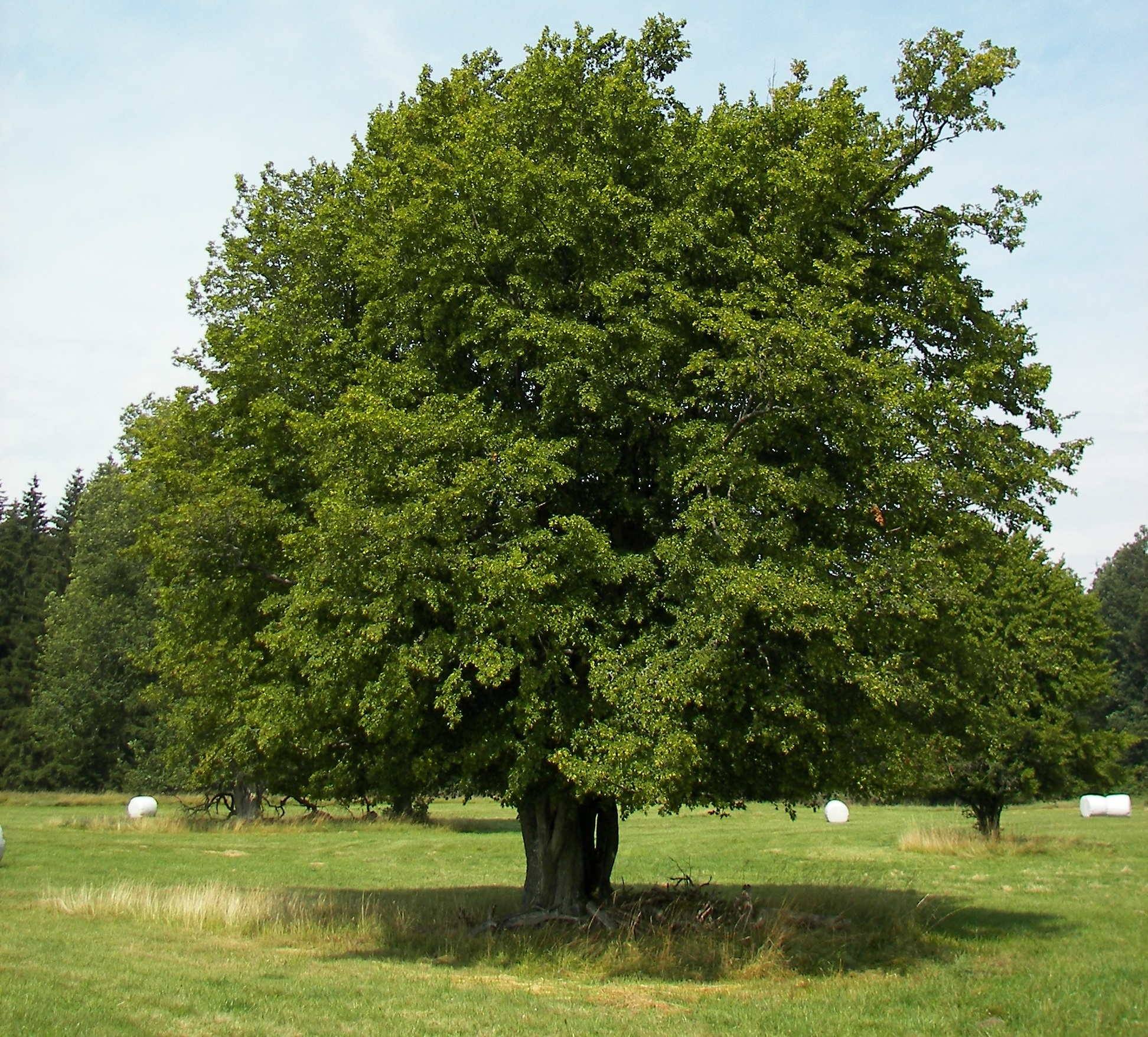
Carpen

- carpen - arbore din familia betulaceelor, înalt, cu frunzele ovale, dințate, cu florile grupate în amenți, cu lemnul tare și alb, cu dungi argintii și adâncituri pe trunchi, folosit în construcții și în rotărie (Carpinus betulus).
- cárpenă - fructul carpenului.
- carpo- - element prim de compunere savantă cu semnificația „fruct”.
- carpocefal - receptacul al sporangelui, care poartă organele de reproducere.
- carpodiu - carpelă sterilă.
- carpofite - plante inferioare la care sporangii sunt închiși în organe speciale.
- carpofor - peduncul care susține fructul; partea sporiferă a ciupercilor superioare.
- carpogeneză - transformare a ovarului, după fecundație, în fruct.
- carpologie - ramură a botanicii care se ocupă cu studiul fructelor.
- carposferă - oosferă înainte de fecundare.
- carposperm (la alge) oosferă fecundată.
- carpospor - (la algele roșii) spor asexuat, neflagelat.
- carpozom - (la ciuperci) corp de fructificație.
- cartof - plantă erbacee din familia solanaceelor, originară din America, cu florile albe sau violete, cu tulpinile subterane terminate cu tuberculi de formă rotundă, ovală sau alungită, comestibili, bogați în amidon și în vitaminele A, B și C (Solanum tuberosum).
- cartof dulce - vezi batat.
- carub - vezi roșcov.
- carya - vezi caria.
- casmofit - (despre plante) care crește în crăpăturile stâncilor.
- casmogam - (despre flori) care prezintă casmogamie.
- casmogamie - polenizare care se produce prin deschiderea florilor.
- cassia - gen de plante erbacee mari (sau subarbuști ornamentali), din familia leguminoaselor, cu tulpina alburie, cu frunzele penat-compuse și cu florile galbene sau roșii dispuse în raceme axilare, cu utilizări în medicină (ca laxativ și purgativ) (Cassia).
- castană - fructul castanului, (aproximativ) sferic, cu coaja tare, cafenie, bogat în amidon și în ulei, închis până la maturitate într-un înveliș verde, țepos.

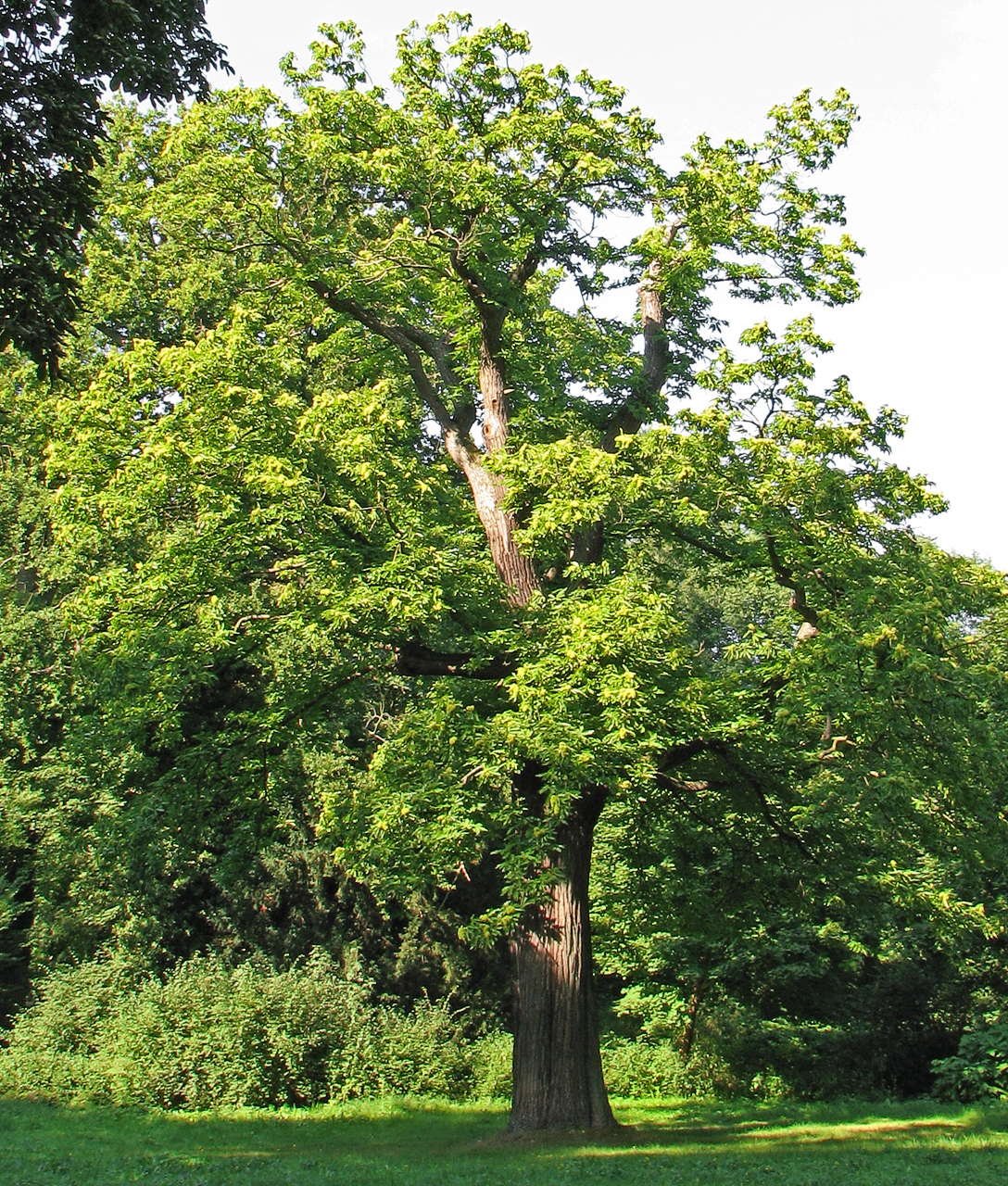
Castan comestibil

- castan comestibil - arbore din familia fagaceelor, înalt, cu frunzele simple, alungite, dințate pe margini, cu florile unisexuate, mici, gălbui și cu fructele comestibile, originar din Sudul Europei (Castanea sativa sau vesca);
- castan sălbatic - arbore înalt, cu frunzele compuse, cu florile albe cu pete roșcate sau galbene, dispuse în panicule și cu fructele necomestibile (Aesculus hippocastanum).
- castrare - înlăturare a staminelor, a inflorescenței mascule sau a indivizilor masculi.
- castravecior - specie de castravete, cu fructele mici, verzi și cu proeminențe verucoase, care se consumă mai ales murate (Cucumis sativus viridis).
- castravete - plantă leguminoasă anuală, din familia curcubitaceelor, cu frunzele mari, cordiforme și cu florile galbene, unisexuate (Cucumis sativus).
- catadrom - orientat în jos și spre exteriorul plantei (antonim: anadrom).
- catafilă - frunză în formă de solzi, care se găsește la exteriorul mugurilor sau pe tulpinile subpământene.
- catalpa - arbore decorativ, originar din America de Nord, înalt pînă la 15 m, cu frunzele mari, ovale și cu florile albe (Catalpa bignonioides); altă denumire: arbore trompetă.
- caulescent - (despre plante) care are tulpină aeriană.
- caulicul - tulpiniță a embrionului pe care se află cotiledoanele.
- cauliflor - (despre plante) care prezintă cauliflorie; (despre flori) care cresc direct pe tulpină sau pe ramuri.
- cauliflorie - fenomen de apariție a florilor direct pe tulpină sau pe ramuri, caracteristic unor arbori din regiunile tropicale.
- cauliform - care are forma unei tulpini.
- caulis - tulpină a plantelor.
- caulogeneză - proces de formare a tulpinii.
- caulotaxie - mod de așezare a ramurilor pe tulpină.
- cavernicol - (despre plante) care trăiește sau crește în peșteri.
- cămașa-broaștei - (Hydrodictyon reticulatum) algă verde de apă dulce de forma unei rețele, alcătuită din celule lungi, cilindrice (vezi și mătasea broaștei).
- cânepă de Bombay - vezi chenaf.
- cânepă indiană - varietate de cânepă cultivată îndeosebi în anumite regiuni din India, Iran, Africa de Nord și cele două Americi, din care se extrag stupefiante (Cannabis indica).
- cârcel:

- organ vegetal care are aspectul unui fir răsucit în spirală, cu ajutorul căruia planta se agață de corpurile din jurul ei;
- denumirea unor plante ca: efedra, brusture (Arctium lappa), gălbează (Cuscuta trifolii).

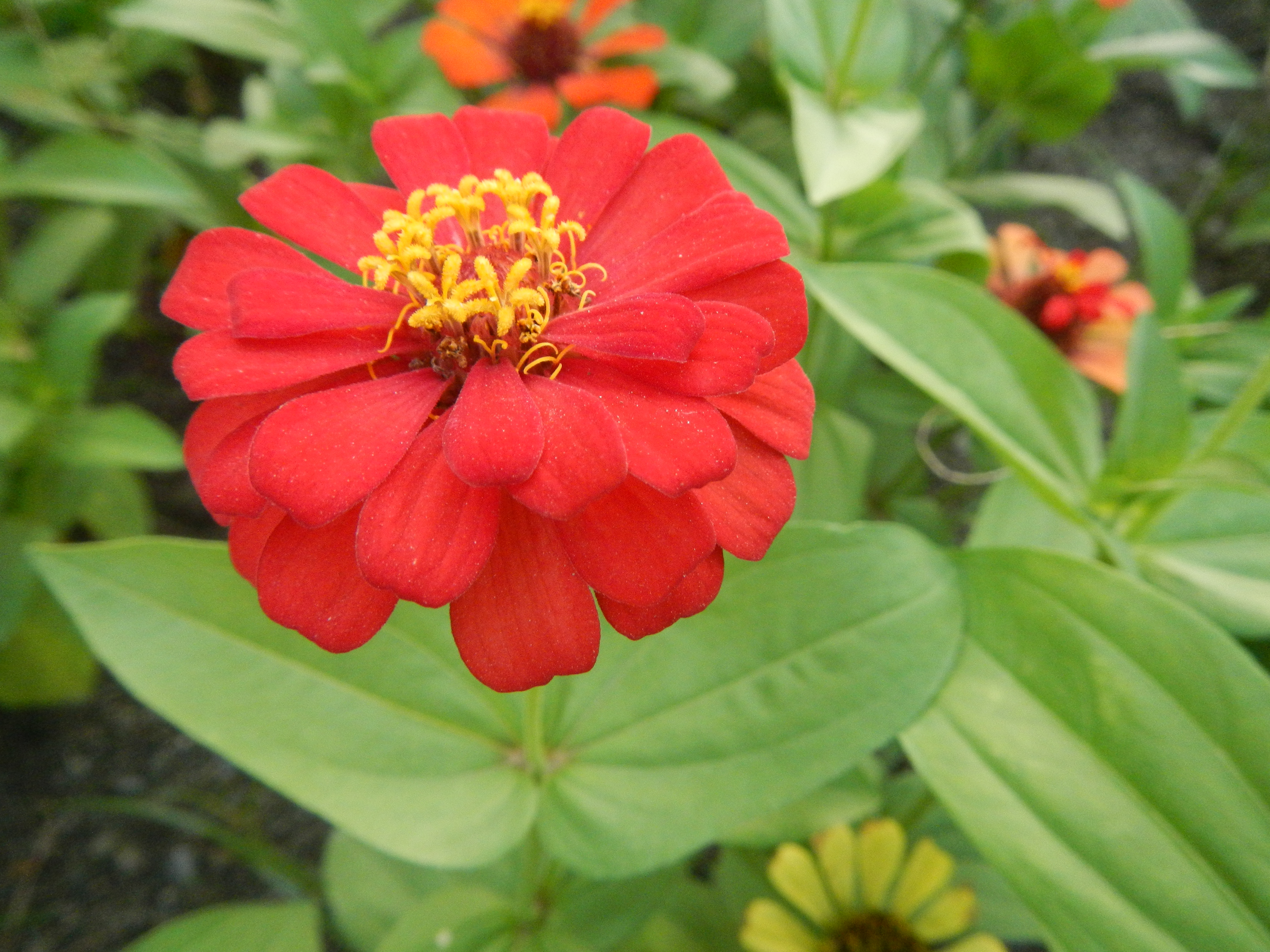
Cârciumăreasă

- cârciumăreasă - plantă erbacee ornamentală, din familia compozitelor, cu frunzele opuse, ovale, cu florile mari, divers colorate (Zinnia elegans).
- ceai - arbust exotic cultivat pentru frunzele acestuia care, uscate, sunt folosite pentru prepararea unei băuturi cu efect stimulator (Camellia sinensis).
- ceapa-ciorii:

- plantă cu bulb, din familia liliaceelor, cu florile galbene (Gagea pratensis);
- plantă cu bulb, din familia liliaceelor, cu florile albastre (Muscari comosum);
- plantă cu bulb, din familia liliaceelor, cu florile albe-verzui sau violete (Muscari tenuiflorum).
- ceapă - plantă erbacee legumicolă, din familia liliaceelor, bienală, comestibilă, cu tulpina aeriană, dreaptă, cilindrică și verde și cu cea subterană în formă de bulb, învelită în foi cărnoase în interior și membranoase la exterior, cu frunzele cilindrice și cu florile albe, numeroase, dispuse în inflorescențe dese, umbeliforme (Allium cepa).
- ceapă-blândă - vezi praz.
- ceapă-de-vară - plantă ierboasă din familia liliaceelor, cu tulpina înaltă, groasă, cilindrică, cu doi bulbi principali înconjurați de numeroși bulbioli și cu florile roz-liliachii, dispuse în umbele (Allium ampeloprosum).
- ceapă-franțuzească - vezi hașmă.
- ceapă-rea - vezi sorbestrea.
- ceasornic - plantă agățătoare cu flori albe, trandafirii și albăstrii (Passiflora caerulea); alte denmiri: floarea pasiunii, floarea-patimilor, coroana-lui-Hristos, steaua-Fecioarei-Maria, floarea-celor-trei-răni.
- cebare - vezi sanguisorba.
- cecidie - (în fitopatologie) excrescență pe diferite organe ale plantelor, provocată de bacterii, ciuperci sau insecte; altă denumire: gală.
- cecidiofite - plante inferioare (bacterii, alge, ciuperci) care provoacă dezvoltarea cecidiilor.
- cecidiofor - care provoacă cecidii; sinonim: cecidiogen.
- cecidiologie - studiu științific al cecidiilor și al paraziților care le produc.
- cecidiogen - vezi cecidiofor.

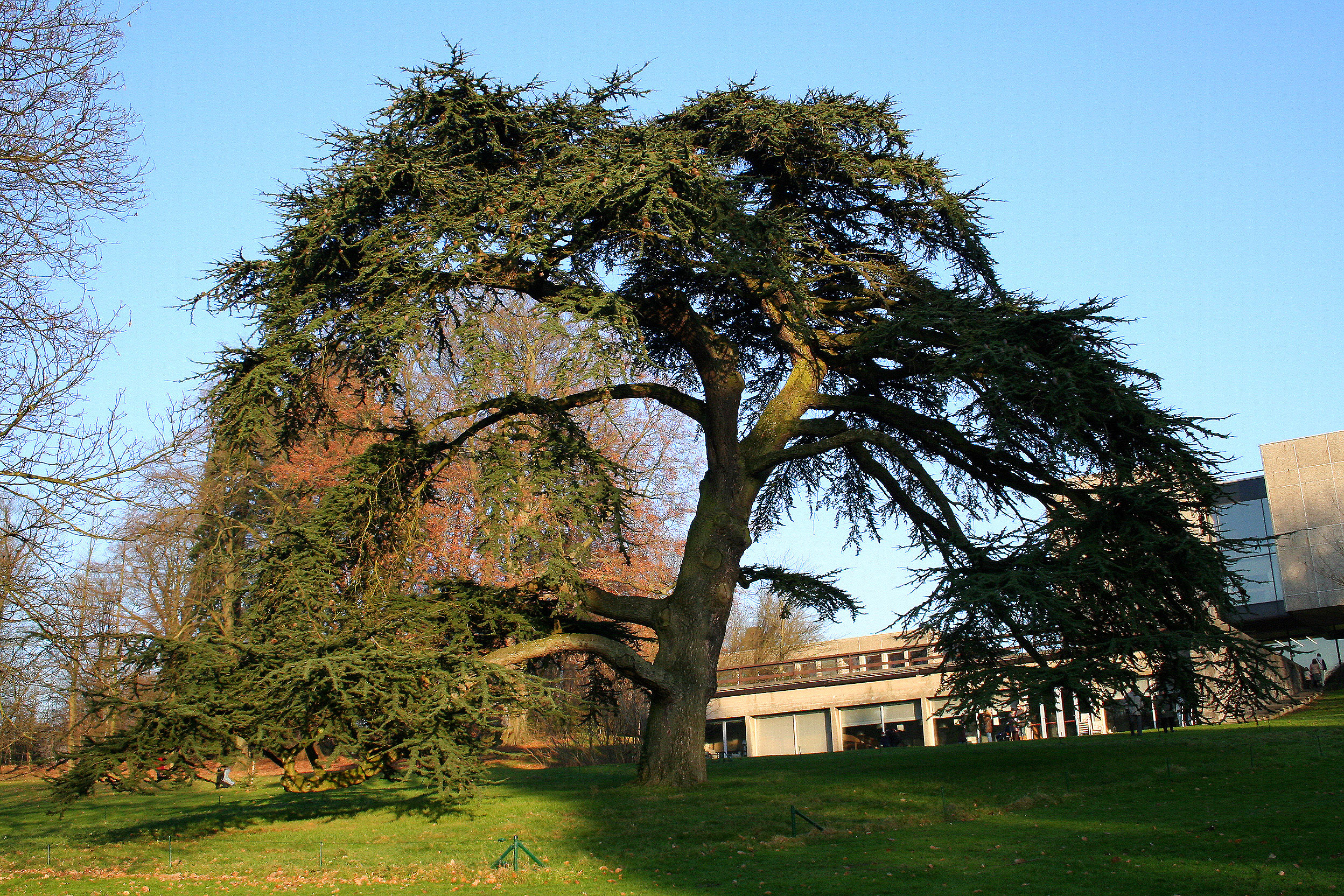
Cedru

- cedru - numele mai multor specii de arbori din familia pinaceelor, cu lemnul tare, cu ramurile orizontale, răspândiți în Maroc, Cipru, Asia Mică și Asia Centrală (Cedrus).
- celastracee - familie de plante exotice, dicotiledonate, lemnoase, care cuprinde arbori și arbuști, cu frunzele simple, cu așezare opusă, însoțite de stipele caduce, cu florile verzi-gălbui, bisexuate și cu fructul o capsulă (Celastraceae).
- celoblast - aparat vegetativ la unele plante inferioare, format dintr-o celulă cu mai multe nuclee.
- celulă vegetală - unitatea structurală și funcțională a organismelor ce aparțin regnului Plante, alcătuită din perete celular, membrană, citoplasmă și nucleu.
- cenocarp - fruct compus care provine din toate florile singuratice ale unei inflorescențe.
- cenocarpie - concreștere a carpelelor.
- centaură - vezi țintaură.
- cetină - strat vegetal alcătuit din ramurile cele mai subțiri și ácele unor conifere.
- centrosperme - grup mare de plante, cu ovarul superior, cu semințele localizate pe o formație din centrul fructului și cu embrionul curbat, inelat sau spiralat (Centrospermae).
- cenușer (sau cenușar) - arbore ornamental, originar din China, înalt de 15-30 m, cu scoarța netedă, cu frunzele mari, compuse, cu florile mici, galbene-verzui și cu lemnul nerezistent, casant (Ailanthus altissima).
- cer - arbore din familia fagaceelor, înalt până la 30 m, cu scoarța negricioasă, cu frunzele pieloase, bogate, cu florile unisexuate și cu fructul ghindă (Quercus cerris).
- cerceluș:

- plantă ornamentală, cu florile pestrițe, în formă de pâlnie (Fuchsia coccinea);
- plantă ornamentală, cu florile roșii (Fuchsia fulgens);
- plantă ornamentală cu florile roșii, care au vârfurile galbene-verzui (Fuchsia splendens);
- (la plural) lăcrămioare (Convallaria majalis).
- cercosporioză - boală a plantelor provocată de ciuperci, care se manifestă prin apariția, pe frunze, a unor pete circulare, brune sau albicioase.
- cerențel:

- plantă erbacee din familia rozaceelor, cu florile galbene-aurii și cu fructele grupate într-un capitul, care crește în păduri umede și în locuri umbroase (Geum urbanum);
- una din plantele: călțunul-doamnei (Geum rivale), mărțișor (Geum montanum).
- cerifer - (despre celule vegetale) care produce ceară.
- cernușcă - negrușcă (Nigella arvensis); negrilică (Nigella sativa).
- cervană - numele a două specii de plante erbacee, cu frunzele crestate pe margine, cu florile albe și cu fructele nucule (Lycopus exaltatus și europaeus).
- cesalpinacee - familie de plante leguminoase, dicotiledonate, cu florile sub formă de ciorchine și cu fructele închise într-o păstaie (Caesalpiniaceae).
- cetină-de-negi - arbust din familia pinaceelor, veșnic verde, cu tulpinile culcate, foarte ramificate, cu frunzele solzoase și cu florile unisexuate sau hermafrodite, care se cultivă în grădini ca arbust decorativ (Juniperus sabina).
- cheie de determinare - algoritm binar pentru determinarea speciei unei plante.
- chelărel - vezi ochelariță.
- chemoestezie - sensibilitate a plantelor față de excitanți chimici.
- chemotropism - creștere a unei plante în direcția sau împotriva direcției din care acționează un excitant chimic; altă denumire: chimiotropism.
- chenaf - plantă erbacee anuală, din familia malvaceelor, cu frunzele palmat-compuse, cu florile mari, galbene, cu pete roșietice la bază, din a cărei tulpină înaltă, acoperită cu țepi, se extrag fibre textile (Hibiscus cannabinus); altă denumire: cânepă de Bombay.
- chenarul bălții (sau bălților) - plantă acvatică, cu florile mici, trandafirii, care crește pe malurile bălților și ale ostroavelor (Limosella aquatica).
- chenopodiacee - vezi Amaranthaceae.
- chersofite - grup de plante care cresc pe terenuri uscate, necultivate.
- chica-voinicului - vezi barba-boierului.
- chimen - (Carum carvi) plantă erbacee umbeliferă cu frunze penate, cu flori albe sau roșiatice, cu fructe aromatice, care se întrebuințează în medicină și la bucătărie; sinonim: chimion.
  - chimen-de-câmp (sau de grădină) - vezi anason.
  - chimen de munte - vezi brioală.
  - chimen dulce - vezi molură.
  - chimen negru - vezi negrilică.
- chimion - vezi chimen.
  - chimionul-capului - plantă erbacee din familia umbeliferelor, cu tulpina cilindrică, cu flori albe sau purpurii dispuse în umbele (Laserpitium latifolium); altă denumire: zmeoaică.
  - chimion de apă (sau de baltă) - vezi mărăraș.
- chimiopelagic - (despre organisme vegetale marine) care iarna devine planctonic.
- chimiotropism - vezi chemotropism.
- chinchină - arbore tropical din a cărui scoarță se extrage chinina (Cinchone).
- chionofite - plante care se dezvoltă sub covorul de zăpadă, înflorind și fructificând după topirea acesteia.
- chiparoasă - vezi tuberoză.
- chiparos - arbore rășinos din familia cupresaceelor, cu coroana conică și cu frunzele persistente, al cărui lemn, rezistent și parfumat, este folosit în industrie (Cupressus sempervirens).
- chiparos de baltă - arbore din familia taxodiaceelor, cu frunzele căzătoare, mici, aciculare si cu lemnul de calitate inferioară. (Taxodium distichum).
- chiropterofil - (plantă) la care polenizarea sau răspândirea semințelor se face prin intermediul liliecilor.
- chist - celulă globuloasă, bogată în substanțe de rezervă, care are funcția de organ de înmulțire a unor plante inferioare.
- chitru - arbore cu florile mari, albe și cu fructele comestibile, originar din Europa de sud și din Asia (Citrus medica).
- chola - pădure sempervirescentă de munte (în India meridională).
- cianoficee - (Cyanophyceae) clasă de alge albastre microscopice înrudite cu bacteriile și răspândite în ape dulci, în bălți și în locuri umede.
- cianofilă - clorofilă aproape pură, fără pigmenți de xantofilă.
- cianogeneză - producere a acidului cianhidric de către diverse plante.
- ciațiu - inflorescență formată dintr-o grupare de mai multe flori bărbătești fără înveliș și o singură floare femeiască.
- cicadee - familie de plante gimnosperme, cu tulpina fără ramuri și cu frunzele foarte mari (Cycadaceae).
- cicatriculă - cicatrice lăsată pe o tulpină sau pe o ramură la locul de desprindere a pețiolului.

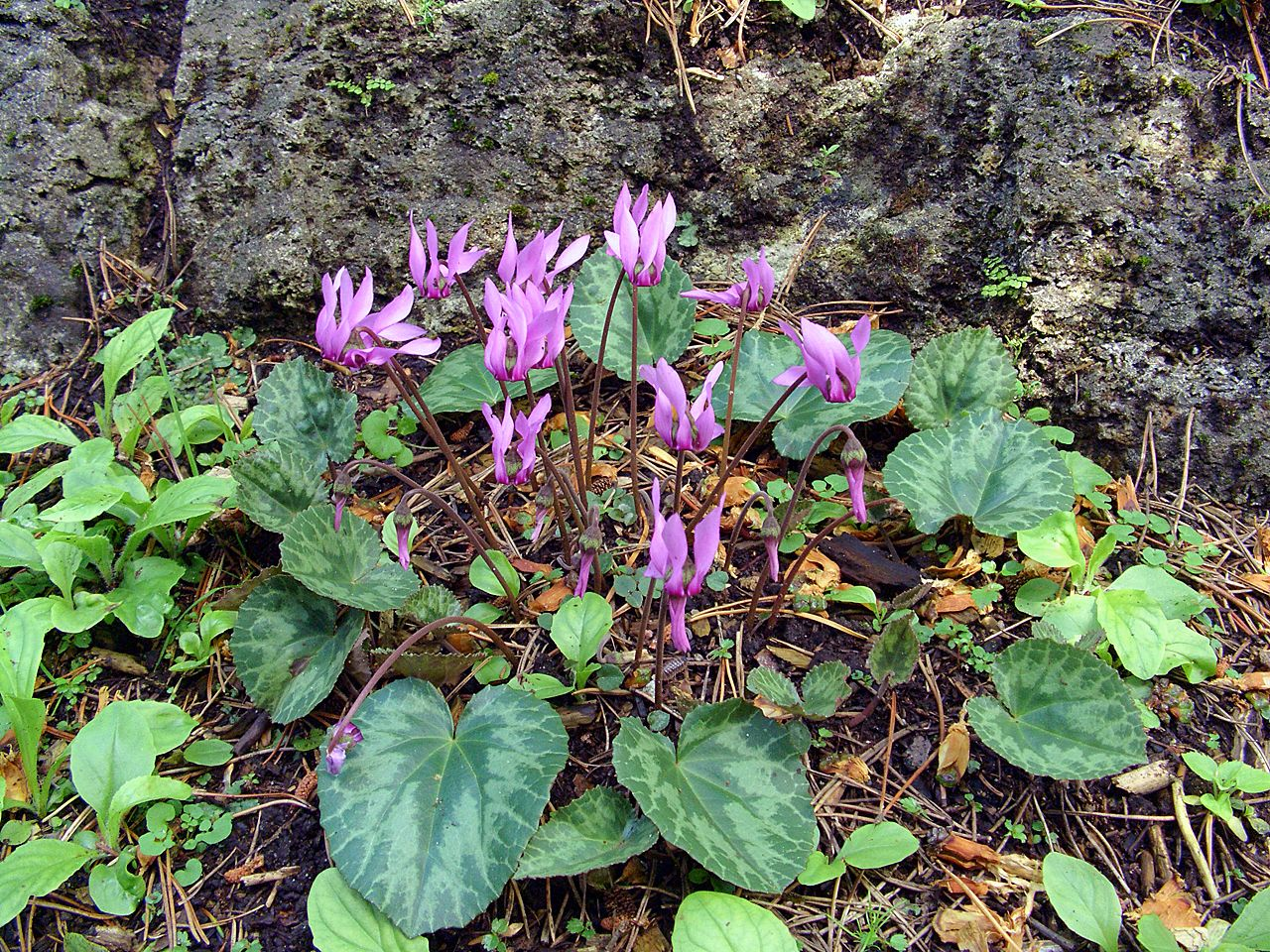
Ciclamă

- ciclamă - plantă decorativă, perenă, din familia primulaceelor, cu frunzele în formă de inimă, verzi pe o parte și purpurii pe alta, cu florile mari, albe sau roșii, originară din părțile sudice ale Europei (Cyclamen europeum).
- ciclică, floare ~ - floare care are toate elementele dispuse în verticil.
- ciclonastie - însușire a plantelor urcătoare de a se cățăra prin mișcări de răsucire în jurul suportului.
- cicoare - plantă erbacee perenă, din familia compozitelor, cu florile albastre, trandafirii sau albe, cultivată pentru rădăcinile ei, din care se extrage un surogat de cafea (Cichorium intybus).
- cilindrenchim - țesut vegetal format din celule cilindrice.
- cilindru central - partea centrală a rădăcinilor și a tulpinilor plantelor vasculare, formată din parenchim, în care se află fasciculele liberiene și lemnoase.
- cimă - tip de inflorescență în care axul principal poartă, în vârf, o singură floare și având lateral axe secundare, ramificate în același fel.
- cimbru - plantă erbacee anuală, din familia labiatelor, cu florile liliachii sau albe punctate cu roșu, cu frunzele înguste și ascuțite, aromate, folosite drept condiment (Satureja hortensis).
  - cimbru de câmp - plantă erbacee perenă, din familia labiatelor, cu florile roșii-purpurii sau albe și cu frunzele aromate, folosite în medicină sub formă de infuzie (Thymus vulgaris); altă denumire: lămâioară.
  - cimbru de munte - plantă erbacee anuală, din familia labiatelor, cu tulpina întinsă pe pământ, cu frunzele ovale și păroase pe partea inferioară și cu florile roșii-violacee, plăcut mirositoare (Calamintha Baumgarteni).
- cimișir - arbust decorativ, cu frunzele mari, ovale și persistente, cu florile galbene-verzui (Buxus sempervirens).
- cimos - (despre inflorescențe) în formă de cimă.
- cinamom - arbust aromatic din familia Lauraceae, originar din regiunile calde ale Asiei (Laurus cinnamomum).
- cineraria - plantă decorativă perenă, din familia compozitelor, cu frunzele mari și cu florile de diferite culori, grupate în buchete (Cineraria hybrida).
- cinsteț - vezi Salvia glutinosa.
- ciocul-berzei - nume dat mai multor specii de plante erbacee din familia geraniaceelor, cu frunzele păroase, adânc crestate, cu florile actinomorfe, violete-purpurii și cu fructul o capsulă, cu o prelungire în formă de cioc (Geranium).
- ciocul-cucoarei - plantă erbacee anuală, din familia geraniaceelor, cu tulpina păroasă, întinsă pe pământ, cu frunzele compuse, cu florile roșii, roz sau albe și cu fructele lungi, asemănătoare cu un cioc (Erodium cicutarium); altă denumire: pliscul cocorului.

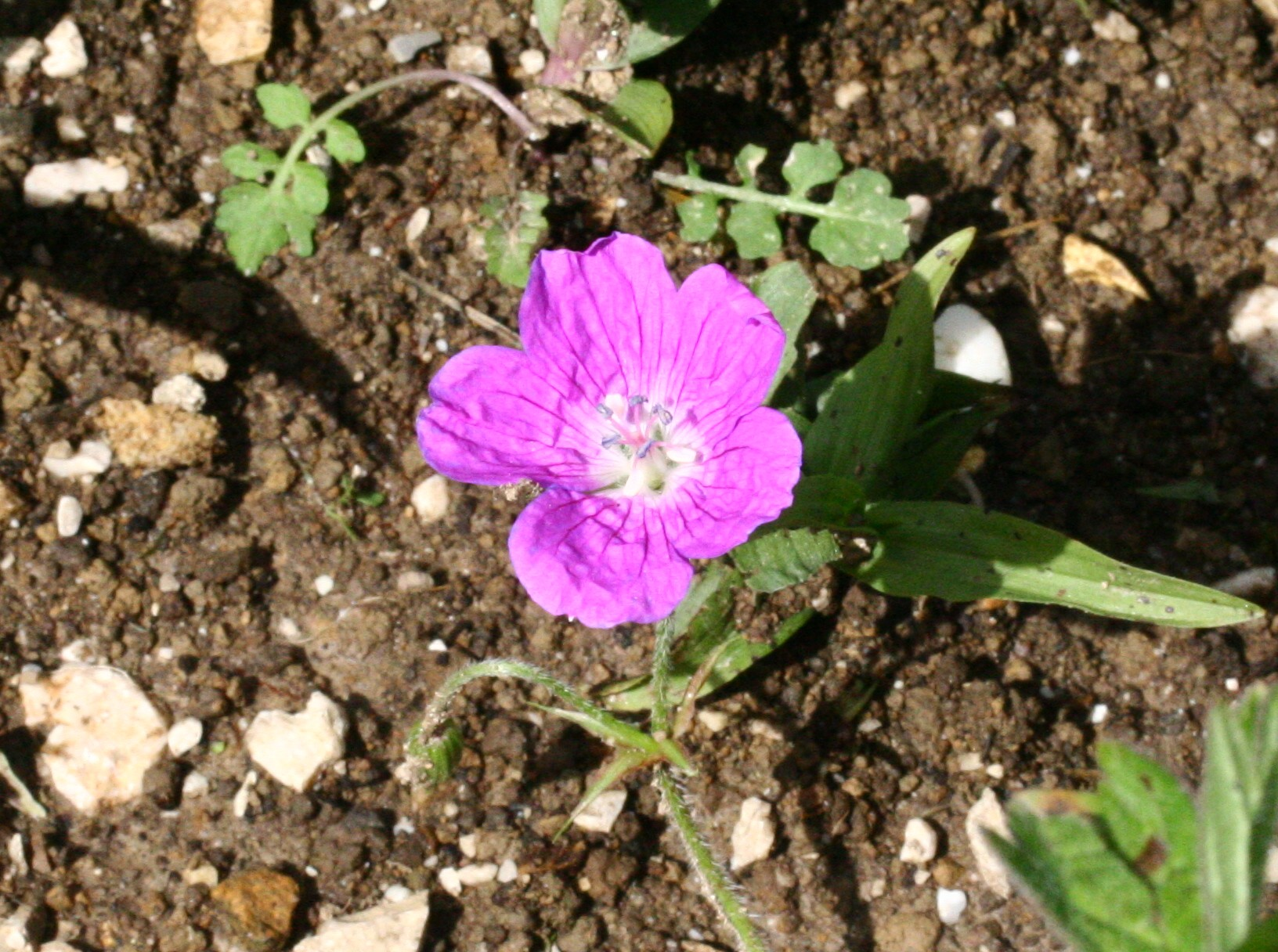
Ciocul păsării (Geranium palustre)

- ciocul-păsării - plantă erbacee cu tulpina acoperită cu peri lungi, cu florile mari, violete-purpurii (Geranium palustre).
- ciorchine:

- tip de inflorescență caracterizat prin dezvoltarea unui ax principal, de-a lungul căruia se înșiră numeroase ramificații cu flori; sinonime: grapă, racem;
- grupare de fructe așezate în ciorchine; caz particular: strugure.
- ciormoiag:

- plantă erbacee anuală, din familia scrofulariaceelor, cu florile albe-roșietice, cu frunzele lanceolat-liniare și cu fructul o capsulă ovoidă, care crește în poieni (Melampyrum cristatum); altă denumire: grâul prepeliței;
- condroniu (Melampyrum arvense);
- sălbăție (Lolium temulentum).

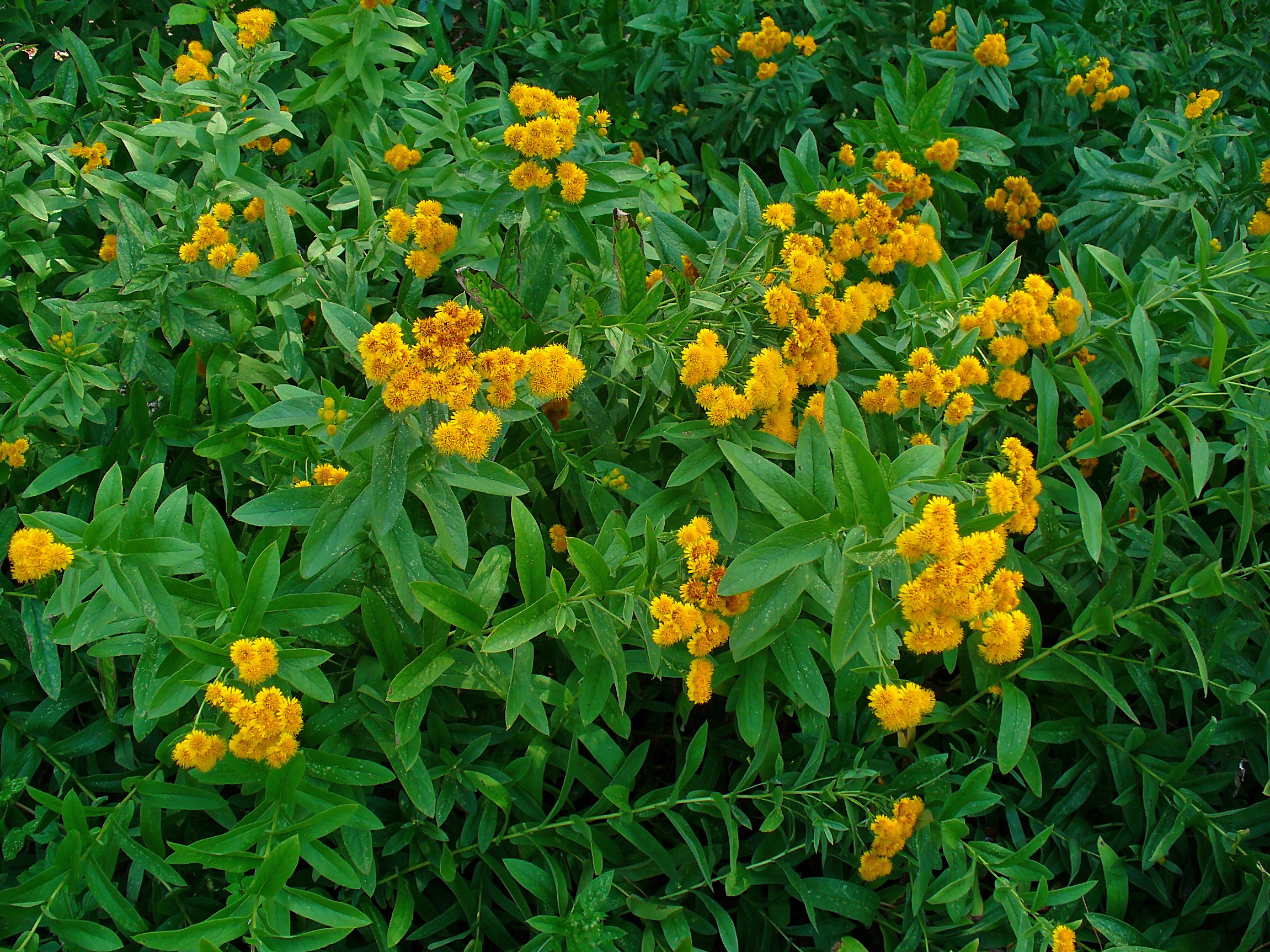
Cioroi (Inula germanica)

- cioroi - plantă erbacee perenă, din familia compozitelor, cu florile galbene, dispuse în capitule și cu fructele achene (Inula germanica).
- ciperacee - familie de plante erbacee perene, monocotiledonate, cu rizom, cu tulpina în trei muchii, cu florile mici, anemofile și cu fructele achene, care cresc pe terenuri mlăștinoase (Cyperaceae).
- circinat - (despre organe ale plantelor) care este răsucit în spirală.
- circulație - deplasare a sevei în plante sau a citoplasmei în interiorul celulelor.
- circumflex - (despre plante) cu ramurile curbate în jos.
- circumnutație - mișcare elicoidală prin care extremitățile unui ax vegetal (tulpină, rădăcină etc.) descriu o spirală în creșterea lor, înclinându-se succesiv către diferitele părți ale orizontului.
- cireașa-lupului - vezi beladonă.
- cireș - pom fructifer cu frunze ovale alungite, cu flori albe, cultivat pentru fructele sale (Cerasus avium sau Prunus avium).
- cirifer - (despre plante) care este înzestrat cu peri țepoși sau cârcei.
- ciriform - în formă de cârcei; sinonim: ciroid.
- ciroid - vezi ciriform.
- Cirsium pitcheri - specie de ciulin originară de pe țărmurile dunelor de nisip de-a lungul Marilor Lacuri superioare.
- cisoid - în formă de iederă.
- cistă - celulă, spor de rezistență, la alge.
- cistocarp - corp de fructificație la algele roșii.
- cistosferă - masă de secreții cuprinsă într-un chist sferoidal vegetal.
- cistosor - acumulare de spori de rezistență.
- cistospor - stadiu de latență sau de repaus al unor zoospori.
- citotaxonomie - clasificare botanică a celulelor, bazată pe asemănări și diferențe cromozomiale.
- citrice - familie de arbori și de arbuști fructiferi, având ca tipuri principale: lămâiul, portocalul, mandarinul.
- citriform - cu aspect de lămâie.

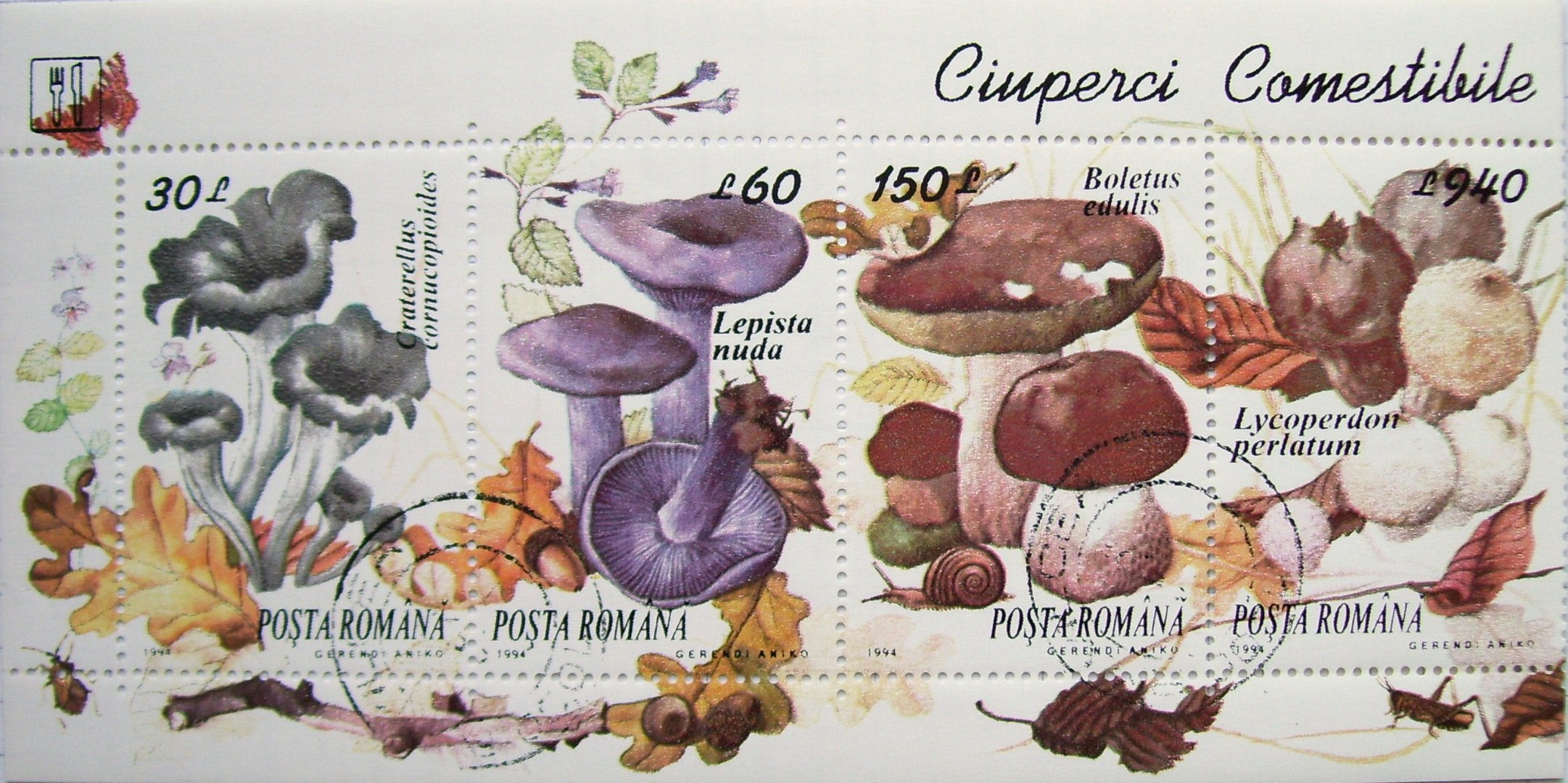
Ciuperci comestibile

- ciuperci -  încrengătură de talofite lipsite de clorofilă, heterotrofe (saprofite sau parazitare) uni- sau pluricelulare, care se reproduc prin spori și au ca aparat vegetativ un tal.
  - ciupercă de porțelan - ciupercă comestibilă saprofagă, ce trăiește în România, Basarabia și Bucovina de Nord (Oudemansiella mucida).
  - ciuperci aurii  - ciuperci saprofite, comestibile, dar - consumate crud - foarte otrăvitoare (Phaeolepiota aurea).
- cladant - (despre plante) la care arhegonul este situat pe ramuri speciale.
- cladautoic - (despre plante) la care anteridia este dispusă pe ramuri speciale.
- cladenchim - parenchim ramificat.
- cladodiu - tulpină sau ramură axială asimilatoare dilatată.
- clamideu - (despre un organ al plantei) învelit într-o membrană distinctă.
- clamidocarp - fruct acoperit cu periant.
- clamidocist - zoosporange de rezistență cu pereții dubli, rămas închistat în interiorul hifei.
- clamidospor - spor asexuat și de rezistență, cu membrana îngroșată și cu citoplasma densă, prezent la ascomicete și ustilaginale.
- clan - mică reuniune de specii vegetale, crescute pe suprafețe puțin întinse, care tind să se răspândească.
- clapetă - parte articulată care închide anterele și care, prin deschidere la maturitate, eliberează polenul.
- clastotip - fragmentul tipului botanic original.
- cleistocarp - fruct sau organ de fructificație care nu se deschide la maturitate.
- cleistogamie - vezi autopolenizare.
- Clerodendrum bungei - specie de plante care înfloresc din familia Lamiaceae, native în Asia.

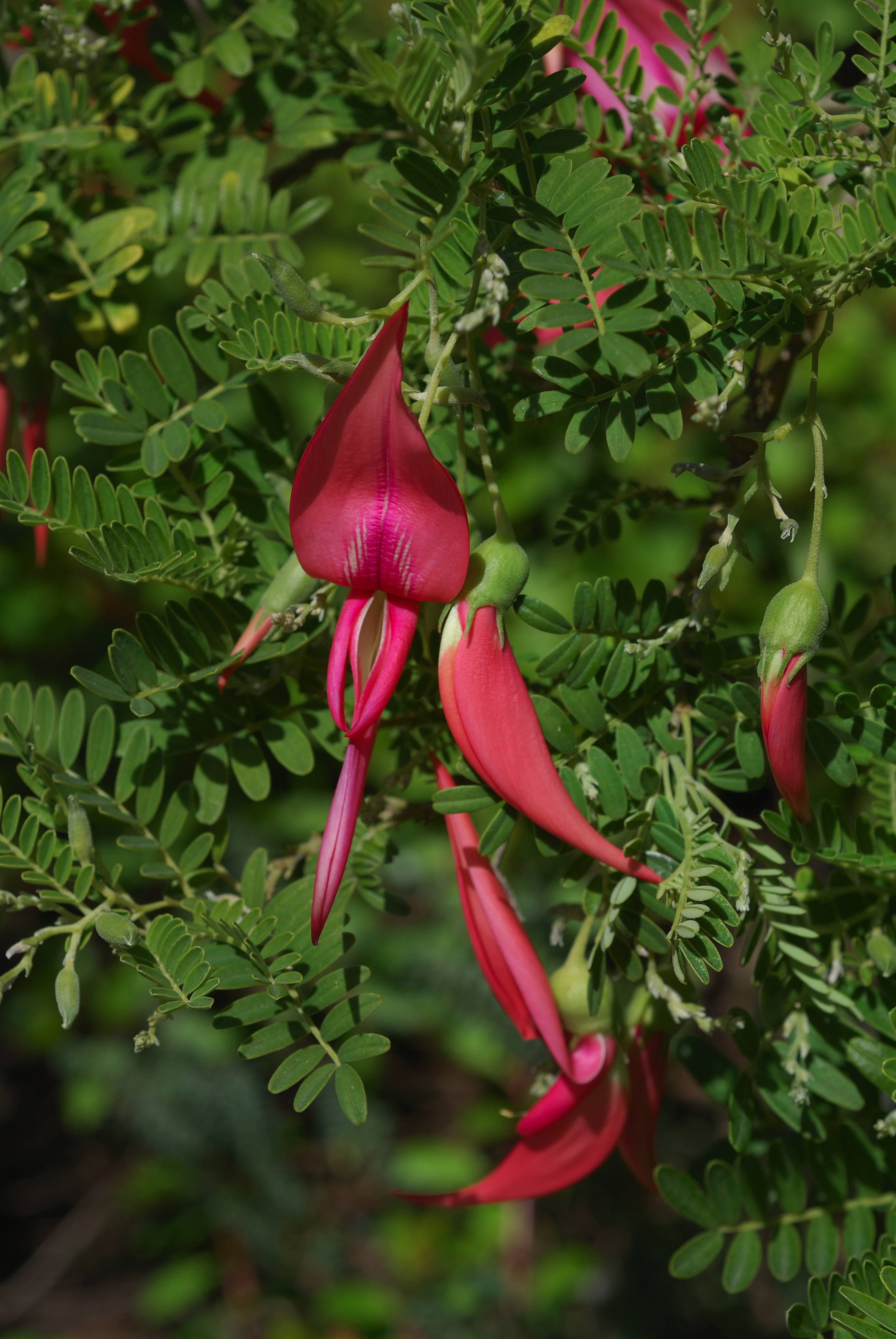
Clianthus puniceus

- Clianthus - gen de plante leguminoase cu flori roșii cu o pată neagră-purpurie la baza stindardului, dispuse în raceme umbeliforme, iar fructul o păstaie lunguiață, umflată, cu extremitățile ascuțite, îndoită în interior.
- clorantie - proces de transformare a unor elemente vegetale în frunze verzi asimilatoare.
- clorela - (Chlorella) algă verde unicelulară de apă dulce.
- clorenchim - țesut parenchimatic asimilator, bogat în clorofilă.
- cloroficee (Chlorophyceae) - clasă de alge marine sau de apă dulce, caracterizate prin prezența pigmentului clorofilian, neasociat cu alt pigment asimilator.
- clorofite - încrengătură de alge verzi în ape (dulci sau stătătoare) și în locuri umede.
- cloroză - boală a plantelor care se manifestă prin îngălbenirea frunzelor și a mugurilor, ca urmare a pierderii clorofilei (din lipsă de aer, de lumină sau din lipsa fierului în sol).
- closterospor - conidie mare în formă de fus, multinucleată și multiseptată.

### Co - Cz

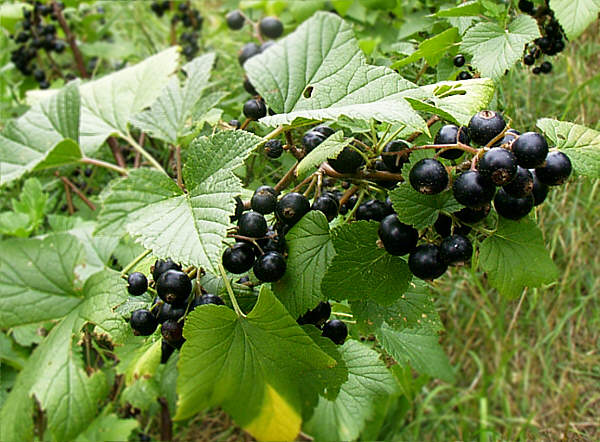
Coacăz negru

- coacăz - gen care conține circa 150 de specii, cu fructe comestibile, acrișoare (Ribes).

- coacăz alb - varietate a coacăzului roșu, dar cu fructele mai mici și mai dulci (Ribes niveum).
- coacăz negru - coacăz cu fructe negre, bogate în vitamine și minerale (Ribes nigrum).
- coacăz roșu - arbust cu frunze formate din cinci lobi, cu flori galbene-verzui dispuse în ciorchini, cultivat pentru fructele sale comestibile (Ribes rubrum).

- coacere:

- ajungere la maturitate a unui fruct sub acțiunea căldurii soarelui;
- (despre plante) ajungere să aibă sămânța formată.
- coada-boului - vezi lumânărică.

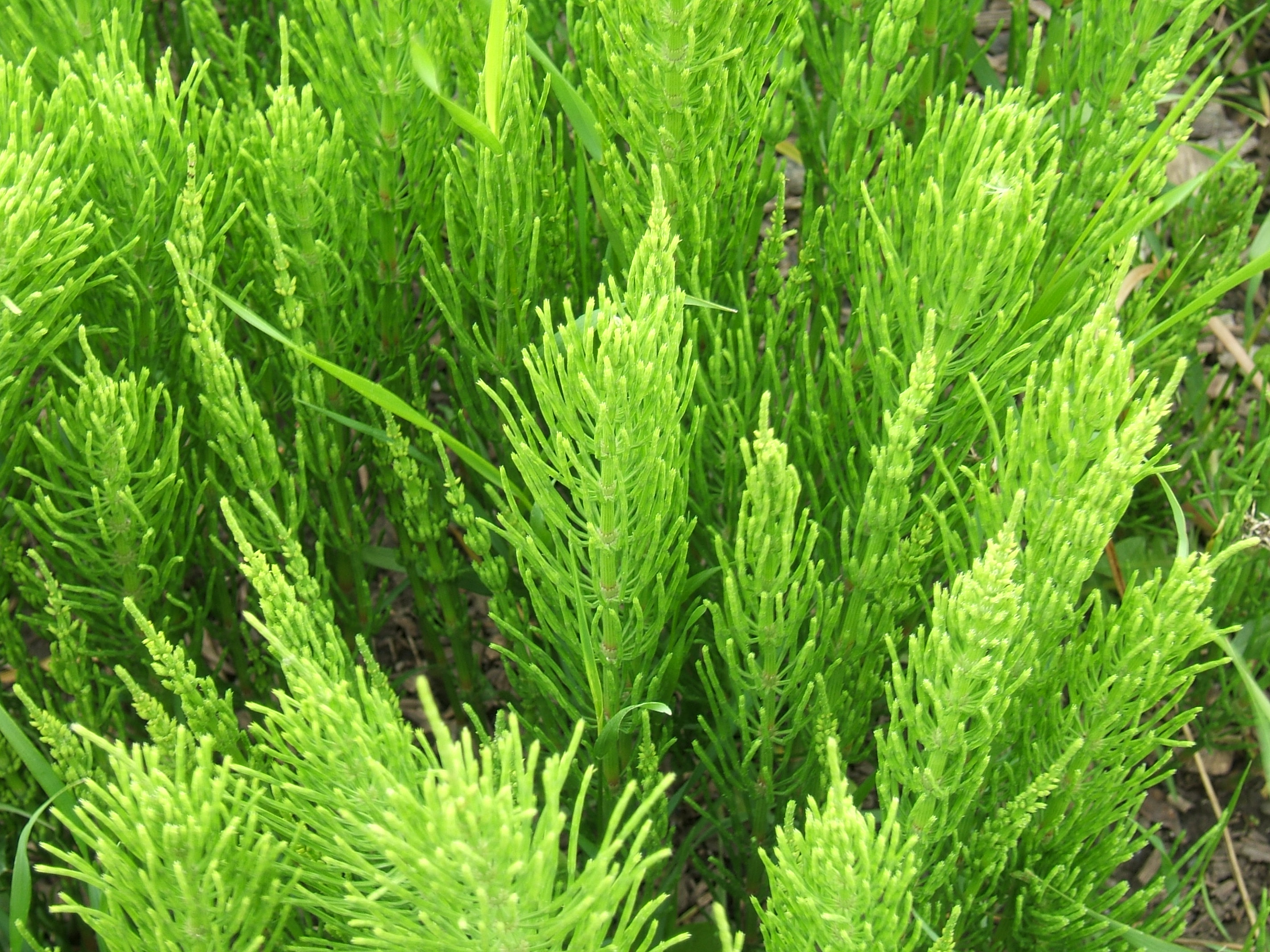
Coada calului

- coada-calului - plantă erbacee (Equisetum arvense), caracterizată prin rizom ce pătrunde adânc în sol și două tipuri de tulpini (fertile și sterile), utilizată în medicina naturistă; altă denumire: barba-ursului.
- coada-cocoșului - nume dat mai multor specii de plante erbacee cu flori albe, întrebuințate în medicina populară (Polygonatum).
- coada-iepurelui - plantă graminee, cu inflorescență sub formă de spic paniculat, cenușiu și pufos (Lagurus ovatus).
- coada-lupului - vezi lumânărică.
- coada-mânzului - plantă acvatică cu tulpină fistuloasă, dreaptă, cu partea care poartă flori afară din apă, glabră, înaltă de cca 40 cm. și cu rizom ramificat și târâtor (Hippuris vulgaris).

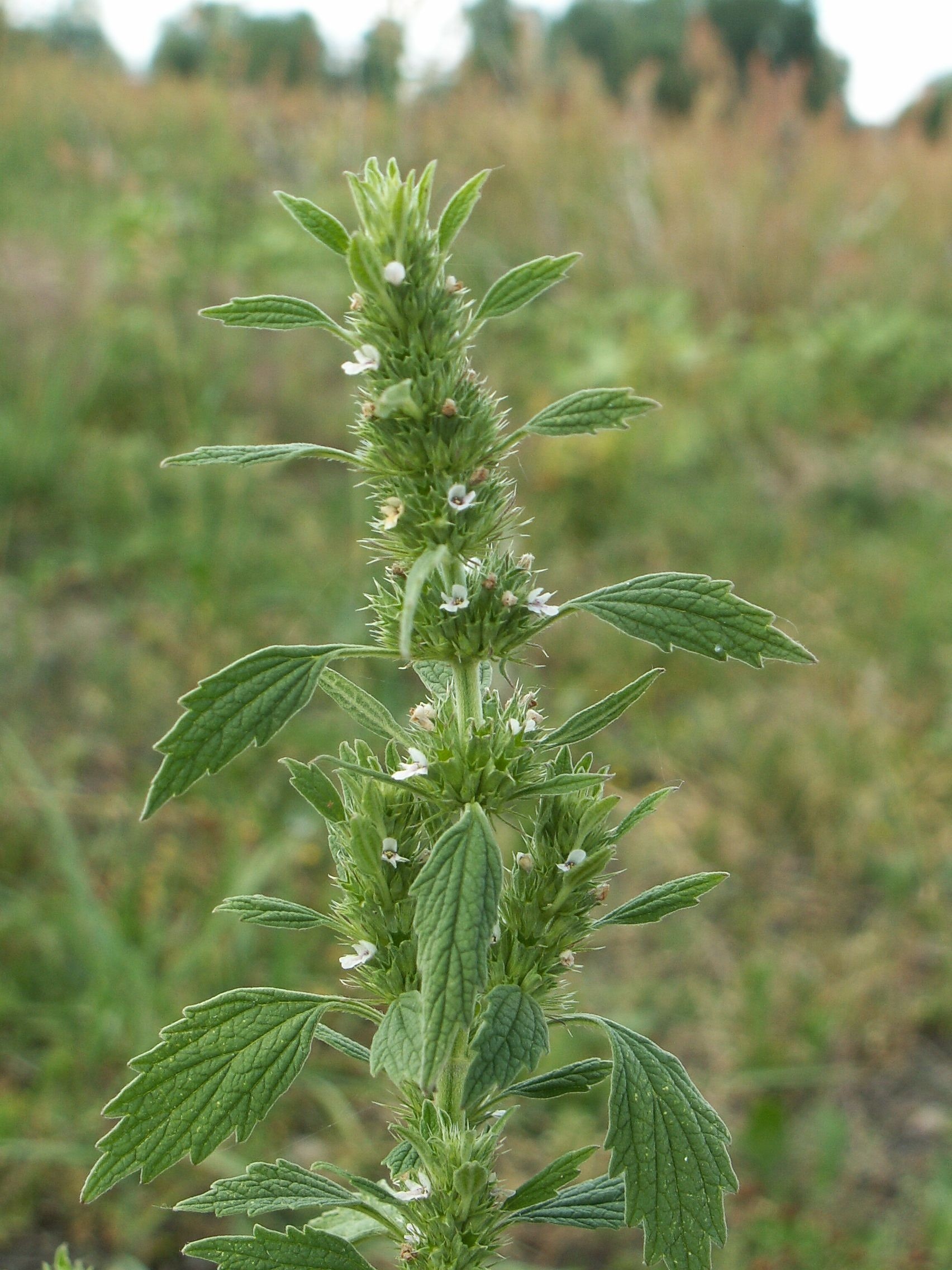
Coada-mâței

- coada-mâței - plantă erbacee cu flori mici, roz (Leonurus marrubiastrum).
- coada-mâței-de-baltă - nume dat mai multor specii de mușchi de culoare albă-gălbuie, care cresc prin locurile umede și contribuie la formarea turbei (Sphagnum).
- coada-mielului:

- plantă erbacee cu frunze lucitoare și cu flori violete  (Verbascum phoeniceum);
- mică plantă erbacee cu tulpina întinsă pe pământ, cu flori de culoare albastru-deschis cu vinișoare mai întunecate (Veronica prostrata).
- coada racului - plantă erbacee cu flori mari de culoare galbenă (Potentilla anserina sau, mai corect, Argentina anserina); denumiri populare: scrântitoare, argintariță, prescură, sclintiță, scrintee, iarba-gâștelor.
- coada șoricelului - (Achillea millefolium) plantă erbacee, perenă, din familia Asteraceae, cu frunze penate, păroase și flori albe sau trandafirii, cu proprietăți terapeutice.
- coada-vacii - vezi lumânărică.
- coada-veveriței - plantă erbacee din familia ciperaceelor, cu fructul acoperit de peri lungi mătăsoși, asemănători bumbacului (Eriophorum vaginatum), altă denumire: bumbăcăriță.
- coadă - parte a unei plante care leagă fructul, frunza sau floarea de tulpină sau de creangă; vezi și peduncul.
- coajă:

- țesut protector extern al rădăcinilor, tulpinilor și ramurilor unei plante (lemnoase); sinonim scoarță;
- înveliș exterior al fructelor, al semințelor etc.

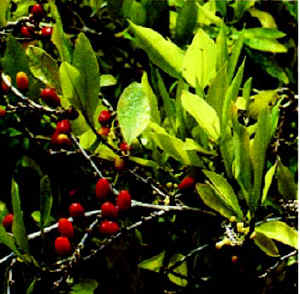
Arborele coca

- coca - arbust din America de Sud, din ale cărui frunze se extrage cocaina (Erythroxylon coca).
- cocean - mijloc (tare al) unor fructe sau legume; sinonim: cotor.
- cocotier - palmier cu trunchiul lung, în vârf având un fascicul de frunze, cu fructe comestibile (Cocos nucifera).
- colet - zonă de trecere între tulpina și rădăcina unei plante.
- columelă - organ în formă de coloană.
- compozite - (Asteraceae sau Compositae) familie de plante superioare, dicotiledonate, erbacee, rar lemnoase, cu frunze de obicei alterne, cu flori mici simple și numeroase, dispuse în inflorescențe în formă de capitule și adesea cu latex în organele vegetative.
- con - fructul coniferelor, format dintr-un ax cu numeroși solzi lemnoși, care reprezintă florile mascule sau femele.
- concreștere - creșterea a două sau mai multe tulpini de arbori (sau alte organe) la un loc.
- conidie - spor imobil care asigură înmulțirea asexuată a ciupercilor mai evoluate; vezi și closterospor.
- copac - vezi arbore.
- coroană imperială - plantă decorativă din familia Liliaceae, originară din Orientul Mijlociu, ale cărei flori sunt încadrate de frunze lanceolate, dispuse radial (Fritillaria imperialis).
- cordiform - care are forma une inimi.
- coroana-lui-Hristos - vezi ceasornic.
- cosor - plantă erbacee acvatică cu tulpină lungă și subțire, cu flori unisexuate, solitare, cu fructe ovale, prevăzute cu spini de forma unui cosor (Ceratophyllum demersum); alte denumiri: brădiș, frunza-cerei.
- cotiledon - frunzuliță cu rezerve nutritive care se găsește în embrionul unei plante fanerogame, care servește la hrănirea plantei imediat după încolțire; sinonim: frunză embrionară.
- cotor - vezi cocean.

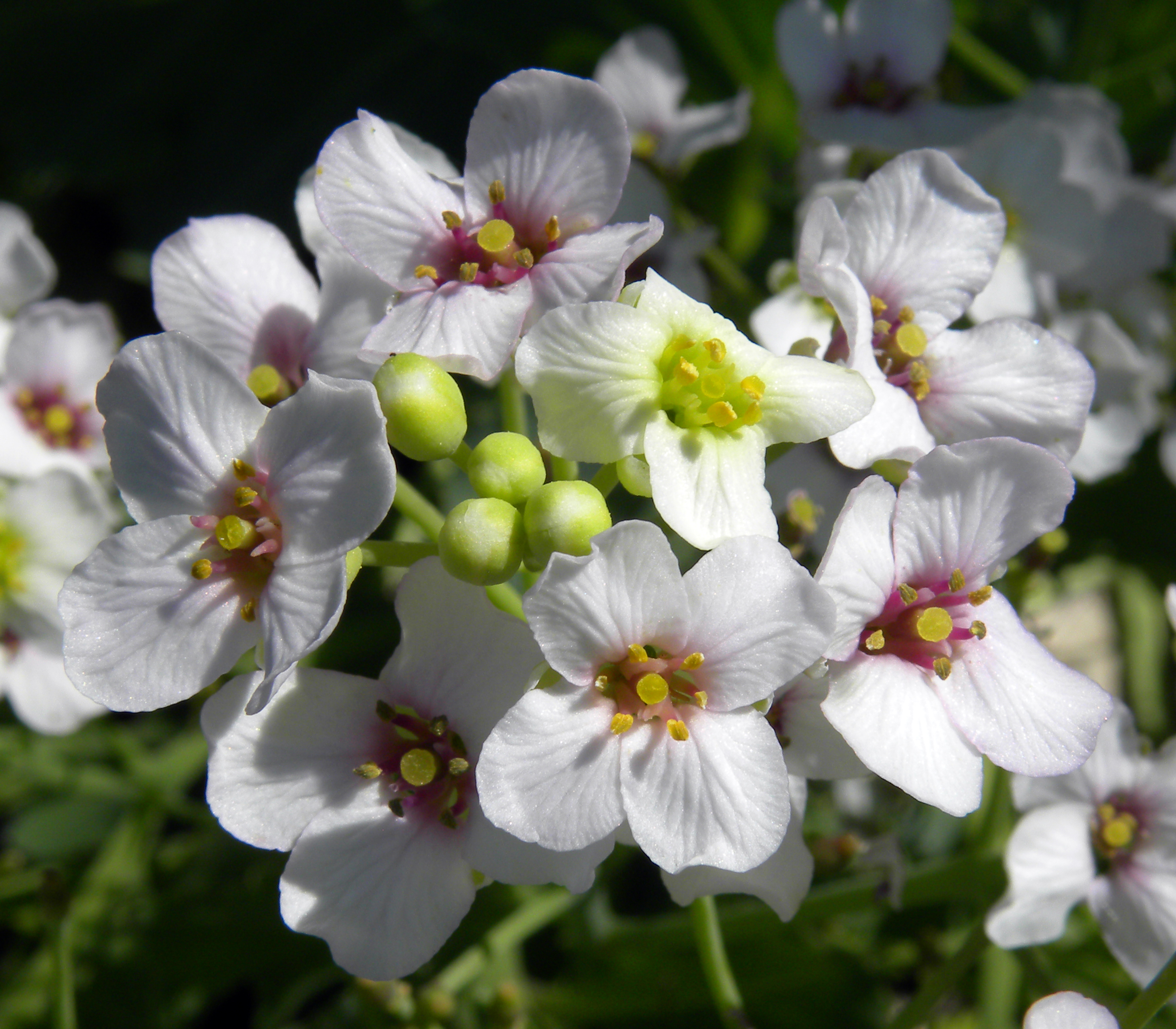
Flori de Crambe maritima

- Crambe - gen care conține 20 de specii erbacee cu conținut mare de ulei, printre cele mai cunoscute fiind:
  - Crambe cordifolia - specie care înflorește vara, cu flori în panicule mari și care ajunge până la 2m înălțime.
  - Crambe maritima - specie care înflorește în mai-iunie, cu flori albe cu petale obovate, scurt-unghiulate și cu tulpina care ajunge până la 0,85m înălțime.
  - Crambe tataria - specie care înflorește primăvara, cu flori albe cu petale lungi de cca 6 mm, pe pedunculi îndepărtați, în inflorescență ramificată, compusă dintr-un mare număr de ciorchini umbelați; denumire populară: târtan.
- crebriflor - cu flori îngrămădite.
- crebrisulc - (despre organe vegetale) prevăzut cu brazde longitudinale numeroase și dese.
- crin cobra - plantă carnivoră din California de nord și Oregon (Darlingtonia californica).
- crin de cameră - vezi amarilis.
- crucea pământului - vezi brânca-ursului.
- cucurbitacee -  familie de plante erbacee dicotiledonate, cu tulpini târâtoare sau agățătoare, cu frunze mari, cu fructul cărnos având coaja tare și din care fac parte dovleacul, pepenele, castravetele (Cucurbitaceae).
- cúpulă - receptacul în formă de degetar, alcătuit din numeroase frunze mărunte lipite între ele, care se află la baza ghindei de stejar și a altor fructe.
- curmal japonez - vezi kaki.

## D

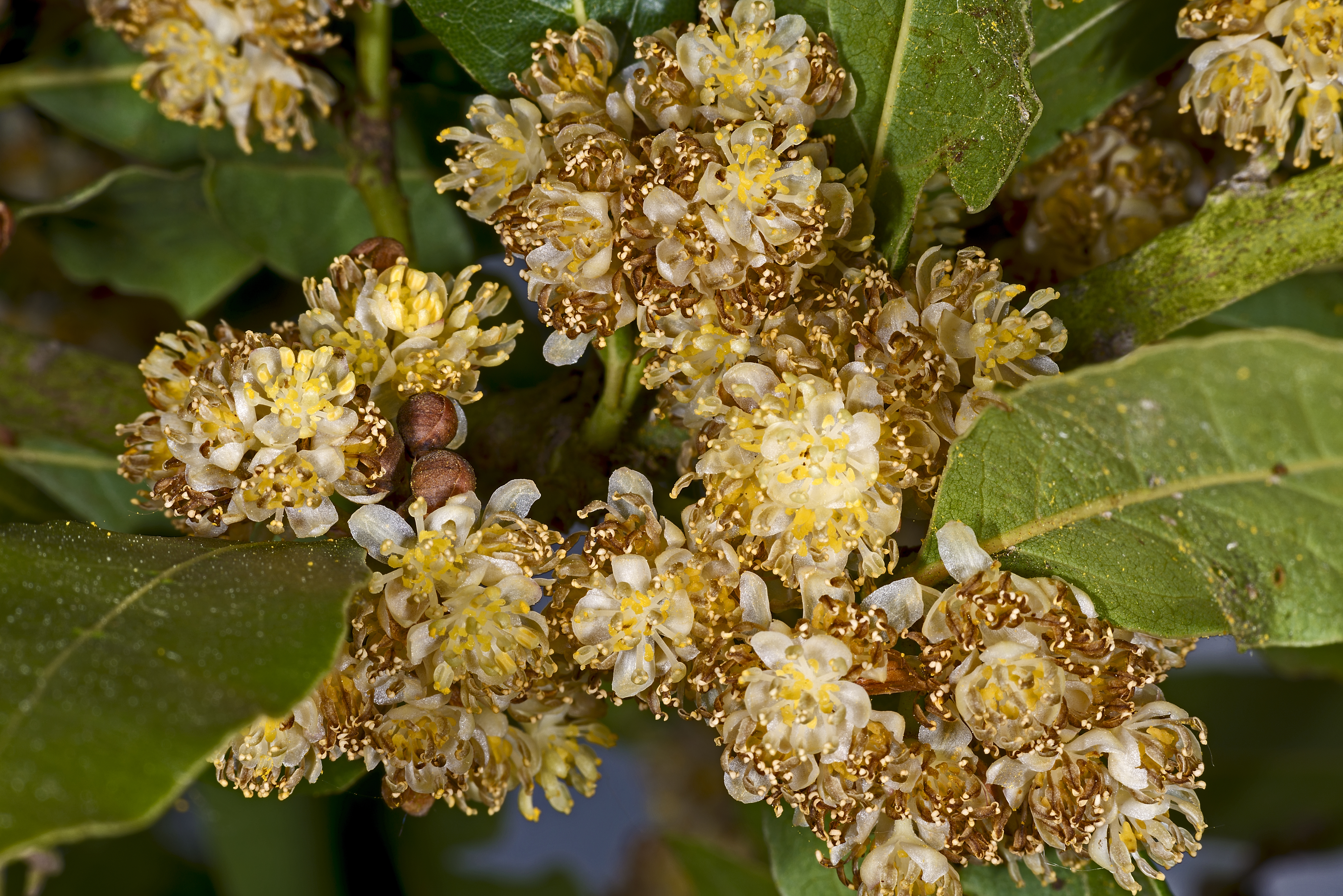
Dafin

- dafin - (Laurus nobilis) arbust din familia lauraceelor, cu frunze persistente, tari, lucioase, de formă lanceolată, cu marginea ușor ondulată (care se folosesc drept condiment); fructul este o bacă ovală, din ale cărui semințe se extage un ulei întrebuințat în industria farmaceutică.
- dalie - (Dahlia variabilis) plantă perenă din familia compozitelor, ale cărei rădăcini sunt îngroșate (tuberizate), iar inflorescențele sunt mari, de culori și forme variate (sinonim: gherghină).
- dârmox - (Viburnum lantana) arbust din familia caprifoliaceelor, cu frunze opuse, ovale, cu flori albi, dispuse în inflorescențe umbeliforme.
- deciduu - (despre caliciu, frunze etc.) care se detașează de pe un organ; caduc, nepersistent (antonim: sempervirescent).
- dediței- plante erbacee perene, toxice, din genul Pulsatilla (Pulsatilla alba, Pulsatilla montana), familia ranunculaceelor, cu rizomi puternici și frunze păroase; florile sunt mari, de culori diferite, mai ales albastre-violacee; altă denumire: sisinel de munte.
- degețel roșu - (Digitalis purpurea) specie de plantă erbacee din familia scrofulariaceelor, cu frunze mari, alungite, cu nervuri pronunțate; florile sunt grupate într-un racem lung, cu corola tubuloasă de culoare roșie-purpurie și cu punctații negre în interior.
- dehiscență - deschidere prin pori, crăpături etc. a unor fructe uscate și a unor sporangi sau antere ajunse la maturitate; astfel se realizează împrăștierea semințelor, sporilor și grăunțelor de polen.
- dendrologie - capitol al botanicii care se ocupă cu studiul plantelor lemnoase.
- dialipetale:

- (despre plante cu flori) care au corola alcătuită din petale separate;
- subclasă de plante dicotiledonate caracterizate prin corolă dialipetală.
- difil - vezi bifoliat.
- dicotomie - (sau dihotomie) mod de ramificație a talului și a tulpinilor unor plante în două părți egale, care la rândul lor se împart în două părți egale etc.
- dihotomie - vezi dicotomie.
- Dillenia indica - arbust sempervirescent sau arbore de dimensiune mică, specific Extremului Orient.
- Dillenia suffruticosa - arbust sempervirescent din Asia de Sud-Est, ale cărui frunze  și rădăcini au proprietăți medicinale.
- diseminare - răspândire pe cale naturală a semințelor, fructelor, polenului etc. în momentul maturizării lor.
- dovlecel - plantă din familia cucurbitaceelor cu tulpina întinsă pe pământ, cu florile mari și galbene, cu fructele lunguiețe, de dimensiuni mari, în formă sferică sau ovală, folosite în alimentația omului sau a animalelor (Cucurbita pepo).
- dovlecel comun - vezi bostănel.
- drobușor - plantă erbacee din familia cruciferelor, cu flori galbene și cu frunze albăstrui, cultivată pentru prepararea vopselelor (Isatis tinctoria); alte denumiri: cardamá, cardamină.

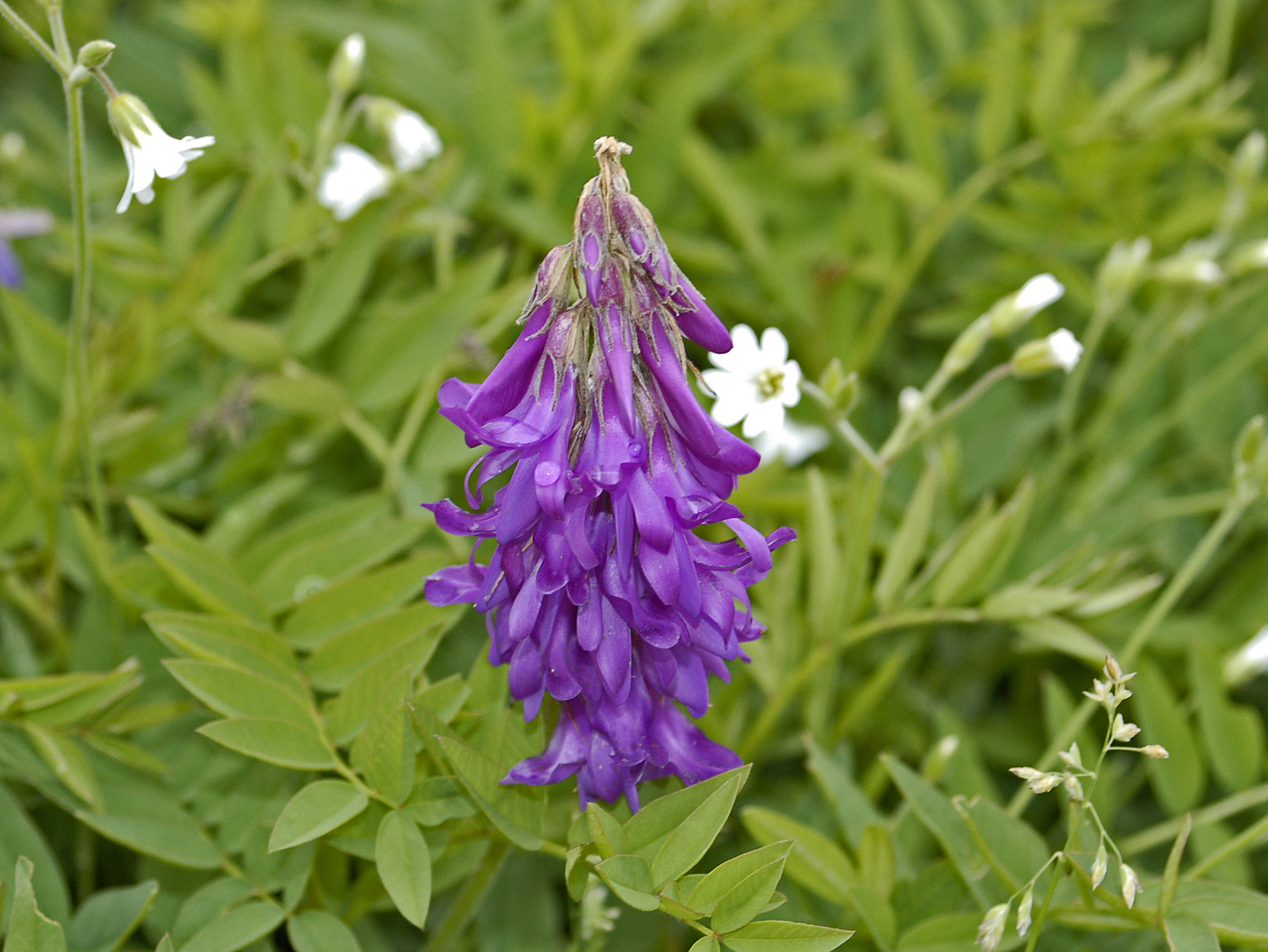
Dulcișor

- dulcișor - plantă erbacee din familia leguminoaselor, cu flori purpurii, care crește în regiunile alpine (Hedysarum obscurum); sinonim: cap-de-cocoș.
- durámen - partea centrală a lemnului din tulpinile și ramurile arborilor și arbuștilor; sinonim: inima lemnului.

## E
- ecotip - grup de plante din aceeași specie, cu anumite însușiri ereditare proprii, formate în urma influenței condițiilor de mediu și care totuși se deosebesc între ele după înălțime, productivitate, lungimea perioadei de vegetație, rezistența la condiții nefavorabile etc.
- ectoparazit - ciupercă parazită al cărei miceliu se dezvoltă la suprafața organelor atacate.
- ecvisetacee - (Equisataceae) familie de plante erbacee, caracterizate prin două feluri de tulpini (fertile și sterile) și care se înmulțesc prin spori; în această familie există un singur gen: Equisetum (vezi și coada-calului).
- efedra - mic arbust erect din familia Gnetatae, noduros, tortuos și foarte ramificat, cu foi dioice, reduse până la 2 mm, al cărui fruct este o bacă falsă, de culoare roșiatică și care crește pe terenuri argiloase sau stâncoase (Ephendra distachya); denumire populară: cârcel.
- Elaeis guineensis - specie de palmier comun, numită și palmier (african) de ulei.
- eleagnacee - (Eleagnaceae) familie de plante cuprinzând arbori și arbuști, ale căror rădăcini au nodozități ca la leguminoase; exemple: sălcioara (răchițica), cătina albă.
- embriologia plantelor - ramură a botanicii care studiază procesele de formare și dezvoltare a gameților: fecundația, dezvoltarea embrionului și a endospermului la plantele cu semințe, precum și procesele care au loc în țesuturile formative (meristeme).

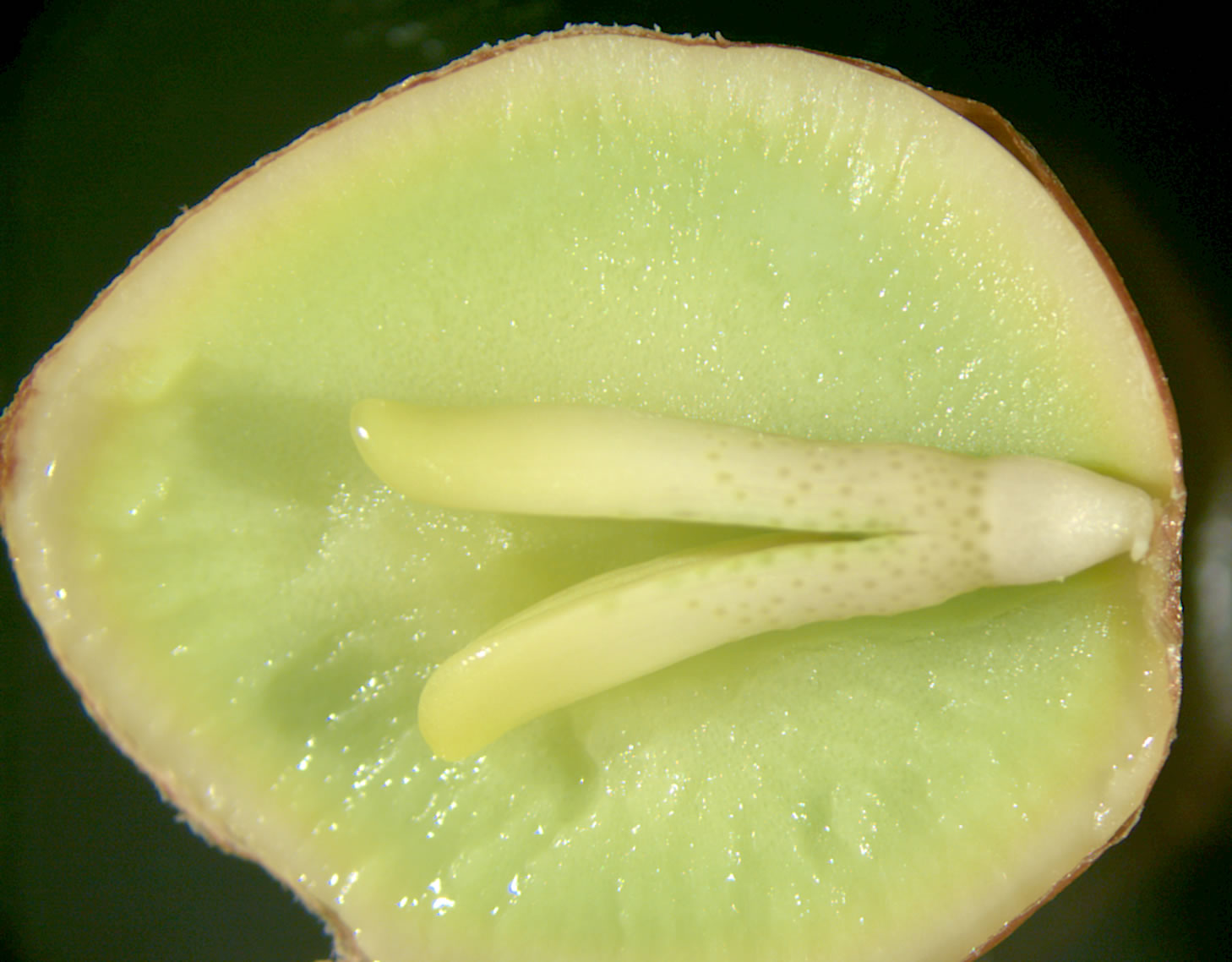
Embrionul într-o sămânță de Gingko

- embrion - corp multicelular situat în interiorul seminței, înconjurat de țesuturi bogate în substanțe nutritive, pe seama cărora acesta se dezvoltă când se întrunesc condițiile de mediu specifice (umiditate, temperatură etc.).
- epifit - vezi aerofit(ă).
- erborizare - vezi botanizare.
- etaj de vegetație - unitate de vegetație și, prin extensie, unitatea biologică care corespunde unei altitudini, caracterizată printr-o specie dominantă.
- etaj subalpin - vegetație aflată deasupra limitei superioare a pădurilor, care constă în tufișuri de jneapăn, ienupăr, smârdar, pajiști etc.
- euarheofite - plante ruderale sau nitrofile din neolitic.
- euciclic - care prezintă un număr egal de piese în fiecare verticil floral.
- eucroic - (despre un organ vegetal) care prezintă o culoare sau o pigmentație naturală.
- eudicotomie - tip de dicotomie normală cu ramuri dezvoltate și ramificate uniform.
- euforbiacee - familie de plante dicotiledonate, lemnoase și erbacee, cu flori actinomorfe, unisexuate, fruct: capsulă, bacă sau drupă și semințe bogate în uleiuri grase; au importanță în industria alimentară, textilă, ca plante ornamentale și ca producătoare de cauciuc;  exemple: ricinul, arborele de cauciuc (Euphorbiaceae).
- eufotic - (despre plancton) aflat în zona apelor cu lumină abundentă.
- eufototropic - (despre frunză) cu lamina așezată perpendicular pe razele de lumină.
- eugeofite - geofite a căror perioadă de repaus biologic se datorează lipsei de lumină sau căldură corespunzătoare.
- evapotranspirație - cantitatea totală de apă cedată, prin evaporație de către sol și prin transpirație de către plante, atmosferei inferioare, sub influența creșterii temperaturii.
- exalbuminate - (despre plante) care nu conțin albumen în sămânță.
- excrescență - umflătură pe suprafața unei plante.

## F

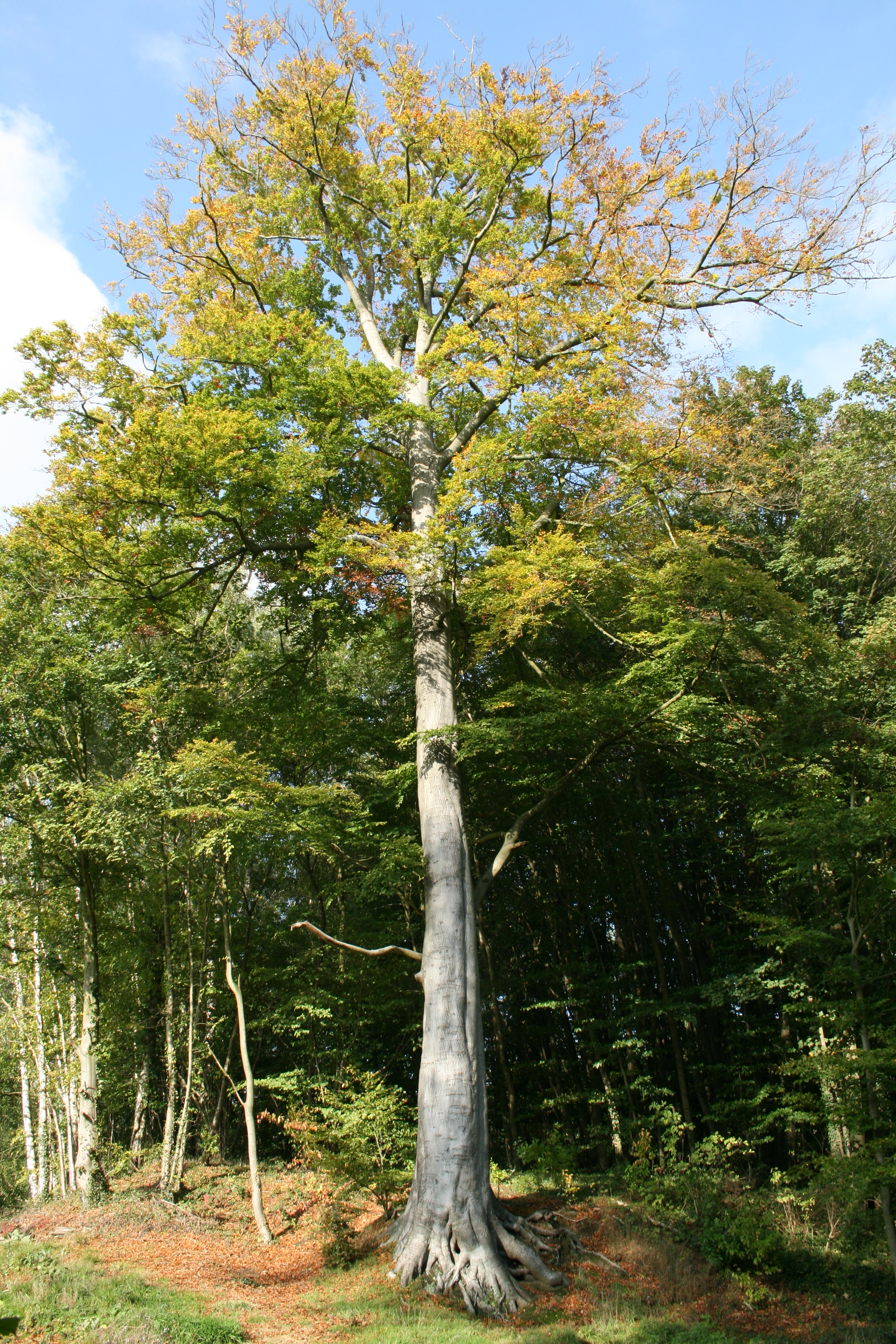
Fag

- fag - (Fagus silvatica) arbore din familia fagaceelor, cu scoarța netedă, cenușie și al cărui lemn este utilizat în industria de mobile, ca traverse de cale ferată și combustibil.
- fagacee - (Fagaceae) familie de arbori și arbuști, ale căror fructe sunt achene (exemple: ghinda, jirul), învelite parțial sau total de bractee concrescute formând o cupă; exemple: fagul, stejarul, castanul.
- fanerofit - denumire a plantelor lemnoase ai căror muguri regeneratori se găsesc la o înălțime de peste 25 cm și din care fac parte: nanofanerofitele, mezofanerofitele și megafanerofitele.
- fanerogame - vezi spermatofite.
- fascicul - țesut conducător format din fibre care străbat în același sens părțile unei plante.
- fibre lemnoase - celule vegetale alungite, cu pereții îngroșați și lignificați, situate în țesutul lemnos.
- fibre liberiene - fibre cu pereții nelignificați, constituite din celule foarte alungite, cu membrana îngroșată și cu lumenul redus; cele din tulpinile de in, cânepă, iută, rafie, urzică prezintă importanță industrială.
- filament:

- piciorușul sau codița staminei care conține antera.
- formație filiformă a unor celule vegetale.
- filotaxie - ramură a botanicii (morfologie), care studiază modurile în care sunt așezate frunzele pe tulpină și pe ramuri.
- fistulos - (despre tulpină, pețiol etc.) care este alungit și gol pe dinăuntru.
- fitologie - vezi botanică.

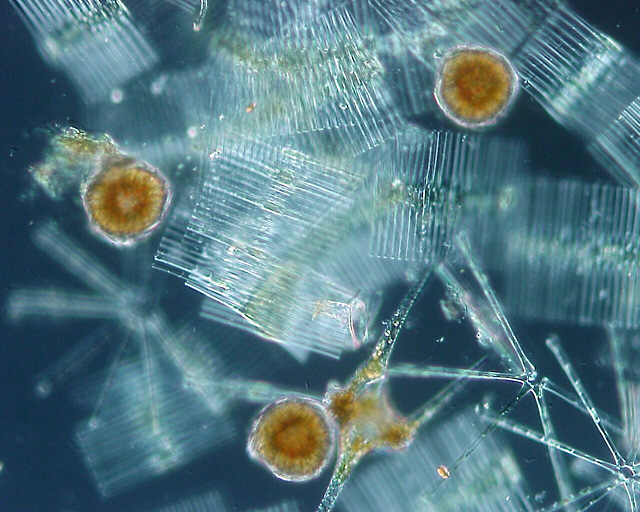
Fitoplancton

- fitoplancton - totalitatea organismelor vegetale din plancton, servind ca hrană pentru diferite animale acvatice.
- floarea-celor-trei-răni - vezi ceasornic.
- floarea pasiunii (sau floarea patimilor) - vezi ceasornic.
- floare de hârtie - vezi bougainvillea.
- floare de pernă - vezi mușețel galben.
- flocoșel roșiatic - specie de ciuperci comestibile din România, Basarabia și Bucovina de Nord (Hydnum rufescens).
- foliolă - fiecare dintre frunzulițele care intră în alcătuirea unei frunze compuse.
- fotorespirație - proces biochimic ce are loc ca parte a metabolismului plantelor, în care enzima RuBisCO oxigenează RuBP cu consum de energie produs ca urmare a fotosintezei.
- fotosinteză - proces fiziologic prin care plantele verzi sintetizează (cu ajutorul luminii solare absorbite de clorofilă) substanțele organice din dioxidul de carbon și din apă și eliberează oxigen; sinonim: asimilație clorofiliană.
- fotosistem - unitate funcțională a unei plante sau a unei alge care participă la procesul de fotosinteză, compus din molecule de clorofilă și alte pigmenți fotosintetici, precum și din proteine asociate.
- fototropism - vezi heliotropism.
- fructificație:

- proprietate a plantelor de a produce fructe;
- totalitatea organelor reproducătoare la plantele criptogame;
- perioadă în care se formează fructele.

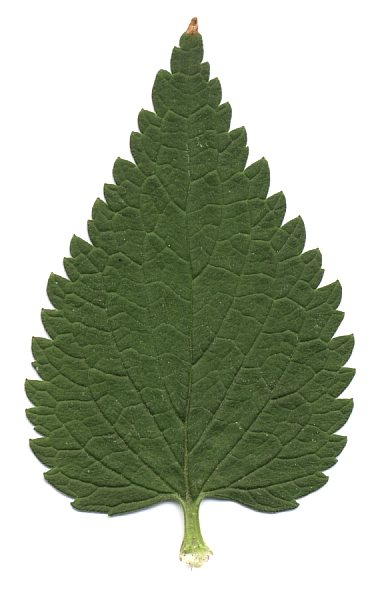
Frunză de urzică moartă

- frunză - organ principal al plantei, care îi servește la respirație, la transpirație și la asimilație, format, de obicei, dintr-o foaie verde (limb) prinsă de tulpină printr-o codiță (pețiol)
- frunză compusă - frunză cu limbul constituit din mai multe foliole, dispuse pe un ax principal.
- frunză-de-potcă - plantă erbacee cu frunze de un verde strălucitor și cu flori verzui (Chenopodium murale).
- frunză embrionară - vezi cotiledon.
- frutescent - (despre tulpini) care se întărește fără a ajunge însă la o totală lignificare; (despre plante) care are tulpină frutescentă.

## G
- gală - vezi cecidie.
- galban - rășină cu aspect gumos, obținută dintr-o plantă umbeliferă exotică
- galbulă - fruct în formă de con modificat, din solzi cărnoși și concrescuți
- galeat - prevăzut cu un organ în formă de cască
- galeiform - în formă de cască
- galericulat - prevăzut cu un coif mic
- galvanotaxie - galvanotropism
- galvanotropism - orientare a organismelor în anumite direcții sub influența curentului electric (răsucire; electrotropism)
- gamet - fiecare dintre cele două celule sexuale care se unesc în timpul fecundației pentru a forma zigotul, constituind primul stadiu de dezvoltare a unui individ.
- gametangiofor - suportul gametangiului.
- gametangiogamie - reproducere sexuată prin copularea gametangiilor de sex opus.
- gametángiu -  structură vegetală în care sunt produși gameți.
- gametizare - formarea gametului.
- gametoblast - substanță primară, încă nediferențiată, a gametului; țesut nediferențiat al arhesporului.
- gametocist - formație din contopirea a doi gameți de sex diferit, prevăzută cu un perete chistic comun.
- gametocit - celulă generatoare de gameți.
- gametofit - una dintre cele două generații din ciclul de dezvoltare a plantelor capabile de înmulțire sexuală; alternează cu sporofitul.
- gametofor - partea gametofitului care poartă gametangii.
- gametogamie - fecundație prin contopirea a doi gameți uninucleați și de sex diferit.
- gametogeneză - procesul de formare a gameților.
- gametoplasmă - citoplasma gameților.
- gametospor - spor rezultat din copularea gameților.
- gamobiu - organism aparținând generației sexuate, în cazul alternanței de generații.
- gamocarpelar - cu carpelele concrescute.
- gamocarp - cu fructe concrescute.
- gamocit - celulă sexuată.
- gamodesmie - concreștere a fasciculelor din stelul vegetal.
- gamofilie - fenomen de concreștere a frunzelor.
- gamogemie - fenomen de concreștere a mugurilor.
- gamogeneză - reproducere a unui organism vegetal prin contopirea gameților; reproducere sexuată.
- gamomerie - concreștere teratologică a pieselor florale prin vârfurile lor.
- gamomorfoză - modificare morfologică realizată prin exercitarea produsului fecundației în cursul dezvoltării sale.
- gamopetal - cu petalele concrescute (având formă de tub) (la tutun), de clopot (la clopoțel), de pâlnie (la volbură); sinpetal.
- gaolean (Sorghum chinense) - specie de plante anuale din familia gramineelor, cu tulpini suculente și frunze asemănătoare cu cele ale porumbului, cultivată în Extremul Orient.

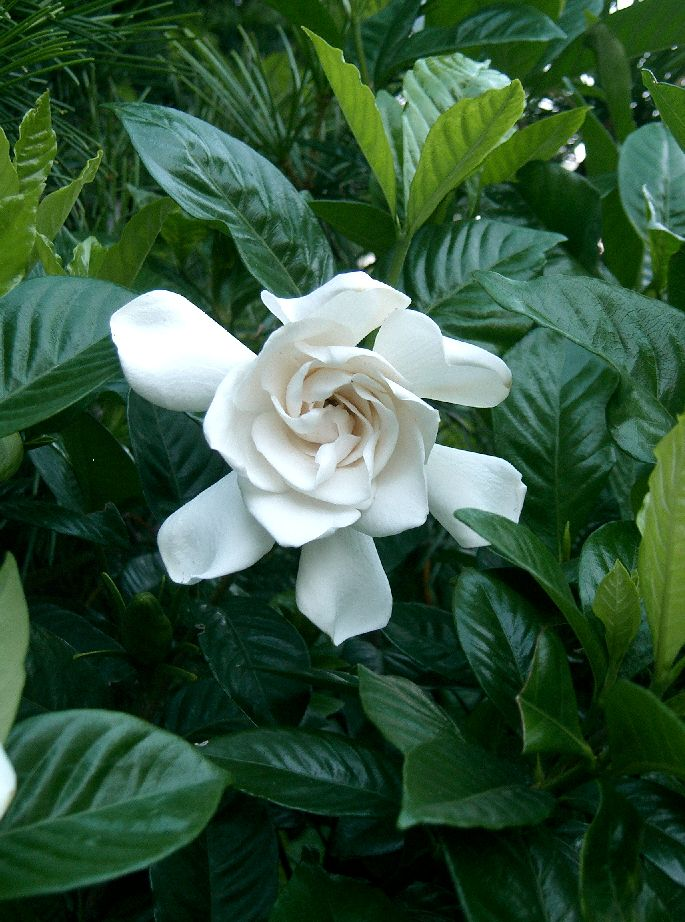
Gardenie

- gardenie (Gardenia) -  gen de plante lemnoase, din familia rubiaceelor, cu flori mari, cu miros plăcut; în România, cele mai cunoscute sunt: Gardenia jasminoides și Gardenia radicans.
- garoafă - plantă erbacee ornamentală cu frunze opuse și liniare, cu flori de culori diverse și cu miros specific, plăcut (Dianthus caryophyllus); denumire populară: carafilă.
- garoafă-de-munte - plantă cu frunze lanceolate, cu flori plăcut mirositoare, albe sau roz, cu peri purpurii (Dianthus superbus).
- gălbinare - plantă erbacee cu tulpina ramificată spre vârf, cu frunze ușor dințate și cu flori purpurii (Serratula tinctoria); vezi și îngălbenire.
- geofit - plantă ale cărei organe aeriene în condiții nefavorabile se usucă, organele subterane supraviețuind în pământ.
- geotropism - tip de tropism care constă în reacția plantei la gravitație; astfel rădăcinile se îndreaptă în jos (geotropism pozitiv), în timp ce partea aeriană se îndreaptă în sus (geotropism negativ); altă denumire: gravitropism.
- germinare - vezi încolțire.
- ghebe de arin - ciuperci comestibile din România, Basarabia și Bucovina de Nord (Flammula alnicola).
- ghimpe:

- vezi spin;
- plantă erbacee care are pe tulpină, la baza frunzelor, spini trifurcați (Xanthium spinosum); sinonime: holeră, dracilă, lipici, pălămidă.
- gineceu - totalitatea organelor femele de reproducere ale unei flori; pistil.
- glădiță - arbore asemănător cu salcâmul, cu ramuri spinoase, flori mici, verzui și fructe păstăi, cultivat pentru perdele de protecție, în păduri etc. (Gleditschia triaconthos).
- glomerul(ă) - tip de fruct format prin creșterea împreună a mai multor fructe provenite din flori independente; tip de inflorescență în care florile par a fi prinse la același nivel de o axă.
- glumaceu - (despre unele organe de plante) asemănător unei glume.
- glumă - bractee membranoasă situată la baza fiecărui spiculeț al unei plante graminee.
- gogoașă - excrescență sferică, apărută pe frunzele sau crengile stejarilor sau ale altor plante, ca urmare a unor boli sau a înțepăturilor unor insecte.
- Gomphidius - gen de ciuperci mic din încrengătura Basidiomycota și ordinul Boletales în familia Gomphidiaceae.
- graminologie - vezi agrostologie.
- granat - vezi spilcuță.
- grapă - vezi ciorchine.
- gravitropism - vezi geotropism.
- grădină botanică - instituție științifică dotată cu o suprafață de teren pe care sunt cultivate (în scopul prezentării și studierii) colecții de plante vii.
- grâul prepeliței - vezi ciormoiag.
- grimpant - (despre plante) cățărător.

## H
- halofite - plante adaptate condițiilor de viață de pe solurile sărăturate (exemple: sărățica, sica etc.).
- halomorfoză - totalitatea modificărilor adaptative, ca rezultat al vieții unor organisme vegetale pe solurile sărate.
- hamei - (Humulus lupulus) plantă erbacee perenă din familia moraceelor, care se cultivă pentru substanța aromatică extrasă din flori (lupulina) și care servește la fabricarea berii.
- haplobiont:

- plantă haploidă cu un număr simplu de cromozomi;
- plantă care fructifică o singură dată.
- haplogeneză - proces de apariție a unor forme noi de plante prin mecanismele fundamentale ale evoluției.
- hasmațuchi - vezi asmățui.
- hașmă - plantă erbacee cu bulb, cu frunze cilindrice și cu flori albe, roz sau albastre, care se prezintă în inflorescențe sferice (Allium ascalonicum); altă denumire: ceapă franțuzească.
- heliofil - (despre plante) care se orientează sau crește orientat către lumină sau în regiuni puternic însorite.
- heliotactism - vezi heliotropism.
- heliotropism -  tip de tropism, proprietate pe care o au unele plante de a orienta spre soare sau spre altă sursă de lumină frunzele și florile; sinonime: fototropism, heliotactism.
- helofită - plantă care crește în bălți și mlaștini cu apă dulce.
- Helvellaceae - familie de ciuperci din încrengătura Ascomycota în Regnul Fungi și ordinul  Pezizales.
- Helvella queletii - specie de ciuperci comestibile saprofite, care trăiesc în România, Basarabia și Bucovina de Nord.
- hermafroditism - vezi androginie.
- heterogamie - formă de înmulțire sexuală prin unirea a doi gameți diferiți ca formă, mărime și structură; sinonim: anizogamie.
- hidroblast - lăstar acvatic.
- hidrocarpie - proces de maturizare a fructelor sub apă.
- hidrocit - celulă vegetală de acumulare și de conducere a apei.
- hidroclinie - fenomen de curbare a tulpinii sau a frunzelor sub influența apei.
- hidrocore - plante ale căror fructe sau semințe sînt adaptate la diseminare prin intermediul curenților de apă.
- hidrocorm - tulpină subacvatică sau plutitoare.
- hidrocriptofite - plante cu organele vegetative scufundate complet în apă.
- hidroestezie - sensibilitate a plantelor față de apă.
- hidrofil - termen care caracterizează o plantă la care polenizarea se face prin intermediul apei.
- hidrofită - plantă adaptată la viața acvatică.
- hidrofitologie - studiul plantelor de apă.
- hidrofob - termen care caracterizează o plantă care nu se poate dezvolta într-un mediu cu un grad ridicat de umezeală.
- hidrogame - plante la care florile se polenizează în apă sau la suprafața acesteia.
- hidromegaterm - (despre plante) care reclamă multă apă și căldură.
- hidromorfic - (despre organe vegetale) adaptat la viața subacvatică.
- hidronastie -  mișcare de curbare, de închidere sau de deschidere a florilor, frunzelor etc., ca răspuns la variația umidității aerului sau a solului.
- hidroplanctofite - totalitatea vegetalelor planctonice din ape.
- hidroplast - formațiune în formă de vacuolă în care se produc granule de aleuronă.
- hidrospor - spor diseminat prin intermediul apei.
- hidrotaxie - mișcare a plasmodiului unor mixomicete sub influența uscăciunii în direcția substratului mai umed sau invers.
- hidrotrofie - dezvoltare inegală a unor părți de organe vegetale datorită diferenței de umiditate.
- hifă - filament din celule care alcătuiește miceliul unei ciuperci.
- higrobiontă - plantă acvatică sau care crește în medii umede.
- higroc(h)azie sau higroc(h)asie - fenomen de punere în libertate a semințelor sau sporilor plantelor în perioade de umiditate excesivă.
- hil - cicatrice aflată pe învelișul seminței, în locul unde aceasta s-a desprins de piciorușul ovulului.
- hrib (cenușiu) - vezi bolet.
- hrib lânos - specie de ciuperci comestibile din România, Basarabia și Bucovina de Nord (Boletus ferrugineus).
- hrișcă - plantă erbacee cu flori albe sau roz și cu semințe mici, lunguiețe și negricioase (Fagopyrum sagittatum); (colectiv) semințele acestei plante, care sînt folosite în alimentația oamenilor și a animalelor.
- Hypericum oblongifolium - specie de plantă din genul Hypericum.

## I
- iarba-fiarelor - vezi barba-ciutei.
- iarba lui Tatin - vezi tătăneasă.
- iarba neagră - vezi buberic.
- iarba șarpelui - vezi broscăriță.
- iarbă de mare - (Zostera marina) plantă erbacee cu frunze liniare și cu flori verzi, care crește pe fundul mării și ale cărei frunze uscate sunt folosite în tapiserie (sinonim zegras).
- iarbă-roșie - vezi ardeiaș.
- ierbar - colecție de plante uscate, ordonată pe grupe sistematice, constituind un material pentru cercetări și documentație științifică.
- ierbos - (despre plante anuale sau bianuale) care are tulpina moale și mlădioasă și se usucă după câteva luni de vegetație.
- incluziuni ergastice - substanțe organice (amidon, aleuronă, picături de grăsime) sau minerale (cristale de oxalat, carbonat sau sulfat de calciu), produse de celula vegetală vie, care rămân închise în citoplasmă sub formă de corpusculi vizibili la microscop.
- indehiscent - (despre fructe) care nu se deschide spontan la maturitate pentru a elibera semințele.
- indigotier - vezi anil.
- inflorescență compusă - inflorescență constituită din mai multe inflorescențe simple.
- inima lemnului - vezi duramen.
- internod -  porțiune a tulpinii unor plante cuprinsă între două noduri.
- iris - vezi stânjenel.
- izocarp - (despre flori) la care numărul carpelelor este egal cu cel al elementelor periantului.
- izogame - plante la care elementele de reproducere sunt asemănătoare.
- izotip - tip al unei specii de plantă pentru două sau mai multe areale geografice.

## Î
- încolțire - (despre plante) răsărire din pământ, trecere de la viața embrionară la viața activă, germinare.
- înmulțire vegetativă - înmulțire asexuată prin bulbi, rizomi, butași etc. (și nu prin semințe, spori).
- înrădăcinare - dezvoltarea și pătrunderea rădăcinilor unei plante în straturile de sol.

## J
- joină - vezi mărăraș.

## K

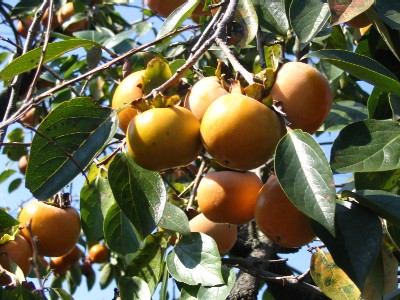
Kaki

- kaki - plantă originară din China cu un fruct moale și dulce, cu aspectul unei tomate; altă denumire: curmal japonez.
- kelp - tip de iarbă de mare întâlnită în Strâmtoarea Magellan.

## L
- labiate - familie de plante dicotiledonate cu frunze opuse și cu flori în inflorescențe compuse.
- labie - formație caracteristică florilor unor plante alcătuită din petale dispuse sub forma unor buze.
- Lactarius uvidus - specie de ciuperci necomestibile din încrengătura Basidiomycota, în familia Russulaceae și de genul Lactarius.
- Lactifluus - gen de ciuperci din încrengătura Basidiomycota.
- lamelă medie (sau mijlocie) - strat care cimentează împreună peretele celular primar a două celule vegetale învecinate.
- lanceolat (sau lanciform) - (despre frunze sau alte părți ale plantelor) care are forma unui vârf de lance.
- laptele cucului - (Euphorbia epithymoides) plantă erbacee cu flori galbene, a cărei tulpină conține un suc lăptos amar.
- lămâioară - vezi cimbru de câmp.
- lămâiță:

- (Philadelphus coronarius) arbust ornamental cu flori mici de culoare albă, ale cărui frunze, frecate în mână, răspândesc un miros de lămâie;
- (Lippia citriodora sau Aloysia triphylla) plantă de tip arbust cu frunze dințate, ascuțite la vârf și cu flori roșii, albe, purpurii sau liliachii, plăcut mirositoare.
- lăstar - ramură tânără care se dezvoltă din rădăcina sau tulpina unei plante lemnoase.
- lemnul-bobului - vezi bobițel.
- liber:

- complex prin care circulă seva elaborată; vezi și fibre liberiene;
- parte a scoarței plantelor care cuprinde acest complex de vase și în care se află țesuturile de nutriție, de susținere etc.;
- fibre extrase din scoarța unor arbori.
- licheni - organisme simbiotice, adică o asociere mutualistă între o ciupercă (numită micoriză) și o algă sau cianobacterie.
- lignificare - fenomen prin care membranele anumitor celule vegetale se îmbogățesc în lignină.
- limb - partea lată (și verde) a frunzei, legată de ramură (sau de tulpină) prin codiță (pețiol).
- limba apei - vezi broscăriță.

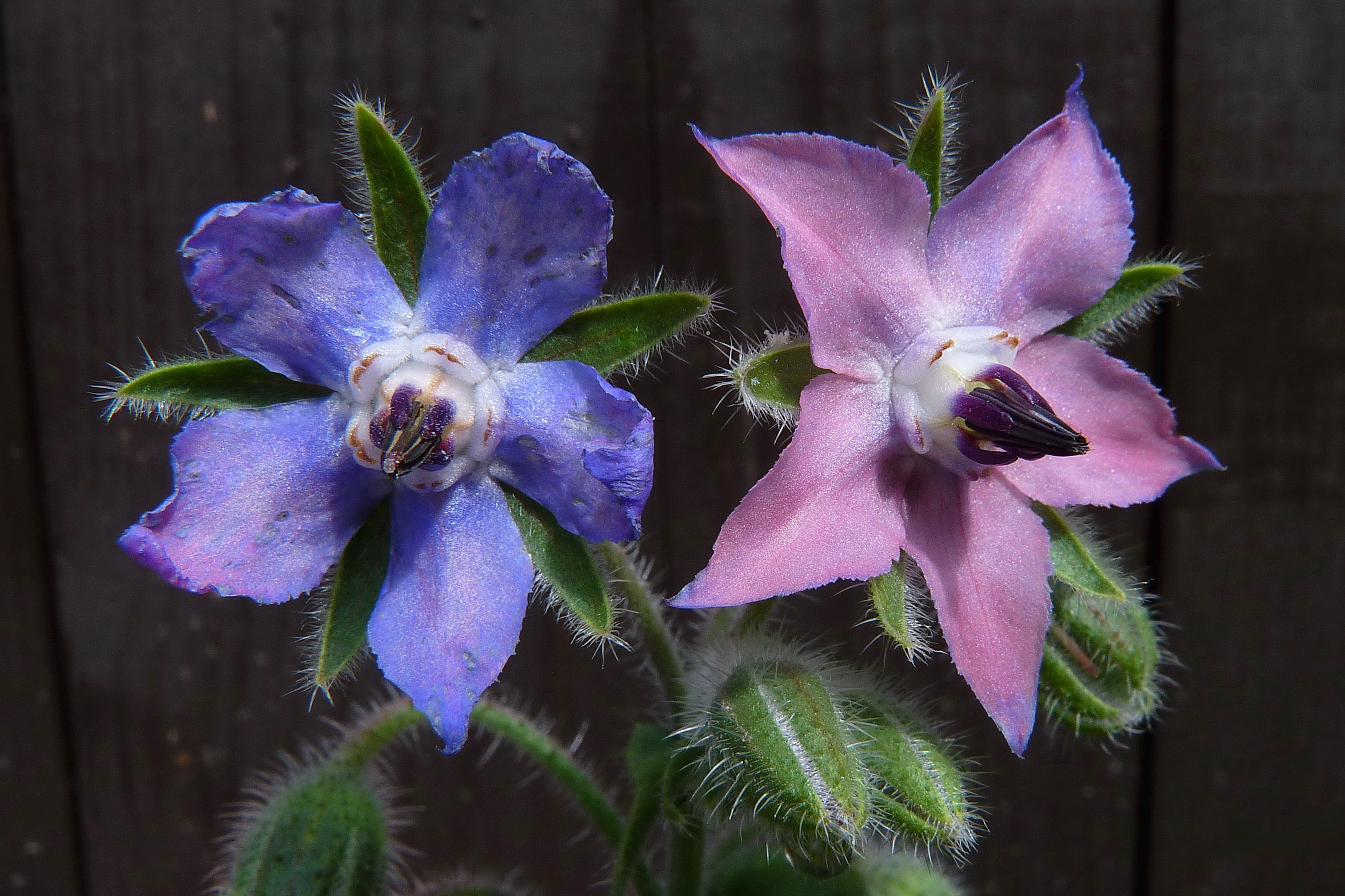
Flori de limba mielului

- limba mielului - plantă erbacee din familia Boraginaceae și care conține diverse substanțe active (Borago officinalis).
- limnofite - hidrofite fixate pe fundul apelor dulci ale lacurilor.
- lináriță - plantă erbacee anuală, din familia scrofulariaceelor, răspândită în zonele temperate ale Europei și ale Asiei, cu frunze înguste, asemănătoare cu ale inului, flori galbene, albastre sau violete, de forma gurii-leului, dispuse în ciorchini, cu fructe capsule conținând semințe aripate, folosită în medicina populară (Linaria vulgaris); alte denumiri: buruiană-de-in, in sălbatic, bumbac de câmp.
- lintiță - (Lemna) nume dat mai multor plante acvatice lipsite de frunze și adesea de rădăcini, cu tulpina lățită, care formează colonii pe suprafața apelor stătătoare sau care curg lin.
- lob - diviziune, prelungire, excrescență a unei frunze, a unei petale sau a unei sepale, separată de rest prin crestături adânci.
- lobelie - plantă exotică (Lobelia inflata) cu flori frumos colorate, din care se extrage lobelina.
- lojă:

- cavitate în floarea unei plante, în care se găsesc ovulele sau polenul; cavitate în fructul unei flori, în care se găsesc semințele;
- fiecare dintre cele două părți ale staminei, care conțin polenul.

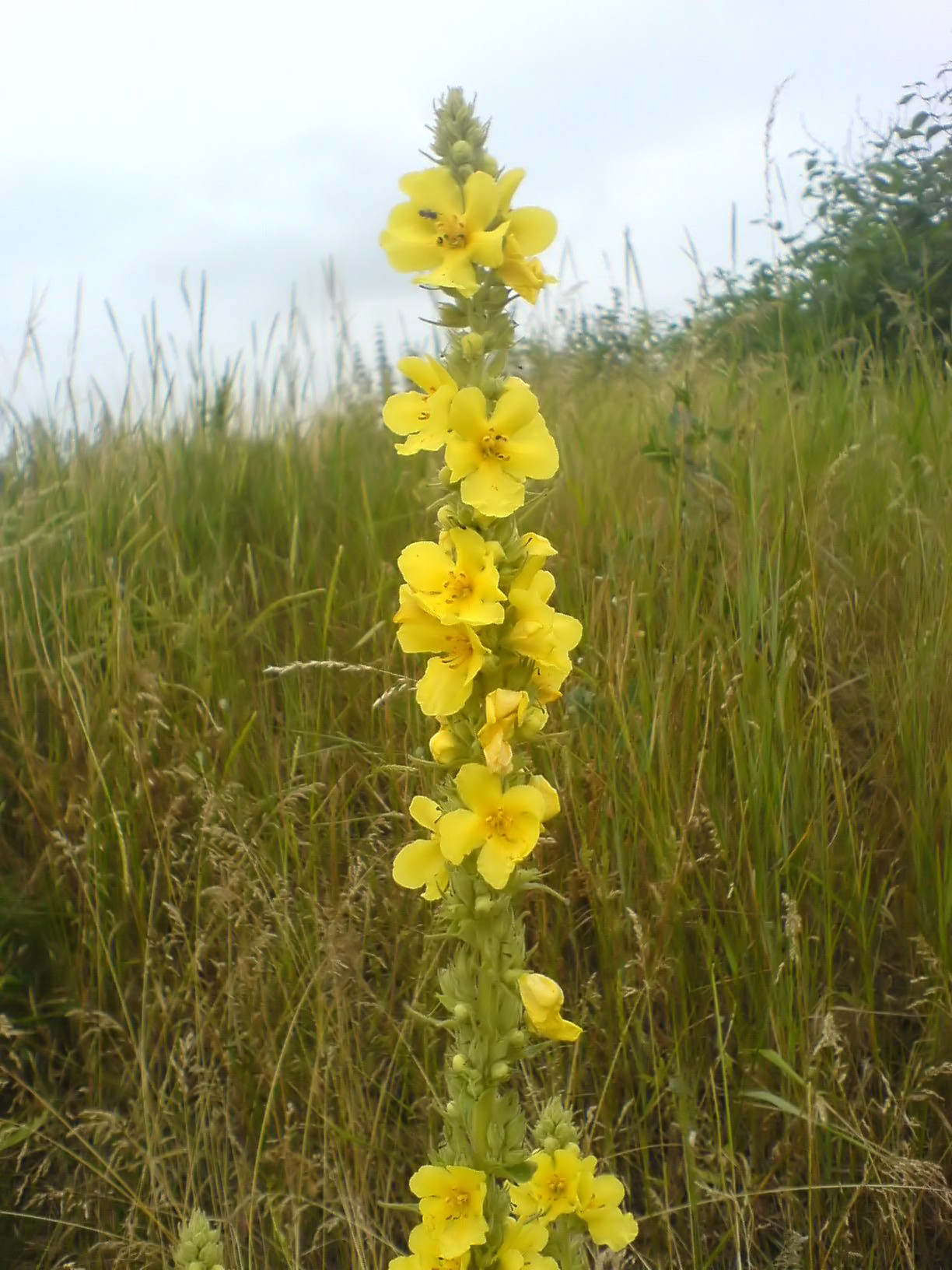
Lumânărică

- lumânărică - plantă erbacee cu flori gălbui, dispuse într-un spic lung și dens (Verbascum phlomoides); sinonime: coada-boului, coada-lupului, coada-vacii, corovatic, lipan[2], lumânărica-domnului.
- lumen - canal al unui organ cavitar sau al unor fibre textile.

## M
- macropod - cu pedunculii lungi.
- mahon - vezi acaju.
- măduvă - zona interioară, centrală, moale a tulpinii plantelor; inima tulpinii.
- mărăraș - plantă erbacee acvatică din familia umbeliferelor, cu flori mici, albe, care formează umbele mari; sinonime: chimion-de-apă, chimion-de-baltă, cucuțică-de-bălți, joină, mărariu-bălților (Oenanthe phelladrium).
- mărgărită - vezi aurat.
- mărul-lupului - vezi aristoloh.

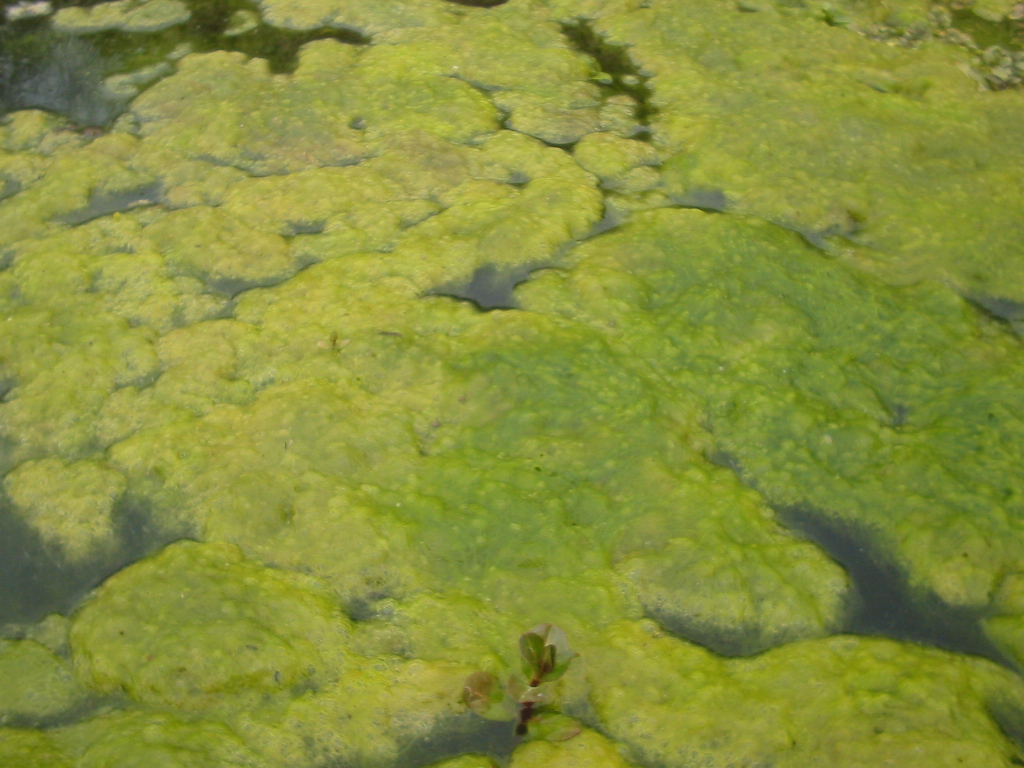
Mătasea broaștei

- mătasea broaștei - (Spirogira) denumire dată unor alge verzi, filamentoase, care formează mase plutitoare la suprafața apelor dulci stătătoare (vezi și cămașa-broaștei).
- mătrăgună - vezi beladonă.
- mânătarcă - vezi bolet.
- mâț(ișor) - vezi ament.
- mericarp - parte a unui fruct articulat, la Malvaceae și umbelifere.
- mericarpie - fragmentare în bucăți a fructelor articulate.
- merisporocist - sporange cilindric format pe columela sporangioforului.
- meristem - țesut vegetal tânăr la extremitatea rădăcinii, tulpinii și ramurilor, care se înmulțește continuu în vederea creșterii acestora.

- meristem apical - regiune de pe vârful fiecărui lăstar și rădăcinilor unei plante, în care diviziunea  celulei  are loc continuu, pentru a produce respectiv țesuturi noi de tulpină și rădăcini.

- mezobiotic - (despre semințe sau propagule) care, în condiții bune de păstrare, trăiește 3-15 ani
- mezocarp - strat median al pericarpului, constituind partea cărnoasă a unui fruct.
- mezofanerofite - tip de fenerofite sempervirescente, cu mugurii de reînnoire neacoperiți în anotimpul nefavorabil.
- mezofit - (plantă) care se dezvoltă în condiții de temperatură și de umiditate mijlocii.
- miceliu - sistem de filamente subțiri și ramificate care alcătuiește aparatul vegetativ al majorității ciupercilor.
- micologie - ramură a botanicii care studiază sistematica, morfologia și biologia ciupercilor în legătură cu daunele pe care le provoacă și cu rolul acestora ca producătoare de substanțe utile (de exemplu antibioticele).
- micropil - canal microscopic situat în partea apicală a ovulului plantelor superioare, prin care tubul polinic pătrunde la oosferă.
- molúră - plantă erbacee aromatică din familia umbeliferelor, cu flori galbene, ale cărei fructe sunt utilizate în medicină; sinonime: anason-mare, anason-dulce, anason-nemțesc, chimen-dulce, secărea-de-grădină (Faeniculum vulgare).
- monoadelf - cu staminele reunite într-un singur mănunchi.
- monoandru - (despre flori) care are doar o singură stamină.
- monoic - (despre plante) care are flori unisexuate, masculine sau feminine, dispuse pe același individ; vezi și androginie.
- mugur - organ al plantelor superioare, format dintr-un vârf vegetativ și din frunze tinere (nedezvoltate încă) acoperite de frunzulițe solzoase; vezi și boboc.
- mugur adventiv - mugur care se dezvoltă din țesuturi definitive.
- muscinee - vezi briofite.
- mușchi - vezi briofite.
- mușețel galben - plantă perenă din familia compozitelor, caracterizată prin flori radiale galbene-aurii, rar albe, cele centrale galbene, dispuse în capitule (Anthemis tinctoria); alte denumiri: floare de pernă, bumbișor.

## N

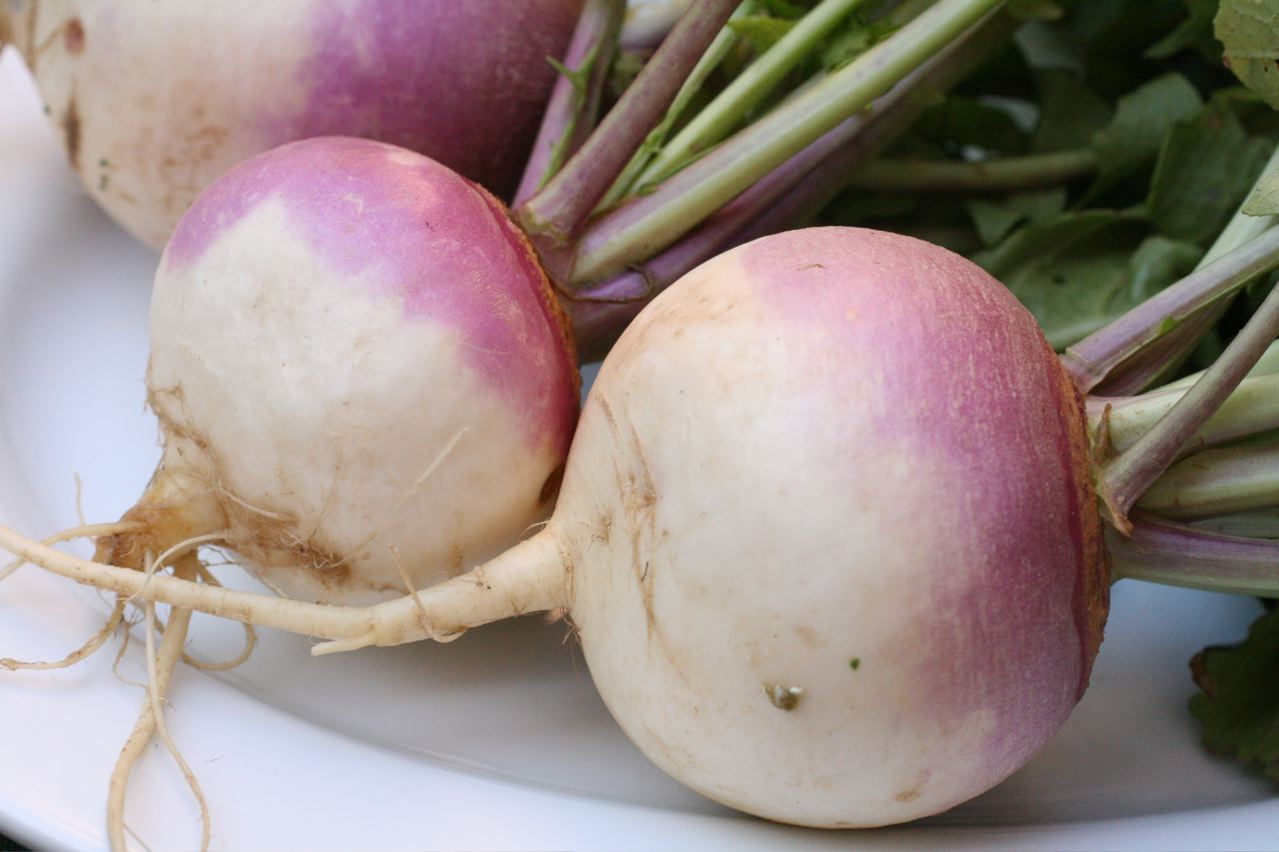
Rădăcini de nap

- nap - plantă erbacee comestibilă, din familia cruciferelor, cu frunzele crescute în formă de rozetă și cu rădăcina în formă ovală și cărnoasă (Brassica napus).
- năsturel:

- plantă erbacee cu florile mici, galbene, folosită în medicină (Nasturtium officinale); altă denumire: brâncuță;
- plantă erbacee din familia cruciferelor, cu tulpina păroasă și cu florile mici, galbene (Sisymbrium officinale).
- năvalnic - (Scolopendrium vulgare) specie de ferigă cu frunze mari, lucitoare, în formă de lance, dispuse în rozete, folosită în medicina populară.
- nectarie - glandă vegetală, a plantelor angiosperme, care produce nectar.
- neghină - buruiană anuală din familia cariofilaceelor cu tulpina și cu frunzele păroase, cu flori roșii-purpurii, cu sămânța măruntă, de culoare neagră, răspândită în culturile de grâu (Agrostemma githago).
- negrilică (sau negrușcă) - plantă erbacee din familia ranunculaceelor, cu flori albe-albăstrui, cu fructul o capsulă conținând numeroase semințe negre, folosite drept condiment (Nigella sativa); alte denumiri: cernușcă, chimen negru.
- neofite - plante antropocore încetățenite pe alte continente și în timpuri mai recente.
- nervură:

-  fiecare dintre fasciculele conducătoare liberiene lemnoase care străbat limbul frunzelor și prin care circulă seva;
- fiecare dintre ramificațiile cele mai subțiri ale rădăcinii unui arbore.
- nod (vezi și internod):

- proeminență pe trunchiul unui arbore, pe tulpina unei plante sau la încheietura unui cotor;
- punct de unde încep sa crească crengile pe tulpina sau frunzele pe lujer.
- nopal - vezi Opuntia ficus-indica.
- nuculă - tip de fruct de forma unei nuci mici.

## O

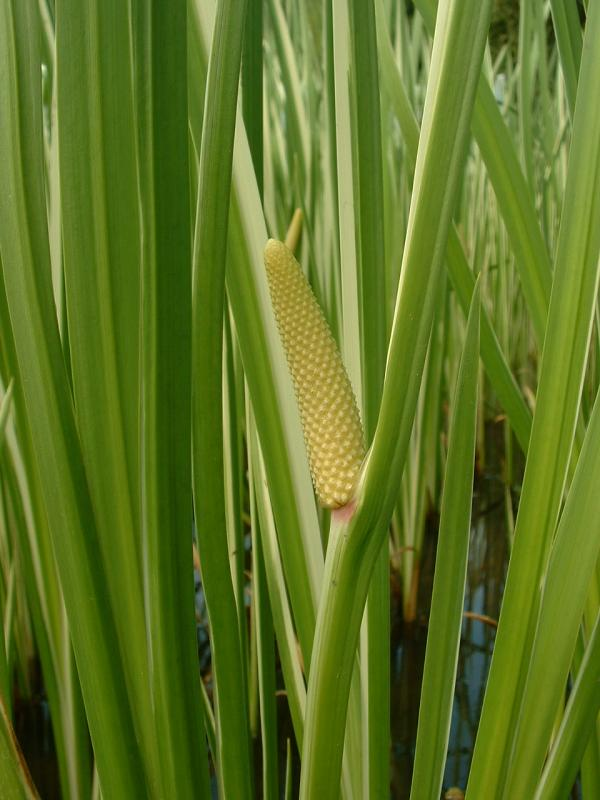
Obligeană

- obligeană - plantă erbacee perenă, originară din India, cu miros aromatic, cu rizom cărnos, cu frunze liniare lungi și cu flori gălbui, care crește pe marginea apelor ori este cultivată, fiind folosită în medicină și în parfumerie (Acorus calamus).
- obovat (sau oboval) - (despre frunze, petale, sepale etc.) care are lățimea cea mai mare în treimea superioară.
- ochelariță - plantă erbacee din familia cruciferelor, cu frunzele bazale dispuse în rozetă, cu flori galbene și cu fructele în formă de ochelari (Biscutella laevigata); altă denumire: chelărel.
- ochii-păsăruicii - plantă erbacee cu frunze lanceolate și cu flori albastre, albe sau roșii (Myosotis palustris).
- ochiul-boului - nume dat mai multor plante din familia compozeelor, cu inflorescențe mari, albe sau viu colorate.
- ochiul-lupului:

- plantă erbacee cu flori mici albastre și cu fructe nucule (Lycopsis arvensis);
- plantă erbacee cu tulpina ramificată și cu florile dispuse în formă de spice (Plantago indica).
- ochiul-șarpelui:

- planta erbacee cu frunze mici în formă de rozetă, acoperite cu peri albi mătăsoși, cu flori albastre, rar albe, plăcut mirositoare (Eritrichium nanum);
- mică plantă erbacee cu frunze păroase și cu flori mici, albastre închis (Myosotis arvensis).
- ochii-șoricelului - mică plantă erbacee cu tulpini roșietice, cu frunzele bazale dispuse în rozetă, cu flori alburii, rareori liliachii (Saxifraga adscendens).
- oligotrof - se referă la plante care trăiesc în soluri sărace în nutrienți.
- omag - vezi aconit.
- ombrofil - vezi sciafil.
- oosferă -  celulă reproducătoare femelă a plantelor care, în urma fecundației, devine oul plantei.
- Opuntia ficus-indica - plantă arborescentă, exotică, cu florile mari, galbene și cu frunzele groase, cultivată ca plantă de ornament și al cărei fruct este comestibil; altă denumire: nopal.
- ortoclad - (despre o plantă) cu ramuri drepte.
- ortofite:

- plante care prezintă dezvoltare normală;
- plante care, în dezvoltarea lor ontogenetică, parcurg toate etapele ciclului evolutiv.
- ortofototaxie - orientare a organismului vegetal în linie dreaptă sub influența luminii.
- ortofototrop - a cărui lumină influențează direct plantele
- ortoheliotropic - (despre frunze) orientat drept spre sursa de lumină.
- ortonastie - mișcare a organelor vegetale având plan de simetrie staționară și, de obicei, verticală.
- ortosperm - (despre fructe) a cărui sămânță are o poziție dreaptă; cu endospermul plan pe fața internă a mericarpului.
- ortostih - linie verticală care unește mugurii sau frunzele dispuse unele sub altele în lungul tulpinii.
- ovar - partea inferioară a pistilului, formată din carpele, care conține ovulele și care, după fecundație, se transformă în fruct.
- oxicarp - cu fructe ascuțite.
- oxigenomorfoză - modificare morfologică și funcțională a vegetalelor datorită influenței oxigenului.
- oxigenotaxie - mișcare orientativă a plantei sub influența repartiției inegale de oxigen.
- oxigeofite - plante care cresc pe terenurile bogate în humus.
- oxisperm - cu semințe ascuțite.

## P
- pai - tip de tulpină simplă, în general fără ramificații și cu internodurile lipsite de măduvă, caracteristic pentru cereale (grâu, orz, orez etc.) și pentru alte plante din familia gramineelor.
- palinologie - ramură a botanicii care se ocupă cu studiul polenului și al sporilor.
- palmier (african) de ulei  - vezi Elaeis guineensis.
- panicul - inflorescență formată dintr-un ciorchine compus, ale cărui ramuri secundare sunt și ele ramificate și poartă spiculețe sau capitule.
- papilă - mică protuberanță rigidă alungită de pe suprafața unor părți ale plantei.
- Papilionanthe Miss Joaquim - hibrid de orhidee, floarea națională a statului Singapore.

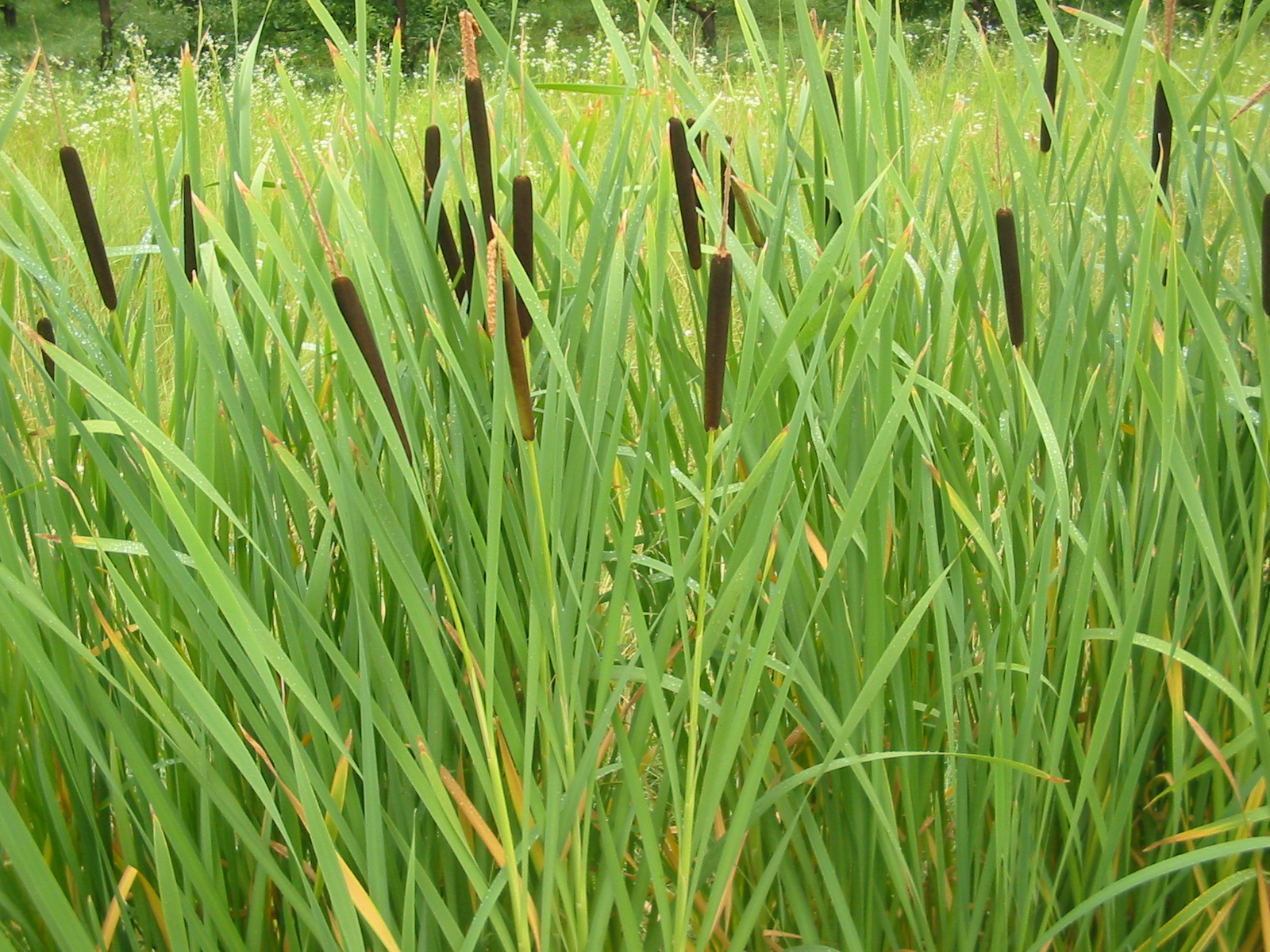
Papură

- papură - grup de plante erbacee acvatice, cu tulpina înaltă, neramificată, cu frunze lungi și înguste, cu flori unisexuate, care crește în locuri mlăștinoase (Typha), din care cea mai cunoscută este Typha angustifolia; alte denumiri: berbecuț, rogoz, șovar.
- parenchim - țesut vegetal fundamental, bogat în spații intercelulare, care formează cea mai mare parte a organelor moi ale plantelor.
- patobiont - organism heterofit care produce boli la plante și care se hrănește cu substanțe organice gata sintetizate (sinonim: patotrof).
- patofit - (agent patogen) care provoacă îmbolnăvirea plantelor.
- patomorfogen - (despre vegetale) care produce modificări morfologice din cauza unui agent patogen.
- patotrof - vezi patobiont.
- păducel - vezi albaspină.
- părăluță - plantă erbacee din familia asteraceelor, cu flori mici și rotunde, frumos colorate, dispuse în capitule; alte denumiri: bănuț(el), bumbișor.
- păstaie - fruct caracteristic plantelor din familia leguminoaselor, format din două valve în care sunt închise semințele; teacă.
- pecetea lui Solomon - vezi polygonatum.
- pedicel - mic peduncul care susține frunza, floarea (într-o inflorescență) etc.
- pedicul - picior care susține un organ oarecare (la ciupercă, la licheni etc.).
- pedicuță - plantă veșnic verde, cu aspect de mușchi, care crește prin pădurile de fag și brad și are proprietăți terapeutice (Licopodium clavatum).
- peduncul - formație vegetală (codiță) prin care floarea (inflorescența) sau fructul se leagă de ramură.
- penat - (despre frunze) care are nervurile secundare sau foliolele așezate de o parte și de alta a nervurii principale sau a pețiolului, ca firele unei pene.
- peniță - numele a două specii de plante erbacee cu flori alburii, care cresc în ape adânci, stătătoare sau lin curgătoare (Myriophyllum spicatum și verticillatum); altă denumire: brădiș.
- pericarp - ansamblul straturilor de țesuturi care alcătuiesc pereții unui fruct; vezi și mezocarp.
- perioadă de vegetație -  interval de timp în care plantele își desăvârșesc întregul ciclu biologic.
- pervincă - vezi saschiu.
- pețiol - parte a frunzei care susține limbul și care se prinde de tulpină sau de ramuri; codiță.

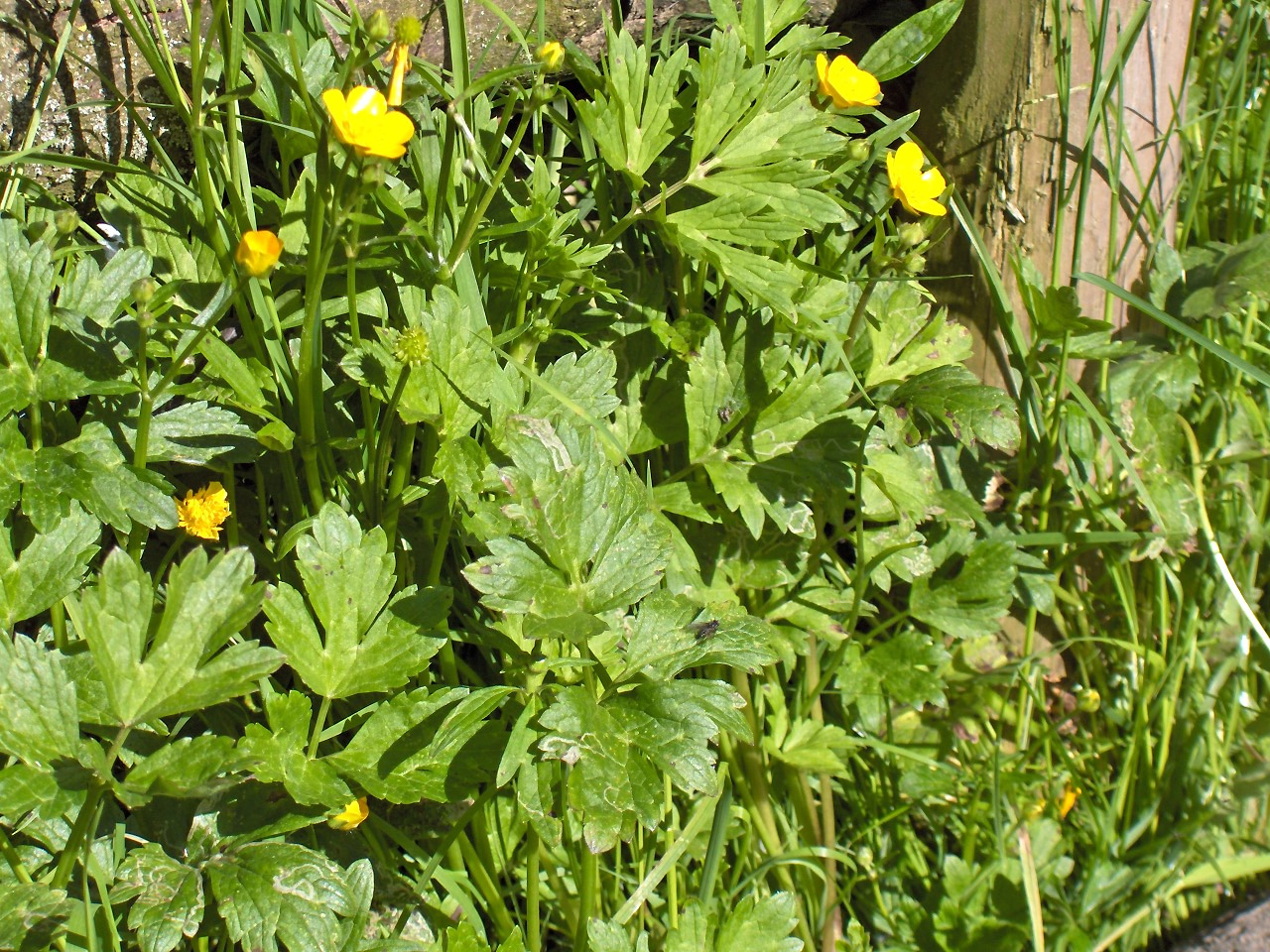
Piciorul cocoșului

- piciorul cocoșului - nume dat unor plante erbacee, din familia Ranunculaceae, cu frunze lobate și cu flori galbene (Ranunculus).
- Pinaceae - familie de conifere cuprinzând arbori din specia bradului (Abietaceae).
- pin-de-Chile - vezi araucaria.
- plagiodrom - cu nervurile terțiare perpendiculare pe cele secundare.
- plagiofil - cu frunze oblice.
- plagiofototaxie - dispoziție oblică pe razele de lumină a granulelor de clorofilă.
- plagiotrop(ic):

- (despre organe vegetale) cu o poziție oblică sau orizontală față de direcția razei Pământului;
- (despre plante) cu orientare oblică sau orizontală față de direcția excitației.
- plantă - organism vegetal cu o organizare mai simplă decât a animalelor și care își extrage hrana prin rădăcini, caracterizându-se prin prezența clorofilei, prin faptul că membrana celulei este formată din celuloză și, în cazul speciilor superioare, prin alcătuirea corpului din rădăcină, tulpină și frunze.

- plantă agățătoare - plantă cu tulpină lungă, care se poate agăța cu ajutorul unor organe speciale sau prin răsucire.
- plantă medicinală -  denumire generică pentru speciile vegetale, cultivate sau spontane, care prin compoziția lor chimică au proprietăți farmaceutice și sunt folosite în terapeutica umană și veterinară.
- plantă ornamentală - plantă cultivată cu scop decorativ.
- plantă superioară - plantă care se află pe treapta cea mai avansată a unei evoluții, care a atins un nivel înalt de evoluție; cu o evoluție avansată.
- plantă tehnică - plantă cultivată pentru a fi utilizate ca materie primă în diferite ramuri industriale.

- plasmoliză - fenomen de contracție și de desfacere a citoplasmei, provocat de pierderea apei din țesutul vegetal viu.
- plătică - (Gleditschia triacanthos) arbore numit astfel din cauza formei caracteristice a frunzelor sale.
- pliscul cocorului - vezi ciocul cucoarei.
- pojarniță - vezi sunătoare.
- polaritate - proprietate a unui organism vegetal sau a unei părți din el de a forma două puncte de creștere cu proprietăți diferite.
- poligală - mică plantă erbacee cu flori albastre, roșii sau (rar) albe, dispuse în raceme, cu fructe capsule, întrebuințată, pentru proprietățile sale expectorante, contra afecțiunilor pulmonare (Polygala vulgaris); alte denumiri: șopârliță, șerpăriță, șerpânță, amăreală, buricul-pământului.
- polygonatum - gen originar din emisfera nordică, erbacee, cu rizom târâtor, flori albe, campanulat-alungite, iar fructul este o bacă cu puține semințe; alte denumiri: pecetea lui Solomon, coada cocoșului.

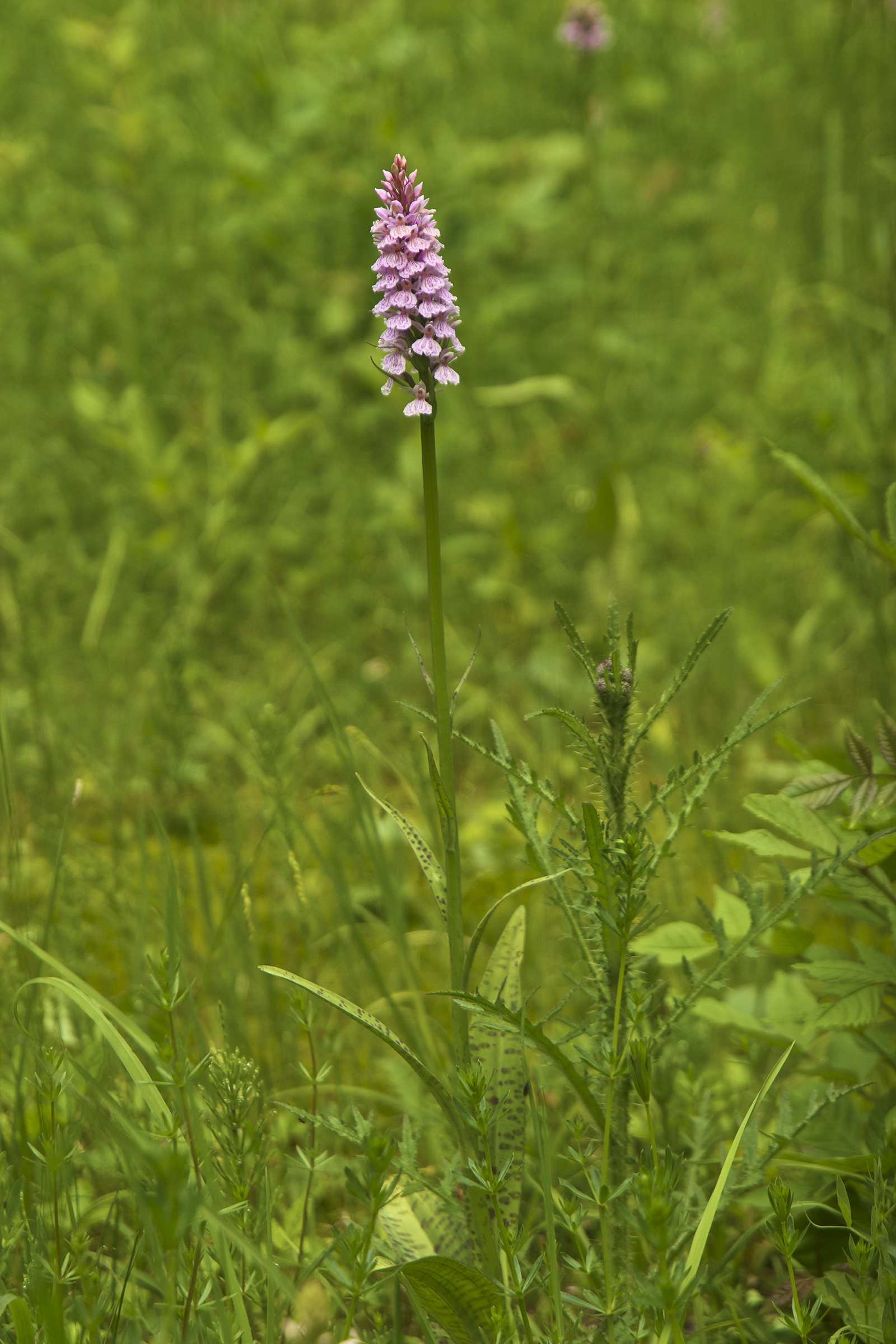
Poroinic

- poroinic - nume dat mai multor plante erbacee din familia orhideelor, cu tuberculi, cu frunze oblonge, lucitoare, cu flori mari, plăcut mirositoare, grupate într-un spic și care cresc în păduri umede și umbroase:

- (Orchis purpurea) bujor, gemănariță, sculătoare, untul-vacii;
- (Orchis militaris) bujor, bujorel, gemănariță, sculătoare, untul-vacii;
- (Orchis mascula) salep, bujor, gemănariță, sculătoare, limba-cucului, untul-vacii.
- potcapul-călugărului - plantă erbacee din familia compozeelor, cu frunze păroase și cu flori galbene dispuse în capitule (Leontodon hispidus).
- potroacă - vezi țintaură.
- priboi -  plantă erbacee cu frunze plăcut mirositoare și cu flori roșii și albe.
- propagulă - formație în celule filamentoase sau frunzoase care asigură înmulțirea vegetativă la mușchi și la alge.
- punct de creștere - mic vârf conic pe un organ axial al unei plante, format din țesut de tip meristem.
- pustulă:

- veziculă care se formează pe tulpina sau pe frunzele plantelor atacate de ciuperci parazite;
- acumulare de spori sau de conidii, provocată de ciupercile parazite sub cuticula sau epiderma plantei-gazdă.
- pușca-dracului - planta erbacee, din ordinul Asterales, familia Campanulaceae, răspândită în zonele montane, endemică în Carpații Meridionali și Orientali, cu flori, de obicei albastre, capăt terminal globulos (Phyteuma tetramerum).

## Q
- quebracho - arbore din America de Sud (Schinopsis lorentzii), cu lemnul foarte dur, bogat în tanin.

## R
- racem - vezi ciorchine.
- radicelă - rădăcină secundară care se dezvoltă din rădăcina principală.
- ram(ură) - fiecare dintre ramificațiile unei tulpini de plantă.

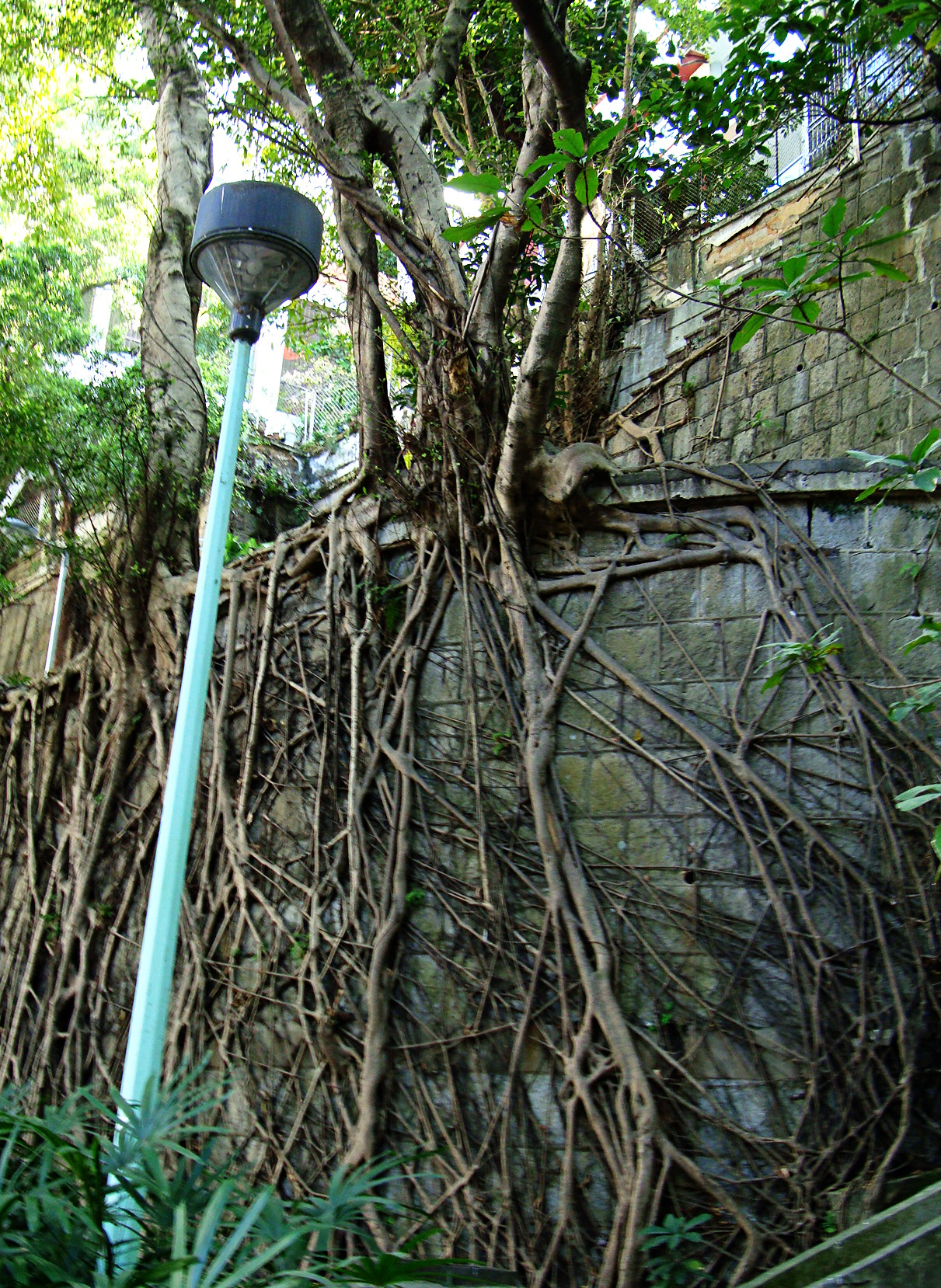
Rădăcini de arbori

- rădăcină - parte a unei plante superioare prin care aceasta se fixează de sol și își absoarbe substanțele hrănitoare.
- rădăcină adventivă - rădăcină care se dezvoltă pe diferite părți ale plantei (tulpină, frunze), în anumite condiții de mediu, adeseori ca urmare a aplicării unor procedee de cultură sau de multiplicare a plantelor (altoire, marcotaj etc).
- reproducere vegetativă - formă de reproducere asexuată, în care o nouă plantă crește dintr-un fragment sau butaș al plantei-părinte sau din structuri de reproducere specializate.
- rizodermă - strat celular extern al rădăcinii, din care iau naștere perii absorbanți.
- rizoid - organ de fixare și de absorbție al unor plante inferioare, constituit din filamente simple sau ramificate cu peretele foarte subțire.
- rizosferă - strat de pământ în care se găsesc rădăcinile plantelor.
- rogoz - vezi papură.
- roșcov - mic arbore din familia leguminoaselor, originar din Arabia, cultivat în regiunea mediteraneeană, cu frunze compuse, cu foliole eliptice, persistente, cu fructe (păstăi) lungi, dulci și comestibile (Ceratonia siliqua); altă denumire: carub.
- rotoțele albe - plantă erbacee cu tulpina dreaptă, cu frunzele lanceolate și dințate și cu flori albe-gălbui, dispuse în capitule (Achillea ptarmica).
- roua cerului - (Drosera rotundifolia) mică plantă erbacee insectivoră, cu flori mici, albe și cu frunze lunguiețe dispuse în rozetă bazală, acoperite de peri care secretă o substanță vâscoasă.
- rujă - vezi arșinic-de-cățun.
- Rubroboletus - gen de ciuperci al încrengăturii Basidiomycota și ordinului Boletales  din familia Boletaceae; denumiri populare: hrib, mânătarcă.

## S
- sagitaria - (Sagittaria) plantă erbacee din apele dulci, calme, cu frunze aeriene în formă de vârf de săgeată, sinonim: săgeata apei.

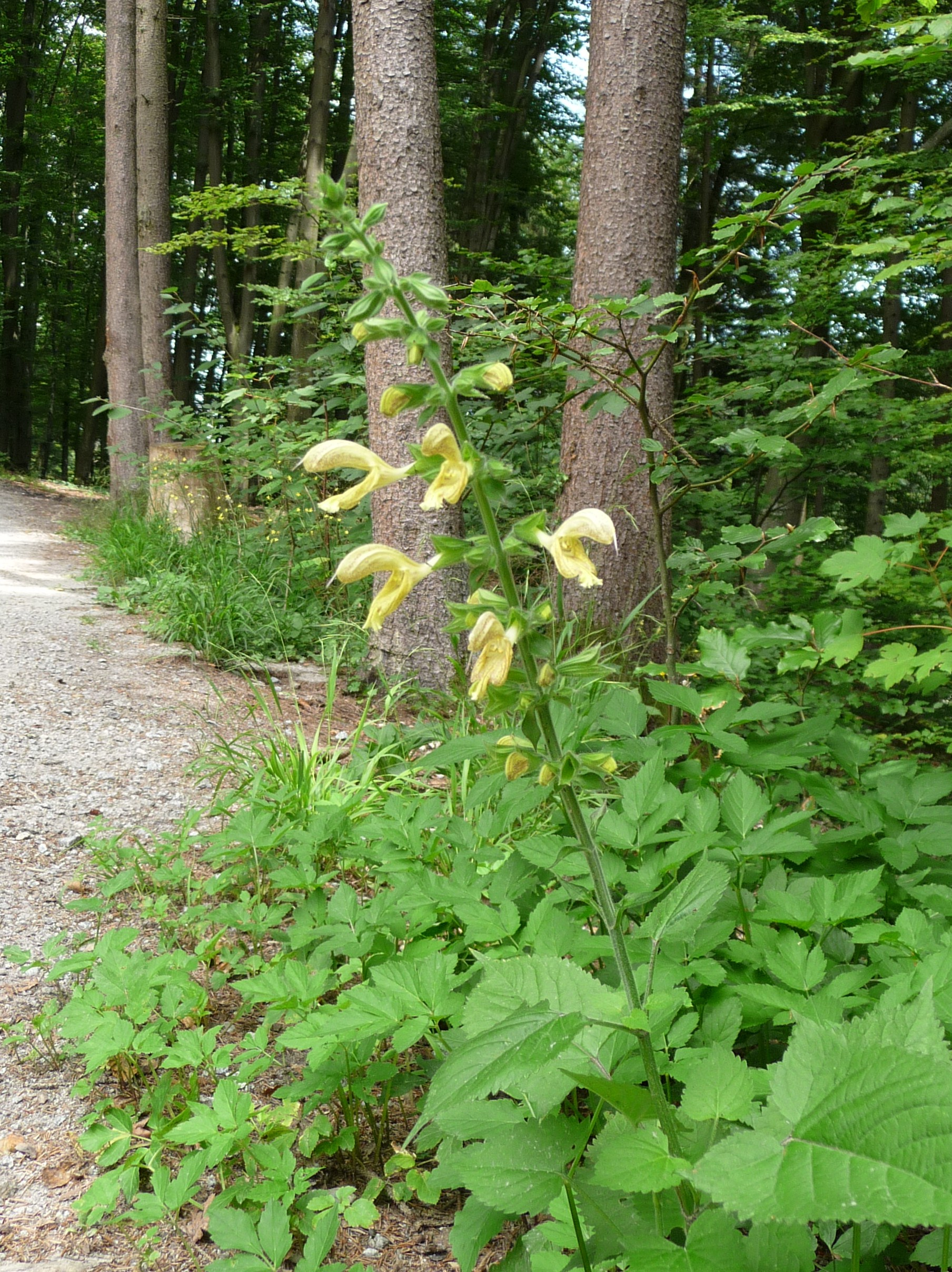
Salvia glutinosa

- Salvia glutinosa - plantă erbacee din familia labiatelor, cu tulpina înaltă și cleioasă și cu florile galbene punctate cu brun; alte denumiri: cinsteț, brânca-porcului, salvie-cleioasă.
- salvie-cleioasă - vezi Salvia glutinosa.
- samară - achenă aplatizată, prevăzută cu aripi, ceea ce permite ca sămânța să fie ușor dispersată de vânt.
- sanguisorba - plantă ierboasă, cu florile la început verzi, devenind apoi roșietice (Poterium sanguisorba); denumire populară: cebare.
- santal - nume dat mai multor specii de arbori tropicali, având, după varietăți, lemnul alb, dens și mirositor sau brun-roșiatic și fără miros, cu frunze mari și cu flori grupate în ciorchini (Santalum); sinonim învechit: calembec.
- saprofit - organism vegetal sau microorganism care își procură hrana din substanțe organice în descompunere.
- saschiu - numele a două plante erbacee cu tulpina întinsă pe pământ și cu frunze persistente lucioase, una cu flori albastre (Vinca herbacea), cealaltă cu flori albastre, roșii sau albe (Vinca minor); alte denumiri: brebenoc, pervincă.
- săgeata apei - vezi sagitaria.
- sâmbure - parte din interiorul unor fructe, cu învelișul lemnos, care conține sămânța; partea moale a seminței, care conține substanța germinativă.
- scai măgăresc - vezi anghinară sălbatică.
- scânteiuță - vezi brumărea.
- sc(h)ia(do)fil - (despre plante) care prezintă afinitate pentru locurile umbroase;  sinonime: sciofil, scotofil, ombrofil.
- sciofil - vezi sciafil.
- scoarță - vezi coajă.
- scotofază - perioadă a fotosintezei în care au loc reacții de întuneric.
- scotofil - vezi sciafil.
- scototaxie - orientare pozitivă a organelor vegetale către întuneric.
- secțiune - rang taxonomic sub gen, dar deasupra speciei.
- sempervirescent - (despre organele plantelor) care este totdeauna verde (antonim: deciduu).
- sesil - (despre frunze, flori, fructe) fixat direct pe suport, fără pețiol sau peduncul.
- sevă - lichid nutritiv bogat în săruri minerale, care circulă prin vasele plantelor, constituind hrana acestora.
- silicícole - plante adaptate la sol bogat în bioxid de siliciu; exemple: hrișcă, pir, secară, salcâm.
- silículă - tip de fruct uscat dehiscent al unor plante crucifere, asemănător cu silicva, dar mai scurt și cu un fals perete despărțitor în interior; vezi și capselă.
- silícvă - tip de fruct dehiscent în formă de păstaie, caracteristic plantelor din familia cruciferelor, împărțit în interior printr-o membrană subțire, pe care sunt prinse semințele; vezi și siliculă.
- sisinel de munte - vezi dedițel.
- smârdar - vezi bujor de munte.
- smochinul pagodelor - vezi banian.
- solz - fiecare dintre frunzulițele care acoperă și apără bulbii, mugurii și alte organe ale plantelor.
- somnișor - vezi apărătoare.
- sorbestrea - plantă erbacee din familia rozaceelor, cu tulpina dreaptă, cu frunze lucioase, crestate pe margini și cu flori hermafrodite lipsite de corolă (Sanguisorba officinalis); denumire populară: ceapă-rea.
- spermatofite - plante superioare cu structura diferențiată în rădăcină, tulpină, frunze, flori și care produc semințe; sinonime: fanerogame, antofite.
- spiculeț - fiecare dintre micile flori sau inflorescențe care împreună formează spicul plantelor graminee.
- spilcuță - plantă erbacee aromatică cu frunze lobate și cu flori albe sau galbene (Chrysanthemum parthenium); alte denumiri: granat, bumbișor.
- spin - prelungire tare și ascuțită care crește pe tulpina, pe ramurile sau pe alte părți ale unor plante; sinonime: ghimpe, țep.
- sporange - organ în formă de săculeț în care se dezvoltă sporii la plantele criptogame.
- sporofit - organism vegetal născut prin fecundare, care, la maturitate, produce spori pentru înmulțire (vezi și gametofit).
- stânjenel - plantă erbacee perenă cu frunze lungi și cu flori mari, violete, albe sau galbene, folosită în farmacologie, parfumerie (sinonim: iris).
- steaua cavalerului - vezi amarilis.
- steaua-Fecioarei-Maria - vezi ceasornic.
- steaua-pământului - (Geaster hygrometricus) ciupercă de pământ de culoare brună, având forma unei sfere înconjurată la bază de mai multe fâșii dispuse radial.
- steliță - vezi aster.
- stereochineză (sau stereokineză) - reacție a organismului vegetal ajuns în contact cu o suprafață solidă la care tinde să adere sau să o evite.
- stereofil - cu frunze tari.
- stereosperm - cu semințe tari.
- stil - porțiune subțire și cilindrică a pistilului, care pornește de la ovar și se termină cu stigmatul.
- stromă:

- grup de lamele între care se găsește clorofila unor plante;
- organ de rezistență al unor ciuperci, în care se află elementele de înmulțire.
- strugure - fructul viței-de-vie, în formă de ciorchine.
- suc - lichid care circulă prin tuburile capilare ale plantelor.
- sunătoare - plantă erbacee (Hypericum perforatum) perenă medicinală, înaltă de 20-100 cm, cu frunze opuse și flori galbene; frunzele, sepalele și petalele conțin uleiuri eterice, tanin, rășină, vitamina C, materii colorante roșii și galbene etc.; altă denumire: pojarniță.
- supramaturație - stadiu al semințelor și fructelor după ce au atins faza maturității fiziologice.

## Ș
- șalază - regiune situată la baza nucelei în ovulul plantelor cu flori.
- șerpăriță (sau șerpânță) - vezi poligală.

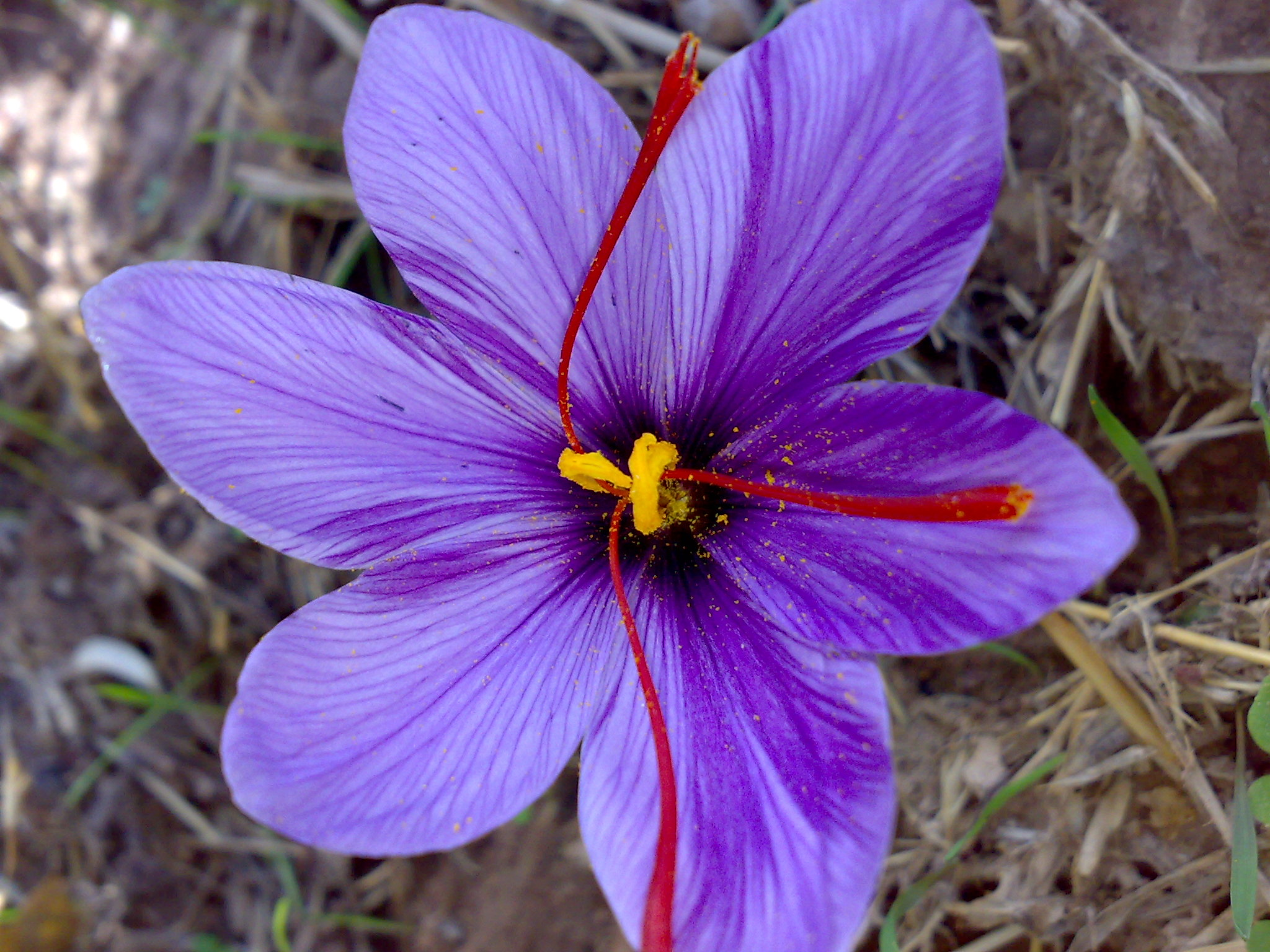
Șofran

- șofran - plantă erbacee cu frunze lungi și înguste și cu florile violete cu linii purpurii, din care se extrage o substanță aromatică de culoare galbenă, folosită în medicină, în bucătărie și în industrie (Crocus sativus).
- șofrănel - plantă erbacee din familia Asteraceae (Carthamus tinctorius), folosită drept condiment sau la prepararea unor vopsele; altă denumire: berbecel-roșu.
- șopârliță - vezi poligală.
- șovar:

- plantă erbacee din familia gramineelor, cu paiul subțire și aspru, cu flori mici, verzi (Poa trivialis);
- numele mai multor plante: buzdugan, papură, rogoz.

## T
- tal - organ vegetativ lipsit de vase conducătoare, monocelular la bacterii și la unele alge, pluricelular la ciuperci etc.

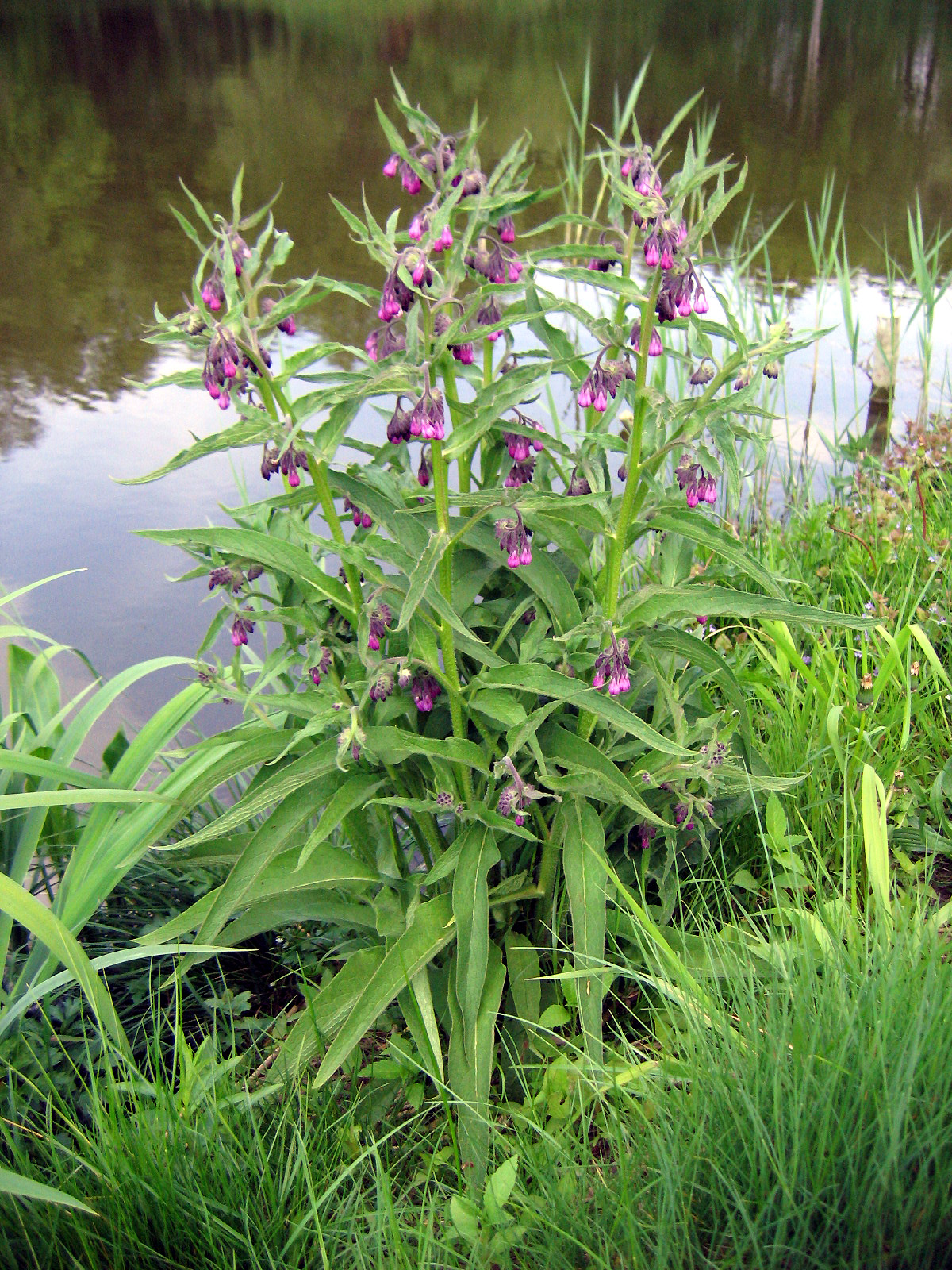
Tătăneasă

- tătăneasă  - plantă erbacee toxică, cu tulpina ramificată, acoperită cu peri aspri, cu flori roșii-violacee, mai rar albe, dispuse în raceme (Symphytum officinale); altă denumire: iarba lui Tatin.
- târtan - vezi Crambe tataria.
- teacă - vezi păstaie.
- teișor  - vezi abutilon.
- termocleistogamie - autofecundare a florilor rămase nedeschise din cauza temperaturii nefavorabile.
- termofil - (despre plante) care poate trăi la temperaturi ridicate.
- termofilie - preferință a unor plante pentru temperaturile ridicate.
- termofite - plante iubitoare de căldură.
- termonastie - mișcare produsă de variații termice la unele flori, care se închid la frig și care se deschid la cald.
- termotropism - tip de tropism care constă în răspunsul plantei la temperatura mediului înconjurător.
- termotropofitie - formațiune vegetală caracterizată printr-un anotimp cald și unul rece.
- tigmotropism - tip de tropism, care constă în răspunsul plantei la atingere sau contact fizic cu un obiect; de exemplu, în cazul plantelor cățărătoare, acestea își vor direcționa creșterea spre un suport solid.
- torțel (sau tortel) numele a două plante parazite fără frunze (numite și barba-dracului), a căror tulpină se răsucește în jurul plantelor pe care trăiesc, una cu flori roșietice (Cuscuta epithymum), alta cu flori albe sau roz (Cuscuta europaea).
- traista-ciobanului - plantă erbacee din familia cruciferelor, cu frunze lungi, crestate, dispuse în rozetă, cu flori mici albe și cu fructe triunghiulare, folosită ca plantă medicinală (Capsella bursa-pastoris); altă denumire: capselă.
- trepădătoare - vezi brei-de-câmp.
- Tricholoma psammopus - specie de ciuperci necomestibile din încrengătura Basidiomycota, în familia Tricholomataceae și de genul Tricholoma.
- tropism - răspunsul direcționat al unei plante sau al unei părți a acesteia la un anumit stimul extern, cum ar fi lumina, gravitația sau contactul cu un obiect, principalele tipuri fiind: fototropism, geotropism, tigmotropism, termotropism.
- tubercul - tulpină subterană, scurtă și îngroșată, care înmagazinează substanțele de rezervă ale unor plante.
- tuberoză - plantă decorativă, anuală, din familia amarilidaceelor, cu tulpina înaltă, cu florile albe-verzui sau roz, plăcut mirositoare (Polyanthes tuberosa); altă denumire: chiparoasă.
- tufă:

- nume generic dat plantelor lemnoase (arbuști), cu ramuri dese care pornesc direct de la rădăcină; grup de flori, de lăstari sau de plante erbacee cu rădăcină comună;
- nume popular pentru plante ca: stejar pufos, alun.
- tuia orientală - vezi arborele vieții.
- tunică - înveliș cărnos al unui bulb; înveliș membranos al unui organ vegetal.
- turgescență - umflare a celulei vegetale, datorită apei care a pătruns în interiorul ei.
- Typha - vezi papură.

## Ț
- țep - vezi spin.
- țilidonie - vezi beladonă.
- țintaură:

- plantă medicinală erbacee cu flori roșii sau albe, cu fructul o capsulă (Centarium umbellatum);altă denumire: centaură;
- plantă erbacee cu flori roz, dispuse în umbelă; crește prin pajiști puternic însorite și se întrebuințează ca plantă medicinală, extrăgîndu-se din ea un surogat al chininei (Erythraea Centaurium); denumire populară: potroacă.

## U
- ulotrix - (Ulothrix) algă filamentoasă de apă dulce, din ordinul ulotricalelor.
- umbelă - inflorescență în care pedunculii fiecărei floricele pornesc din același punct și se ridică la aceeași înălțime, ca pânza unei umbrele.
- umbeliform - de forma unei umbele.
- urechelniță - (Sempervivum tectorum) plantă erbacee din familia crasulaceelor, cu frunzele bazale dispuse în rozetă și cu flori roșii sau roz; crește spontan pe stânci și este cultivată și ca plantă ornamentală.

## V
- vălul-miresei - plantă erbacee anuală, mică, cu flori lineare (Gypsophila muralis).
- vârtejul-pământului:

- plantă erbacee cu tulpina târâtoare și cu flori galbene (Medicago orbicularis);
- mică plantă erbacee, cu câte trei frunze la un nod, cu flori roșii dispuse în vârful tulpinii, care crește prin locuri stâncoase din regiunea alpină (Pedicularis verticillata).
- vegetativ - care se referă la organe sau părți ale plantelor (altele decât cele de reproducere sexuată; vezi și înmulțire vegetativă).
- veninariță - vezi avrămeasă.
- verticíl -  mod de așezare a florilor, a frunzelor sau a ramurilor în formă de cerc, la același nivel, în jurul unei axe.
- vindecea - vezi betonică.
- vinețică sângerie  - specie de ciuperci necomestibile din România, Basarabia și Bucovina de Nord (Russula sanguinea).
- vitaceae - vezi ampelidacee.
- volvox - (Volvox) algă verde de apă dulce, din indivizi flagelați, care trăiește în colonii de formă sferică.

## W
- Wisteria - gen de plante cu flori din familia Fabaceae, care include zeci de specii de viță de vie lemnoase, native în Japonia, China, Coreea, și estul SUA.

## X
- xantofilă - pigment care se găsește în plante, alături de clorofilă și de caroten, colorând toamna frunzele în galben-roșcat.
- xifofil - cu frunze în formă de sabie.

## Z
- Zantedeschia - vezi cală.
- zburătoare - plantă erbacee cu tulpina înaltă, cu florile roșii-purpurii, cu fructele în formă de capsule cu numeroase semințe, prevăzute cu peri mătăsoși; este folosită în medicina populară (Epilobium angustifolium⁠(en)[traduceți]).
- zegras - vezi iarbă de mare.
- zigomorf - (despre flori) care are un singur plan de simetrie (median, transversal sau oblic).
- zmeoaică - vezi chimionul-capului.
- zoospor - spor al unor alge și ciuperci prevăzut cu cili vibratili sau cu flageli, cu ajutorul cărora se mișcă în mediul fluid.
- zoosporange - sporange cu zoospori.